# Parc Jean-Jacques-Rousseau
Le parc Jean-Jacques-Rousseau est un parc à l'anglaise situé à Ermenonville, dans le département de l'Oise.
Il doit son nom au philosophe Jean-Jacques Rousseau, qui y séjourna durant les six dernières semaines de sa vie. Il y mourut en 1778, et fut inhumé dans l'île des Peupliers. Le parc devint alors un lieu de pèlerinage littéraire. Domaine départemental, le parc actuel ne représente qu'une partie du parc initial, qui se partage entre trois propriétaires différents : le secteur ouest, appelé « le Désert », appartient à l'Institut de France, et le secteur nord appartient au domaine de l'hôtel-restaurant établi au château d'Ermenonville. Le Désert et le secteur nord ne sont ouverts au public que de façon restreinte.
Le parc a été classé espace naturel sensible en 2019 par le département de l'Oise.

## Histoire du parc d'Ermenonville
Il convient d'élargir cette étude sur l'ensemble du parc d'Ermenonville, tel que créé par le marquis René-Louis de Girardin (1735-1808) et apprécié par Jean-Jacques Rousseau. La dénomination « Parc Jean-Jacques Rousseau » n'a rien d'historique et il serait réducteur de limiter cette création paysagère au seul souvenir de l'écrivain.

### Les origines du parc
C'est l'importante fortune que son grand-père René Hatte, fermier général, lui légua en 1762 qui permit à René de Girardin de racheter les parts des autres héritiers sur le domaine d'Ermenonville et de le réaménager par la suite. Le château n'était alors qu'un édifice assez banal et les fonds de vallée n'étaient que marécages. Officier pour Stanislas Leszczyński, duc de Lorraine, il devait d'abord attendre la fin de la Guerre de Sept Ans, qui intervint en 1763, et de ses obligations envers le duc. Entre-temps, il put cependant se libérer pour effectuer des voyages d'études en Italie, Allemagne et Angleterre. Le marquis fut surtout impressionné par les jardins à l'anglaise, et notamment le parc de Leasowes (en) de l'écrivain William Shenstone : ce qu'il découvrit fut l'application de principes propres à la peinture et à la poésie au domaine du jardinage. À la suite du décès de Leszczyński, Girardin pouvait se consacrer pleinement à l'élaboration de son projet de création d'un parc à l'anglaise. Dans un premier temps, ce dernier devait occuper une quarantaine d'hectares autour du château d'Ermenonville. Le peintre Hubert Robert officiait comme conseiller artistique.

### Réalisation, conception et philosophie

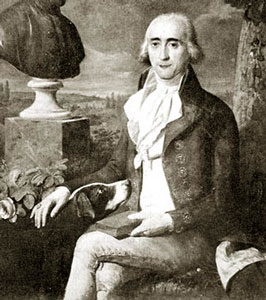
Le marquis René-Louis de Girardin (1735-1808).

Le terrain du domaine de Girardin présentait un inconvénient de taille, le sol marécageux, mais aussi des avantages : le relief légèrement accidenté se prêtait tout naturellement à la création d'un paysage varié, et un cours d'eau pour alimenter les lacs et étangs traversait déjà les lieux. Le marquis fit venir exprès deux cents ouvriers anglais. L'assèchement des marais et le gros œuvre ont pris une dizaine d'années ; M. de Girardin confia la direction de ces travaux au jardinier réputé Jean-Marie Morel. Leur collaboration cessa par la suite en raison de la divergence de leurs points de vue respectifs : Morel s'opposait à la plupart des fabriques et laissait une plus grande partie de la création à la nature, tandis que Girardin soutenait le bien-fondé des fabriques dont le rôle était de ramener l'homme vers la nature. En outre, Girardin voulait dépasser le simple jardinage et s'est fait créateur de paysages à la manière d'un peintre, et selon des règles de composition et des modes de composition picturaux.
Il s'inspirait des idées développées par Jean-Jacques Rousseau dans son roman épistolaire de 1761, Julie ou la Nouvelle Héloïse, sur un jardin redevable uniquement à la nature contrastant avec le jardin régulier. Mais Girardin s'en éloigne en même temps quand il recherche une accentuation du sentiment romantique par certains types de fabriques, comme les grottes et ruines. Ses théories prennent forme grâce à l'étude des œuvres et réalisations de Joseph Addison, Alexander Pope et Shaftesbury, qui ont tous les trois publié des articles sur le jardinage voire fait aménager des jardins qui étaient à l'origine du développement du jardin anglais.
René-Louis de Girardin développa ses propres conceptions dans un essai au titre aussi long qu'explicite : De la composition des paysages sur le terrain ou des moyens d'embellir la nature près des habitations en y joignant l'agréable à l'utile. Ce bref ouvrage a été publié sous la forme d'un livre en petit format en 1777, quand l'aménagement du parc d'Ermenonville toucha à sa fin. La rupture avec la conception classique du jardin français est prononcée d'une façon des plus explicites : « Le fameux Le Nôtre, qui fleurissoit au dernier siècle, acheva de massacrer la Nature en asujettisant tout au compas de l'Architecte ; il ne fallut pas d'autre esprit que celui de tirer des lignes, & d'étendre le long d'une règle, celle des croisées du bâtiment ; aussitôt la plantation suivit le cordeau de la froide simétrie (...), les arbres furent mutilés de toute manière (...), la vue fut emprisonnée par de tristes massifs (...), aussitôt la porte la plus voisine pour sortir de ce triste lieu, fut-elle bientôt le chemin le plus fréquenté» (p. IX-XI).
Le marquis estime que dans un parc, ne doivent paraître ni clôtures ni jardins, car « tout arrangement affecté (...) ne peut jamais produire l'effet pittoresque d'un tableau ou d'une décoration ». Girardin s'intéresse au contraire à l'embellissement et à l'enrichissement de la nature, ce qui exclut tout de même de céder la place au désordre ou au caprice, comme il dit. « Si la nature mutilée et circonscrite, est triste & ennuyeuse, la nature vague & confuse n'offre qu'un pays insipide, & la nature difforme, n'est qu'un monstre ». « Ce n'est donc ni en Architecte, ni en Jardinier, c'est en Poëte & en Peintre, qu'il faut composer les paysages, afin d'intéresser tout à la fois, l'œil & l'esprit». L'effet pittoresque et la nature ne peuvent avoir qu'un même principe : « que tout soit ensemble, et que tout soit bien lié ».

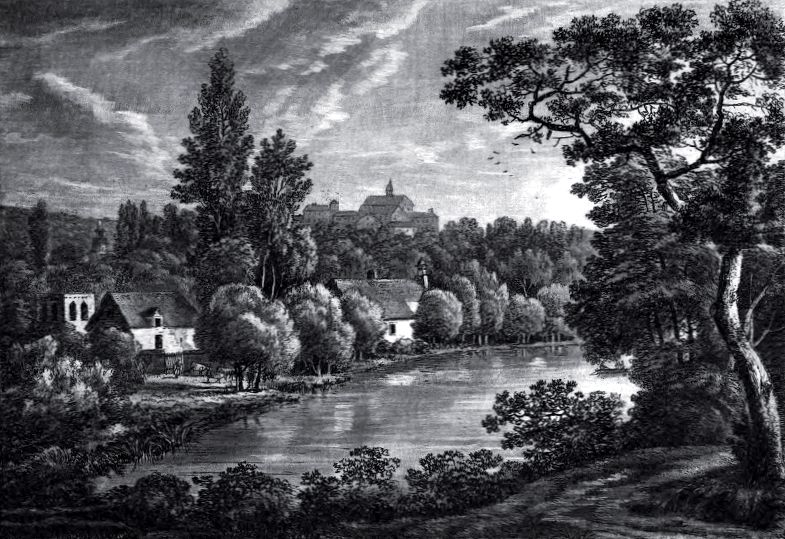
Le hameau sur la rive ouest de l'étang du Petit Parc. Bien que bâties pour le parc, ses maisons servaient de métairie et le promeneur ne les approchait pas. Au fond l'abbaye de Chaalis.

Concrètement, ce principe se traduit par la création de perspectives de vue comportant une transgression du proche au lointain en plusieurs échelons. Au premier plan, le parc proprement dit avec une fabrique ou des parties du village d'Ermenonville (qui était alors visible depuis le Petit Parc) ; au deuxième plan, des monuments architecturaux du voisinage d'Ermenonville comme notamment l'abbaye de Chaalis et le donjon de Montépilloy ; et au troisième plan, les forêts, villages et fermes éloignés. Toutefois, un certain nombre de fabriques n'entraient pas dans la composition de perspectives et ne devaient se découvrir qu'au fur et à mesure de la promenade.
L'expérience du promeneur devait se réaliser, selon M. de Girardin, en partant de trois registres de perception : par les yeux pour saisir le pittoresque ; par l'esprit pour s'approprier la poésie des lieux (plusieurs fabriques portant par ailleurs des citations de poésie) ; par l'âme pour ressentir le romantisme en émanant. Le marquis comptait aussi sur la connaissance des références picturales répandues et des métaphores courantes dans la peinture paysagère italienne et française.
La compréhension des messages que Girardin voulait adresser aux promeneurs n'est pas aisée. Les styles architecturaux des fabriques manquent d'unicité et les textes poétiques dispersés au parc avec l'aide de ces dernières sont empruntés de tous les époques de création, du Moyen Âge jusqu'au XVIIIe siècle. En effet, le parc exprime les pensées de son créateur et tiennent de ses références culturelles, qu'il faudrait pouvoir tenir en compte. Mais dans son propre essai sur le jardinage mentionné ci-dessus, Girardin ne livre que peu de clés à l'interprétation car il cherche à éviter de mettre en avant ses goûts personnels.
Cependant, René de Girardin ne parle pas uniquement de la création de parcs paysagers, mais développe, dans le dernier chapitre de son essai, un modèle spatial de l'organisation d'un village rural, un modèle économique et sociologique d'une réforme agraire, ainsi que des idées pour la réforme du commerce. Son but ici n'est point d'ordre métaphysique ; il vise à réduire les déséquilibres entre riches et pauvres et à mettre fin à la misère dans les campagnes. Sur le fond de ses observations sur la réforme agraire anglaise au début du XVIIIe siècle, le marquis voulait en faire une démonstration au parc d'Ermenonville. Les petites parcelles devaient être réunies en redistribuant les propriétés, pour rendre l'exploitation plus rentable, et une pâture commune devait se trouver au centre du village ; ceci afin de remédier au confinement des maisons (engendrant des maladies) et afin de pouvoir renoncer au gardiennage des animaux (une pâture commune peut être clôturée). Girardin y imaginait également un espace de jeux et de vie sociale. Dans le secteur est du Petit Parc (ou parc nord), le marquis a donc fait construire quelques maisons disposées de la sorte, qui furent réellement habitées par des cultivateurs. On voit aisément à quel point les ambitions du marquis de Girardin sont éloignées des préoccupations d'une Marie-Antoinette qui, avec son hameau du Trianon, ne pensait qu'au divertissement.

### Le séjour de Jean-Jacques Rousseau

Jean-Jacques Rousseau en 1766.

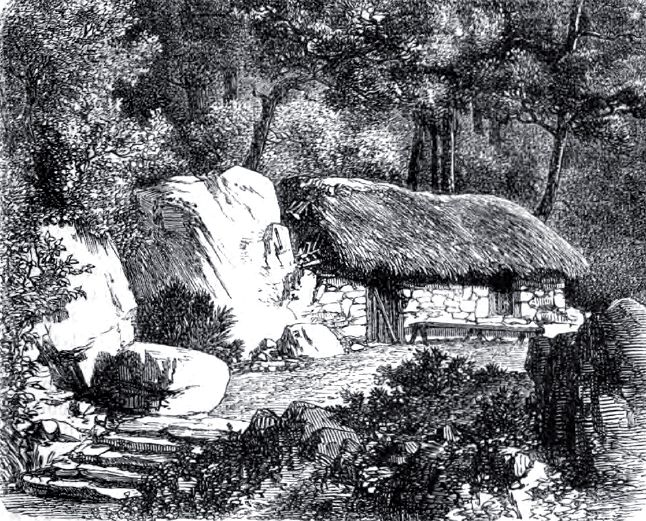
La « cabane du philosophe », fabrique du Désert (partie nord-ouest du parc), où Jean-Jacques Rousseau passait de longues heures lors de son séjour en 1778. Vers 1860.

Rousseau et Girardin s'étaient connus pendant les années 1770 à Paris, quand le philosophe demeurait rue Plâtrière et que le marquis lui commandait des copies de partitions italiennes. Au printemps 1778, sa compagne Thérèse Levasseur avait la santé défaillante, et le médecin consulté avait conseillé de s'installer à la campagne avant les chaleurs de l'été. Le couple était alors à la recherche d'un nouveau domicile.
Sur l'invitation pressante du marquis, un de ses plus fervents admirateurs, Rousseau et son médecin, le docteur Le Bègue de Presle, arrivent à Ermenonville le 28 mai 1778 (Thérèse Levasseur suivant plus tard). Il y retrouve avec un enthousiasme extraordinaire la nature et des « arbres frais ». « Ah, monsieur ! s'écrie-t-il en se jetant à mon cou, il y a longtemps que mon cœur me faisait désirer de venir ici et mes yeux me font désirer d'y rester toujours », rapporta René de Girardin. S'adressant par la suite à l'épouse de Girardin : « Vous voyez mes larmes, ce sont les seules de joie que j'ai versées depuis bien longtemps, et je sens qu'elles me rappellent à la vie ». Si Rousseau avait décidé de s'installer provisoirement à Ermenonville, ce fut aussi pour son état de santé devenu préoccupant. Le nouvel environnement lui faisait du bien, l'écrivain semblait oublier la noire tristesse qui l'avait accablé pendant les précédentes années. Pour témoigner de sa gratitude envers la famille de Girardin, il donna des leçons de chant et de botanique aux enfants. Rousseau herborisait aussi comme de son habitude, et passait parfois des journées entières dans une cabane située au sud-est de l'étang du Désert, dans la partie du parc qui portait le même nom.
Le caractère de Thérèse Levasseur causa toutes sortes de chagrins à son compagnon et des désagréments à René de Girardin, selon les souvenirs de son fils Stanislas. Le séjour du philosophe sera de courte durée : le 2 juillet vers midi, il subit une crise d'apoplexie dans son petit pavillon (disparu) du parc, et décède le soir même peu après 22 h 00. Cette disparition inattendue et les ombres pesant sur les relations humaines, imputables à la concubine de Rousseau, expliquent sans doute pourquoi la thèse du suicide, jamais corroborée, surgit au grand jour. C'est surtout les ennemis de Rousseau qui la répandent pour étayer le soupçon de sa prétendue folie, et ils clamaient même que Girardin aurait attiré le philosophe à Ermenonville par pure vanité, soutenu dans ce sens par Levasseur : selon elle, Rousseau aurait séjourné à Ermenonville qu'à regret.
Rousseau venait tout juste d'avoir 66 ans. Le 4 juillet 1778, il sera inhumé à minuit à la lumière des torches dans la petite île des peupliers, au cœur du parc qui porte aujourd'hui son nom. L'exécution du tombeau prendra encore presque dix-sept mois. Le cercueil en plomb avec la dépouille embaumée du philosophe sera transférée au Panthéon le 9 octobre 1794 à la suite d'un décret de la Convention: une concession de la part de René de Girardin en fut l'origine, pour être « relevé de la tache originelle de sa noblesse ». Son tombeau sculpté par Jacques-Philippe Le Sueur sur les dessins d'Hubert Robert, n'est plus depuis ce jour qu'un cénotaphe. Ce fut à contrecœur que le marquis s'était séparé de son ami.
Un récit assez complet du séjour de Jean-Jacques Rousseau à Ermenonville nous vient de la plume de René-Louis de Girardin. Publié seulement dans les mémoires de son fils Stanislas parues à titre posthume en 1828, ce dernier encadre le récit de ses propres souvenirs.

### La vie du parc jusqu'au décès de René-Louis de Girardin
Le temps de splendeur du parc d'Ermenonville sera bref, une bonne dizaine d'années. Le 26 décembre 1787, un orage d'une extraordinaire violence dévaste certains secteurs du parc, notamment la prairie arcadienne avec sa ruine au sud. Les étangs se remplissent de boue et se comblent partiellement, et la grande cascade est détruite. Par la suite, la remise en état ne fut que partielle ; la grande cascade se trouve réduite et la prairie arcadienne ne sera jamais ce qu'elle a été.
Au début de la Révolution française, René-Louis de Girardin « la trouve superbe tant que limitée à la cour » et se distingua parmi les seigneurs prônant les idées nouvelles. En juin 1791, il fait imprimer deux de ses discours, dont le « Discours sur la nécessité de la ratification de la loi par la volonté générale » du 7 mai. Quand le peuple entame la guerre aux châteaux, le marquis préfère rester discret et décide de vivre dans l'isolement, afin de sauver son domaine et son intégrité. Ceci ne le protègera pas d'une dénonciation au club des Jacobins en août 1793, et il est assigné à domicile pendant près d'un an. Mais Girardin réussit d'échapper à la guillotine en écrivant dans sa lettre de protestations qu'il est attaché de cœur et d'esprit aux Jacobins et que sa conduite avait été approuvée dans tous les temps par tous les anciens patriotes, et notamment par son ami Marat. La famille de Girardin ne vivra plus sur son domaine d'Ermenonville depuis ces moments troubles et ne reviendra que sous le Consulat, en 1800. Entre-temps, le parc souffre d'une deuxième inondation.
Les événements de la Révolution ont des lourdes conséquences sur les convictions philosophiques de Girardin, qui peuvent se résumer en la croyance qu'une amélioration de l'être humain est possible à travers un rapprochement avec la nature et d'un nouveau lien à nouer entre la philosophie antique et les sciences modernes. La promenade au parc, tel était l'espoir du marquis, devait stimuler la réflexion des visiteurs de sorte à les faire changer d'avis sur certains aspects importants, dont la condition des paysans. Ces idées tout comme le parc sont devenus obsolètes en vue des innombrables actes de violence engendrés par la Révolution. Sous cette impression et déçu par le ravage du parc, René-Louis de Girardin abandonne son œuvre.

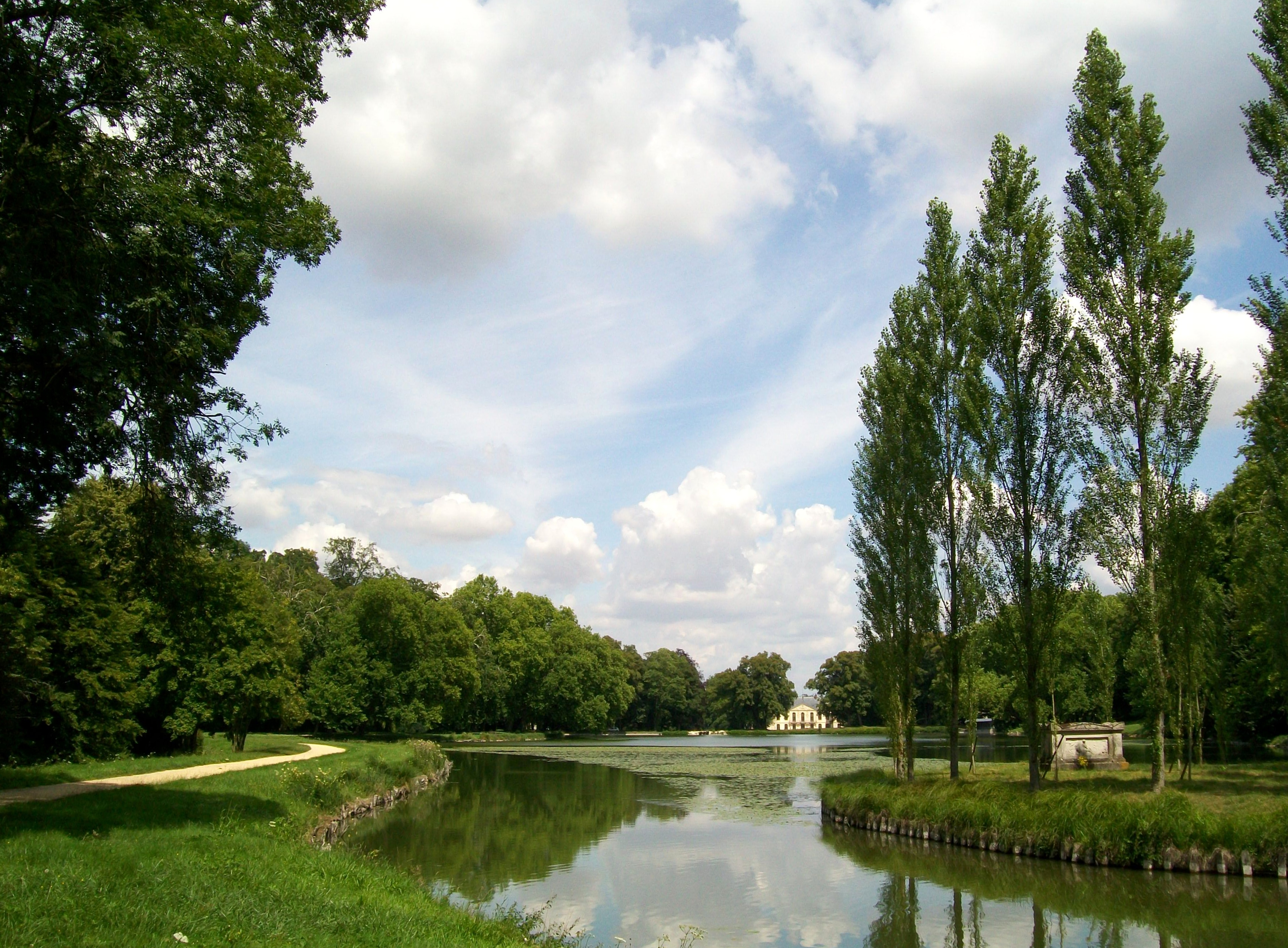
Vue générale sur l'étang, l'île des Peupliers et le château depuis le sud.

Bonaparte se rendait régulièrement à Mortefontaine chez son frère Joseph. À l'une de ces occasions, au printemps 1800, il déjeuna chez les Girardin à Ermenonville, distant de huit kilomètres. C'est avec Stanislas de Girardin, l'un de ses trois fils, et non pas avec René-Louis de Girardin comme on le lit parfois, qu'il eut cette célèbre conversation autour du tombeau de Rousseau :

« Il aurait mieux valu pour le repos de la France que cet homme n'eût pas existé ... »
- « Et pourquoi, citoyen consul ? », lui dit Stanislas.
- « C'est qu'il a préparé la révolution française. »
- « Je croyais, citoyen consul, que ce n'était pas à vous à vous plaindre de la Révolution ! »
- « Eh bien ! L'avenir apprendra s'il n'eût pas mieux valu, pour le repos de la Terre, que ni Rousseau, ni moi, n'eussions jamais existé. »

 conclut le futur empereur.
Au crépuscule de sa vie, René-Louis de Girardin s'attache à faire remettre le domaine en état et entreprend des vaines démarches pour récupérer les cendres de Jean-Jacques Rousseau. Le 20 septembre 1808, il meurt à Vernouillet où il avait élu domicile auprès d'amis depuis 1794. Le domaine revient en indivision à ses trois fils.

### Destin du parc sous les successeurs du marquis de Girardin

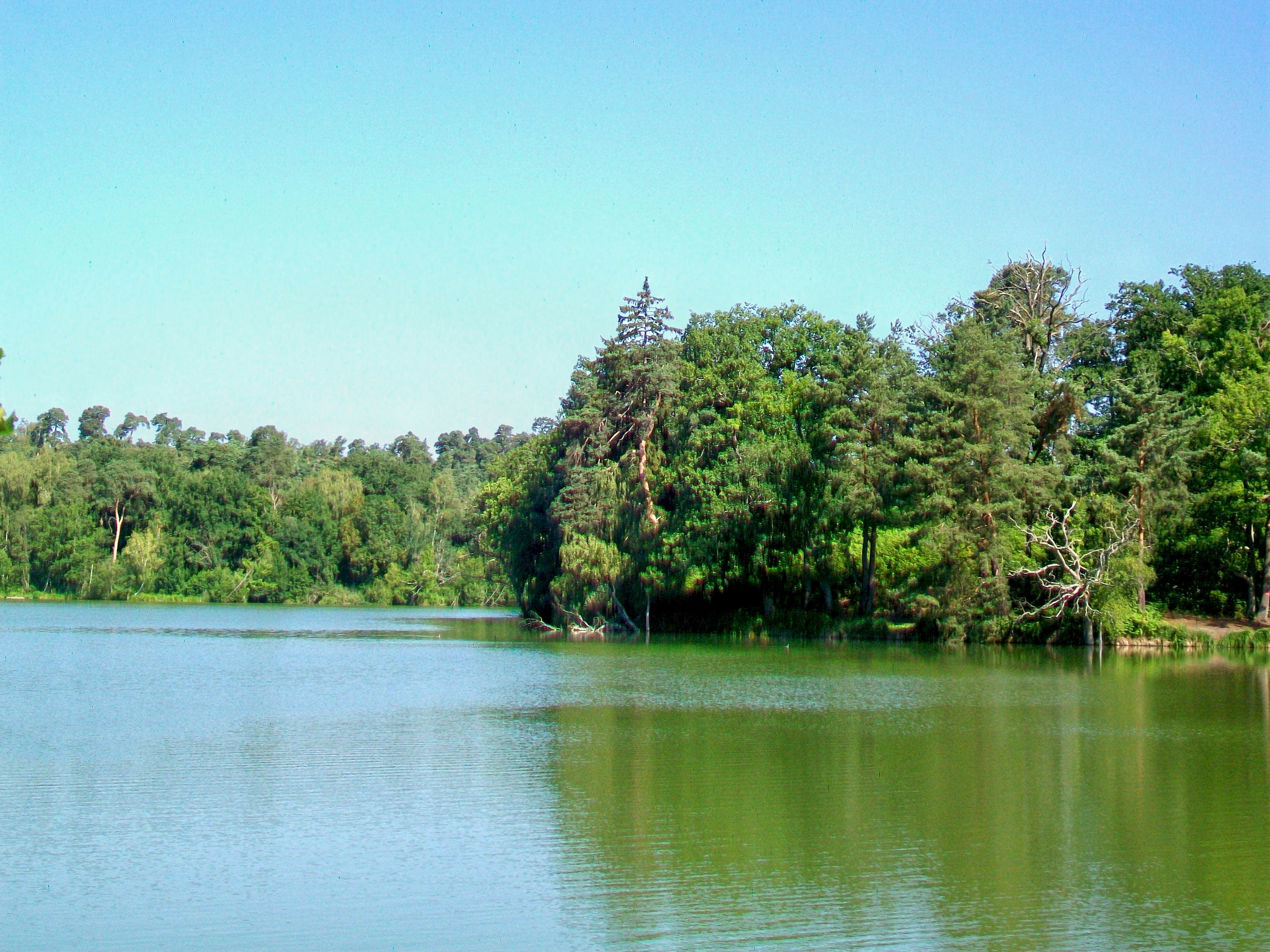
L'étang du Désert avec son île, propriété de l'Institut de France ; vue depuis la RN 330.

Après le décès du marquis René-Louis, c'est surtout son fils aîné Stanislas (Cécile-Stanislas-Xavier, Comte de Girardin, Lunéville *19 janvier 1762, † Paris 27 février 1827 qui prend soin du parc. Il y est très attaché, tout comme son frère Alexandre-Louis (1767-1848). Leurs moyens ne permettent cependant pas d'entretenir correctement le domaine et de conserver le château, où du reste ils ne vivent que temporairement. En même temps, le dernier prince de Condé, Louis VI Henri de Bourbon-Condé, cherche d'agrandir son domaine et surtout son terrain de chasse, ayant déjà acquis les domaines de Chantilly et Mortefontaine, ainsi que maintes autres grandes propriétés au préalable. Stanislas et Alexandre-Louis de Girardin signent avec le prince de Condé un contrat lui donnant l'usufruit de l'ensemble de leur domaine d'Ermenonville, soit au total 950 ha ; contrat expirant toutefois avec le décès de l'acquéreur. Celui-ci survient en 1830 dans des conditions mystérieuses : le domaine revient donc aux Girardin.
Ne s'intéressant qu'à la chasse et vivant à Chantilly et à Saint-Leu-la-Forêt, le prince de Condé n'avait rien fait pour entretenir le château et le parc. Stanislas de Girardin était déjà mort depuis trois ans et demi. Ses deux fils, les comtes Ernest et Stanislas-Xavier, ainsi que son frère Alexandre-Louis, deviennent donc copropriétaires du château, du parc, des terres et des forêts. Cependant, Stanislas-Xavier ne survit à son père que de deux ans, décédant le 17 septembre 1832 à l'âge de vingt ans seulement. Ses héritiers testamentaires sont sa mère, sa demi-sœur et son demi-frère, qui cèdent leurs parts à Ernest en 1833. Entre les deux propriétaires qui restent, le domaine est partagé par une division en deux lots et un tirage au sort, attribuant les terres et les forêts à Alexandre-Louis (dernier enfant survivant du marquis René de Girardin), et le château et le parc à Ernest.
Pour des raisons aujourd'hui inconnues, Ernest décide de faire démolir la maison où était décédé Jean-Jacques Rousseau, non sans avoir mis à l'abri l'ensemble de son inventaire au château. Rien ne permet d'affirmer non plus que cette petite maison fût en mauvais état, et l'opération souleva de vives contestations. - Vers le milieu du XIXe siècle, les décorations et fabriques ont presque toutes disparu ou sont devenues méconnaissables sans que le site ait perdu sa beauté. Alexandre-Louis meurt en 1855. Son neveu Ernest se retrouve propriétaire unique. Tout aussi attaché à la propriété familiale que son père, il réussit à entreprendre quelques restaurations entre 1864 et 1867, portant notamment sur le château et le jeu d'arc, au parc sud. Le désert avait déjà été clôturé par un mur en 1856. Mais l'argent manque pour remettre en état l'ensemble de la propriété.
Le comte Ernest de Girardin, né en 1802 et dernière personne de la famille ayant encore connu le marquis René-Louis de Girardin, avec son cousin l'abbé Éleuthère de Girardin, disparaît en 1874. Il laisse trois enfants, qui lui avaient tous occasionné des soucis : il s'était brouillé avec ses deux filles qui n'obtiennent donc que leur part légale, et son fils Stanislas-Charles (1828-1910) savait surtout gaspiller l'argent, de sorte que son père le fit constamment accompagner par un conseiller financier. Ernest laisse donc les majeures parties à ses deux petits-enfants, qui sont les enfants de Stanislas-Charles nés de son second mariage avec Esther Stanton : Fernand-Jacques (1857-1924) et Suzanne-Jeanne (1858-1934). Le testament les oblige par ailleurs de verser une rente à leur père. Apparemment, ce dernier ne s'était pas rendu compte de sa situation financière désastreuse, car il laisse un grand lot de dettes à ses héritiers. Stanislas-Charles préconise la vente du domaine, mais il doit engager un procès en tribunal pour obtenir gain de cause. La vente aux enchères est fixée pour le 18 mai 1874, mais le prix est trop élevé et aucun acquéreur ne se présente, de même pour une deuxième tentative avec un prix revu à la baisse. La division du domaine en plusieurs lots paraît comme la seule issue possible.

### Destin du parc depuis le départ de la famille de Girardin
Les neuf lots sont adjugés le 4, respectivement le 12 novembre 1874. Gustave-Adolphe-Edgard de Girardin (petit-fils d'Alexandre-Louis mentionné ci-dessus et donc arrière-petit-fils de René-Louis) obtient les lots n° 1, 2, 4, 5 et 9 ; un certain Alexandre de Girardin (probablement le fils naturel d'Émile de Girardin) achète le lot n° 6 ; et Rosa-Augusta Hainguerlot, veuve d'Alphée de Vatry, propriétaire de Chaalis, obtient les lots n° 3, 7 et 8, correspondant au Désert et à l'actuelle Mer de sable. Gustave-Edgard a la ferme intention de vivre au château et de restaurer le parc, mais il doit constater rapidement que ses moyens financiers ne suffisent pas pour réaliser son rêve. Il se voit contraint de remettre la propriété en vente, portant encore sur 253 ha. Le 8 octobre 1878, elle est adjugée à Marie-Charlotte Hensel (1833-1881), veuve de François Blanc (1806-1877), riche homme d’affaires cofondateur de la Société des bains de mer de Monaco. Elle achète le château et le parc comme dot pour sa fille Louise (1854-1911) qui avait épousé le prince défortuné Constantin Radziwiłł (1850-1920) par contrat de mariage du 18 mars 1876. Marie Hensel ne peut profiter longtemps du bonheur du jeune couple avec lequel elle s'installe à Ermenonville, décédant en 1881 à l'âge de quarante-sept ans seulement.
Le Désert est de nouveau mis en vente, avec le domaine de Chaalis, en 1902. L'ensemble est acquis par Nélie Jacquemart-André, qui le lègue à l'Institut de France à l'instar du duc d'Aumale avec le domaine de Chantilly. L'Institut devient donc propriétaire du désert en 1912, année du décès de Nélie, et le reste à ce jour.
Constantin Radziwiłł et son fils Léon entreprennent d'importants travaux de restauration, dont la portée exacte n'est aujourd'hui plus connue,. Certains aménagements, comme les ponts en béton ou les balustrades dans la zone près de l'entrée, vont à l'encontre des idées du marquis de Girardin. Aussi, la tour Gabrielle ruinée où Henri IV et Gabrielle d’Estrées se seraient rencontrés est-elle démolie. L'ensemble du parc est entouré d'un mur d'enceinte, tout en restant ouvert à la visite.

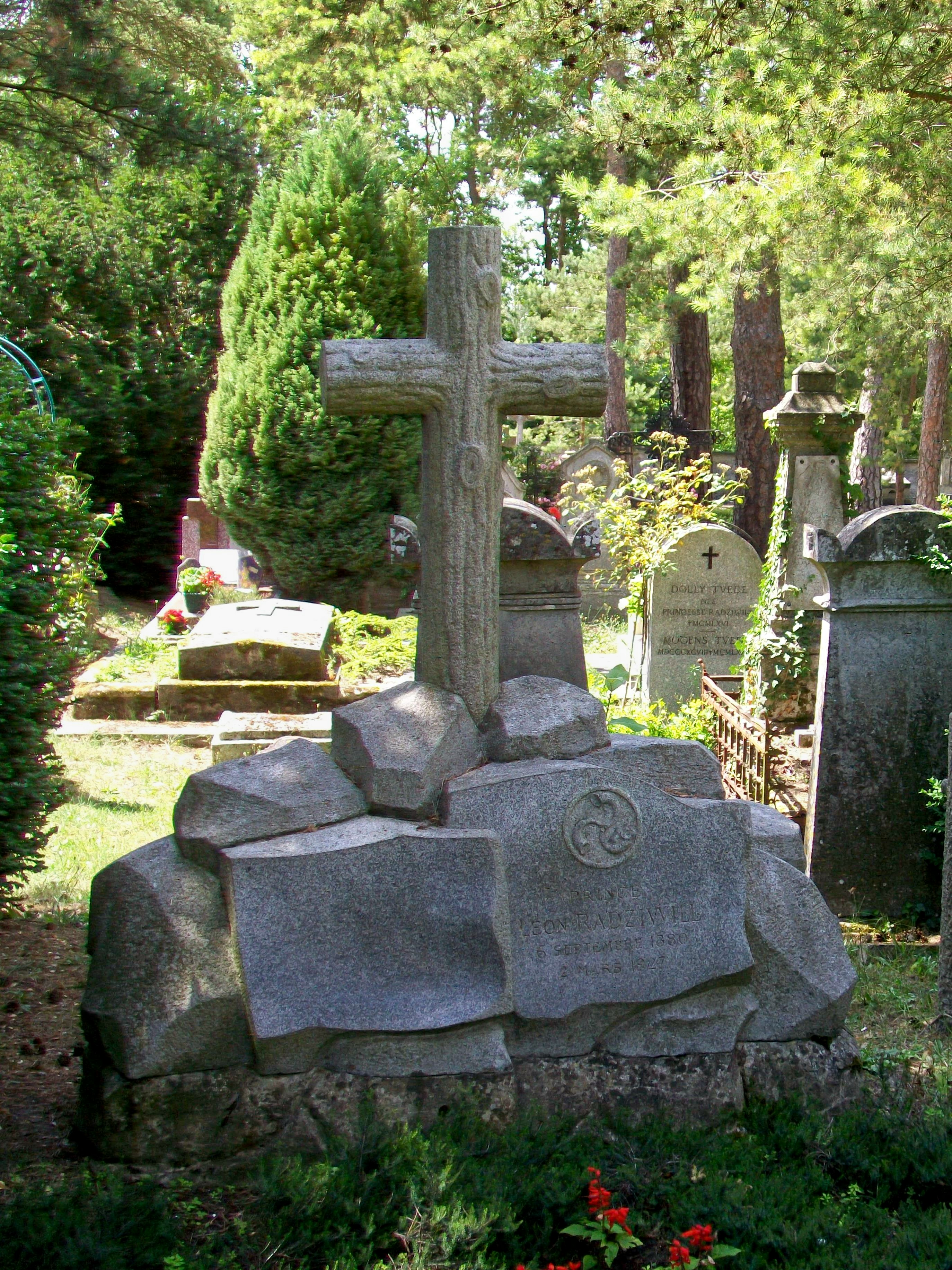
Monument funéraire du prince Léon Radziwiłł (6 septembre 1880 - 2 mars 1927) au cimetière d'Ermenonville.

Au premier quart du XXe siècle, le petit parc au nord est loti en partie, entraînant la disparition de l'enclos des cultures. La famille Radziwiłł reste présente à Ermenonville jusqu'en 1927, année du décès du prince Léon. J.-H. Volbertal (1923) ne tarit pas d'éloges à l'égard du prince, pour ses mérites dans la perpétuation du souvenir de Rousseau et la restauration du parc. Le domaine devient la propriété de ses neveux, Sosthènes et Armand de La Rochefoucauld-Doudeauville. L'île des peupliers, le temple de la philosophie moderne et quelques autres fabriques du Grand Parc, ainsi que le château, sont inscrits à l'inventaire supplémentaire des monuments historiques par arrêté du 11 juin 1930. Les frères de La Rochefoucauld-Doudeauville ne souhaitent cependant pas conserver ce patrimoine et le mettent en vente.
En 1932, Ettore Bugatti forme une société civile immobilière qui rachète pour son compte le château et le parc, soit l'ensemble du domaine du temps des Radziwiłł. Cette forme juridique préfigure le démembrement du domaine. Le mobilier, l'ensemble de l'inventaire et toutes les collections, dont les souvenirs du séjour de Jean-Jacques Rousseau et les objets ayant appartenu au marquis René-Louis de Girardin, sont vendus séparément du domaine en 1933. Cette vente considérée comme événement majeur par les marchands d'art conduit en même temps à la dispersion définitive des objets. En même temps, Bugatti commence à vendre des terrains à l'ouest et à l'est du Petit parc. Bugatti envisage également de lotir le Grand Parc. Il ne réside que rarement à Ermenonville, à son grand regret ; le temps lui manque, mais accepte de le vendre en 1938 au Touring club de France grâce à l'insistance de son président, Henri Gasquet. Son but est de sauvegarder le parc et de l'ouvrir au public, et ainsi il devient le parc Jean-Jacques Rousseau. Le club aménage également un camping à l'ouest du parc, qui n'existe plus actuellement (2010). L'« hermitage » de Jean-Jacques Rousseau, une fabrique appelée initialement « cabane du bonhomme », est classée Monuments Historiques en date du 8 mai 1933.
En date du 6 juillet 1939, le classement des éléments inscrits à l'inventaire supplémentaire, sauf du château, devient effectif. Pendant la Seconde Guerre mondiale, à partir de 1941, le château et le petit parc sont occupés par les Allemands. Vers la fin de la guerre, Ettore Bugatti hypothèque son domaine afin de financer ses recherches mécaniques. À sa mort en 1947, le château est habité par Lidia Bugatti, sa fille. En 1963, avec le rachat de la marque Bugatti par Hispano-Suiza, le château tombe dans les mains de cette société. En 1964 le docteur Henri Mortanal rachète le domaine, qui est dans un état lamentable. Il aménage le château en hôtel-restaurant, puis le reconvertit en maison de retraite. En 1976, il n'arrive plus à son compte ; l'entretien et le chauffage coûtent trop cher, et les pensionnaires se font rares en dehors de la saison estivale. La maison de retraite ferme en 1978, et le château reste vacante jusqu'en 1981, quand Mme Biestro, fille du Dr Mortanal, le loue à la secte hindoue « La conscience de Krishna », non sans avoir hésité longtemps. La décision est mal acceptée au village. Mme Biestro entreprend les réparations nécessaires et ouvre de nouveau une maison de retraite au château, en date du 1er juillet 1988. Elle vend la propriété, deux ans plus tard le 31 mai 1991 aux Les Hôtels Particuliers du groupe de Philippe Savry, qui le réaménage en hôtel-restaurant de prestige.
Le Grand Parc n'est que sommairement entretenu depuis le départ des Radziwiłł, exception faite de quelques restaurations de fabriques entreprises pendant les années 1960. Avec la liquidation du Touring Club en automne 1983, le Grand Parc est de nouveau en péril jusqu'à son acquisition par le Conseil général de l'Oise. Il reprend un parc laissé dans un état d'abandon par le Touring Club. À partir des années 1990, le Temple de la philosophie, le Banc des mères et le jeu d'arc sont restaurés, et les berges de l'Île des peupliers rongées par les courants d'eau sont régénérés.

## Réception
Le parc d'Ermenonville était l'un des premiers parcs à l'anglaise sur le continent, c'est-à-dire en dehors de la Grande-Bretagne, « conçus avec autant de précision sémantique et de recherche artistiques. Le jardin était en tout point remarquable, tant dans la création de paysages qu’il offrait à ses visiteurs que dans les réflexions qu’il suscitait au cours de la promenade ».

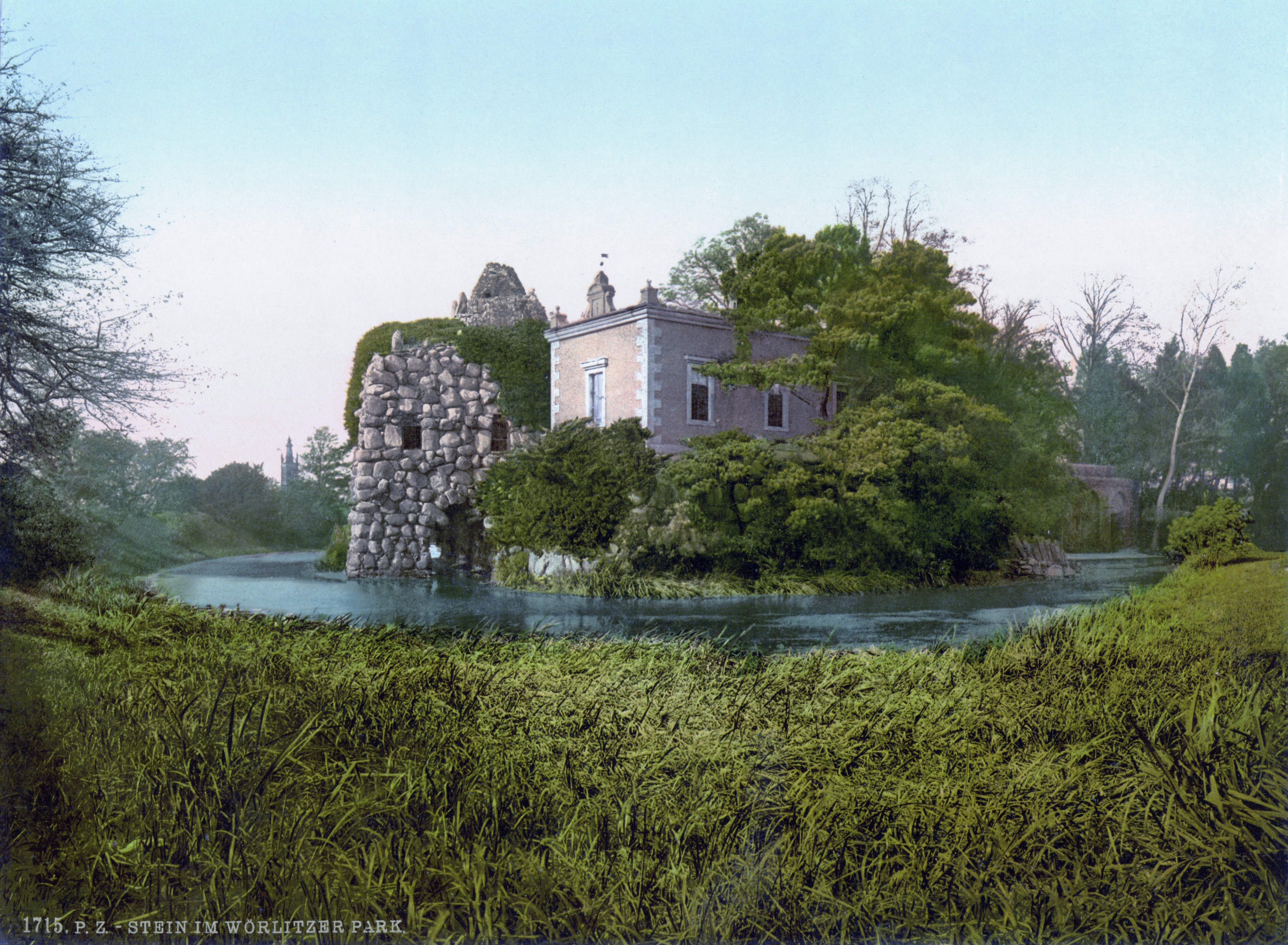
L'île de pierre au royaume des jardins de Dessau-Wörlitz : c'est le premier parc inspiré par Ermenonville. Il lui est pratiquement contemporain.

Le parc reçut, dès ses premières années, la visite de plusieurs hôtes illustres :
- l'empereur Joseph II d'Autriche, en 1777 ;
- de la reine Marie-Antoinette, au printemps 1780 ;
- du roi Gustave III de Suède, en 1783 ;
- du premier consul Napoléon Bonaparte, à plusieurs reprises depuis le printemps 1800[22] ;
- du comte de Provence, le futur roi Louis XVIII ;
- du comte d'Artois, le futur roi Charles X ;
- de Benjamin Franklin ;
- de Maximilien de Robespierre[37] ;
- de Friedrich von Schiller, qui composa un poème sur le souvenir de Rousseau[c 3],[note 10].

La diffusion de l'œuvre paysager de René-Louis de Girardin eut lieu grâce aux gravures de Georges-Louis Le Rouge, parues dans les cahiers de la série « Jardins anglo-chinois à la mode », et grâce aussi à l'ouvrage Promenade ou itinéraire des jardins d'Ermenonville, comportant des gravures de Mérigot fils et paru pour la première fois à Paris en 1783, souvent attribué à Stanislas de Girardin.
Du fait de son rôle de précurseur, le parc d'Ermenonville inspira d'autres créations et trouva des imitateurs. Le premier fut le prince Léopold-Frédéric d'Anhalt-Dessau (1740-1807) avec son Royaume des jardins de Dessau-Wörlitz. Ce très vaste ensemble paysager de 145 km2 comportant plusieurs parcs est considéré comme le plus grand parc à l'anglaise sur le continent et classé Patrimoine mondial depuis 2000. À Wörlitz, même l'île des Peupliers avec son tombeau fut reproduite, et une île Jean-Jacques Rousseau se trouvent également aux parcs Großer Tiergarten à Berlin et Arkadia en Pologne. Dans sa région, Ermenonville inspira, par exemple, le parc de Méréville, le Désert de Retz et le parc de Mortefontaine de Joseph Bonaparte. Mais la création la plus célèbre inspirée par Ermenonville est sans doute le hameau de la Reine (1783) du domaine de Marie-Antoinette, au parc du petit Trianon à Versailles. Bien entendu, on s'éloigne ici considérablement des ambitions de René de Girardin avec ses préoccupations philosophiques et philanthropiques, le hameau de la Reine ne servant qu'à l'amusement de cette dernière.
Jusqu'au premier quart du XIXe siècle, l'excursion pour Ermenonville était l'un des rêves du Parisien, mais ce fut surtout pour l'attrait exercé par le tombeau de Jean-Jacques Rousseau (et plus tard du cénotaphe), et Ermenonville fut avant tout un pèlerinage littéraire depuis la disparition du grand philosophe. Lors des batailles que le général prussien Blücher se livrait dans la région avec les troupes napoléoniennes, Blücher défendit le cantonnement de troupes à Ermenonville par respect pour le souvenir de Rousseau. Beaucoup d'officiers allemands, admirateurs enthousiastes de La Nouvelle Héloïse et de l'Émile vinrent par ailleurs se recueillir face au cénotaphe de l'écrivain.
On estime généralement qu'Ermenonville n'a jamais pu atteindre la perfection des jardins anglais d'outre-Manche, pour le manque de rigueur dans sa conception et les incohérences conceptuelles en résultant, et aussi pour les divergences entre René de Girardin et Jean-Marie Morel. Pour le géographe du XIXe siècle Adolphe Joanne, par exemple, c'était « un retour à l'imitation de la nature, mais avec une malheureuse intention de l'orner, en y mêlant de fausses ruines, de fausses chaumières, de faux temples, de faux autels, de faux tombeaux, de petits vers français, italiens. (...) le promeneur supposé « sensible et philosophe, » devait avoir le plus vif plaisir à découvrir ainsi sur une pierre revêtue de mousse les restes d'une inscription ingénieuse ou sublime et « propre à le faire rêver. » Avec un pareil système (...), M. de Girardin donnait à quelques parties de son beau paysage un style d'Opéra-Comique, où la nature était tout à fait sacrifiée à l'effet théâtral ».
Catherine Dumas, de l'université de Bretagne occidentale, est l'auteur de la première analyse scientifique moderne du message philosophique des tableaux paysagers de René de Girardin, qui propose une lecture des différentes perspectives et fabriques. Elle parvient à décrypter l'ensemble des éléments du parc, mais arrive tout de même à la conclusion suivante : « Tantôt philosophe, tantôt peintre et poète, Girardin n'a pas fait la part des choses : il a réuni ces deux versants dans son jardin, imposant la philosophie au pittoresque et introduisant la poésie dans l'Arcadie, brouillant ainsi la lecture et l'interprétation ». Elle ajoute qu'il est impossible de dire si ce fut conscient de la part de Girardin, ou s'il était incapable d'organiser sa pensée et à trancher.

## Description du parc

### Aperçu général

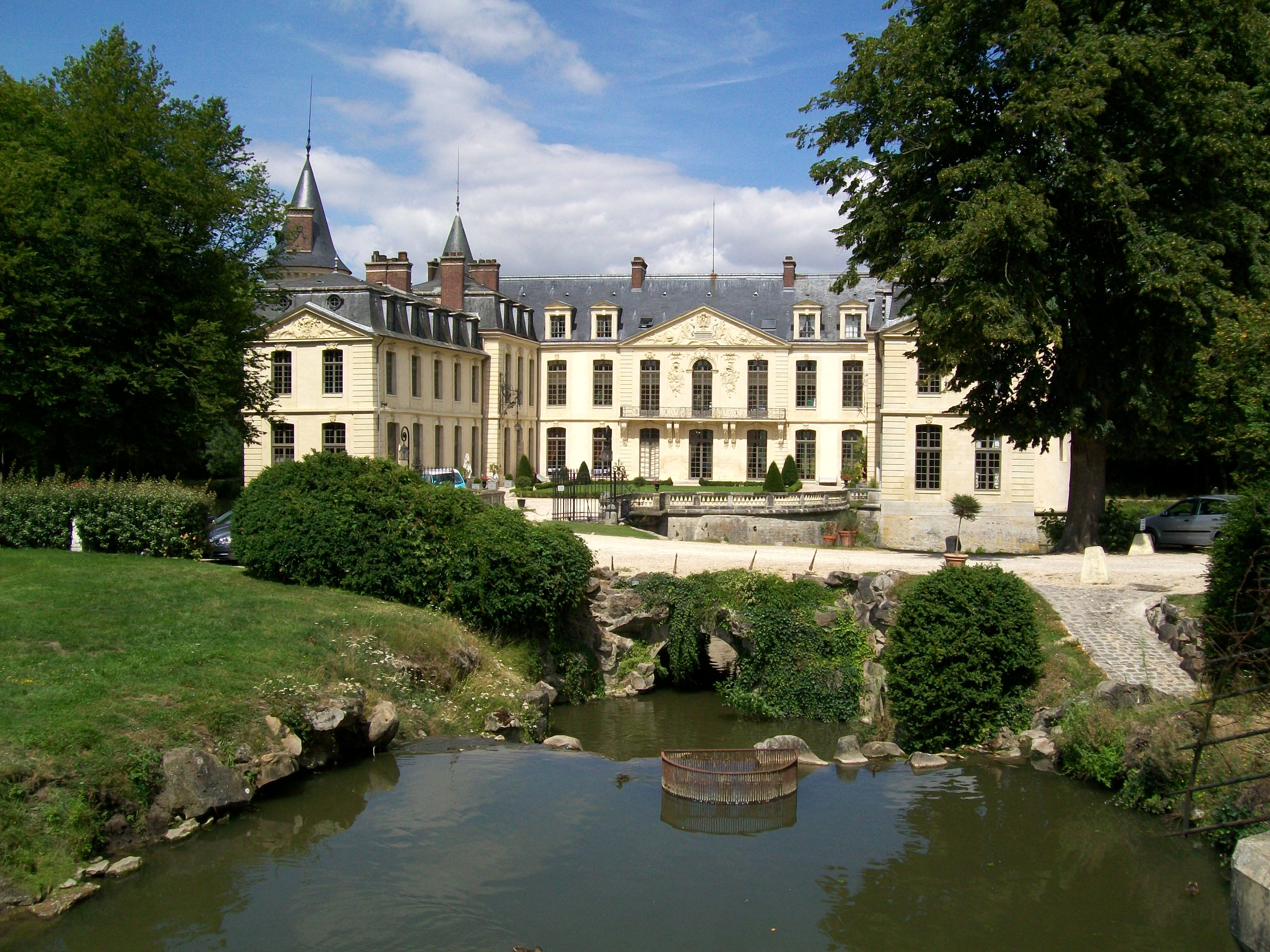
Château d'Ermenonville, façade sud tournée vers le Grand Parc.
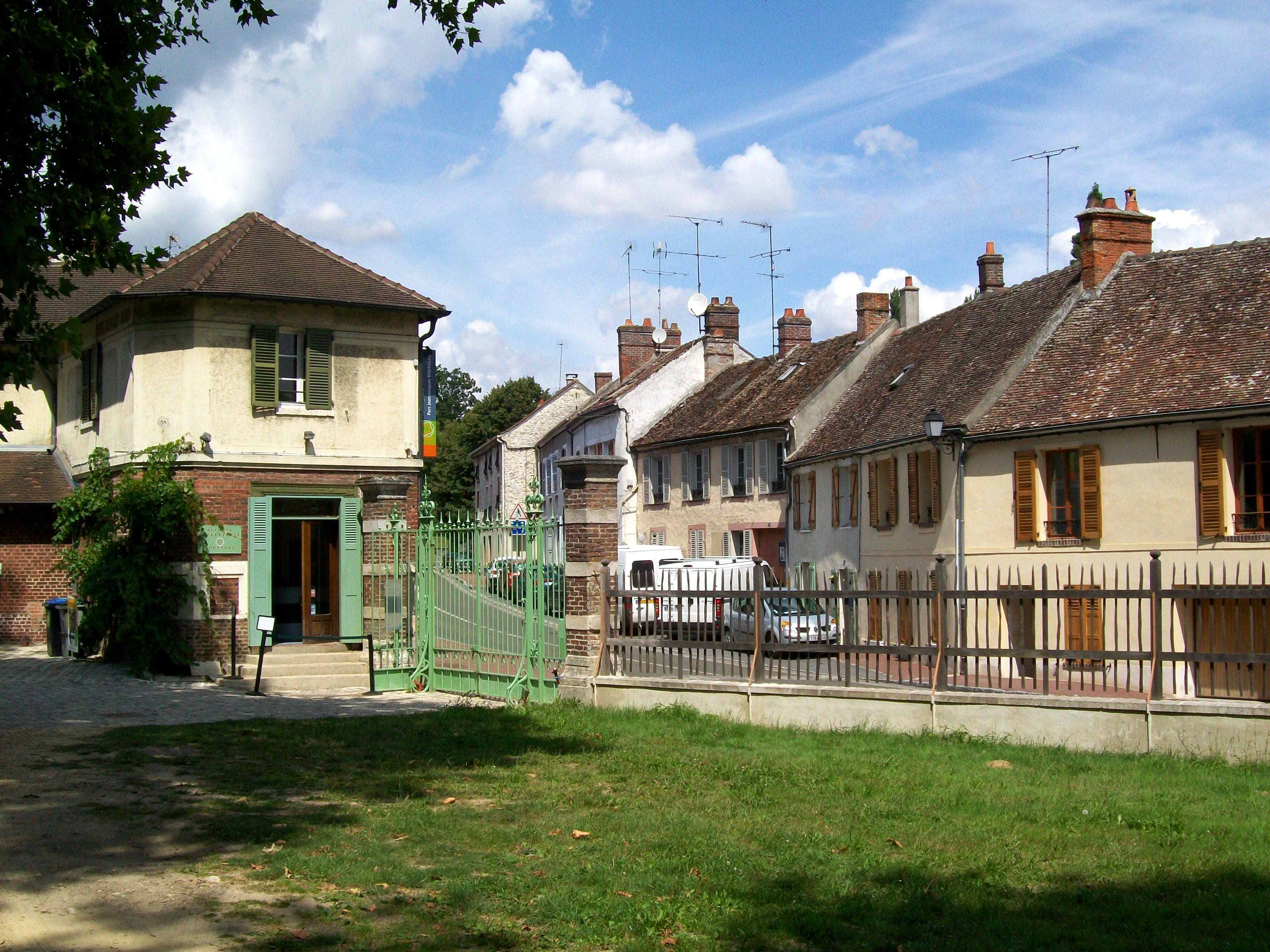
L'entrée actuelle du parc, la maison hébergeant l'accueil des visiteurs (à gauche) est un ancien hôtel.
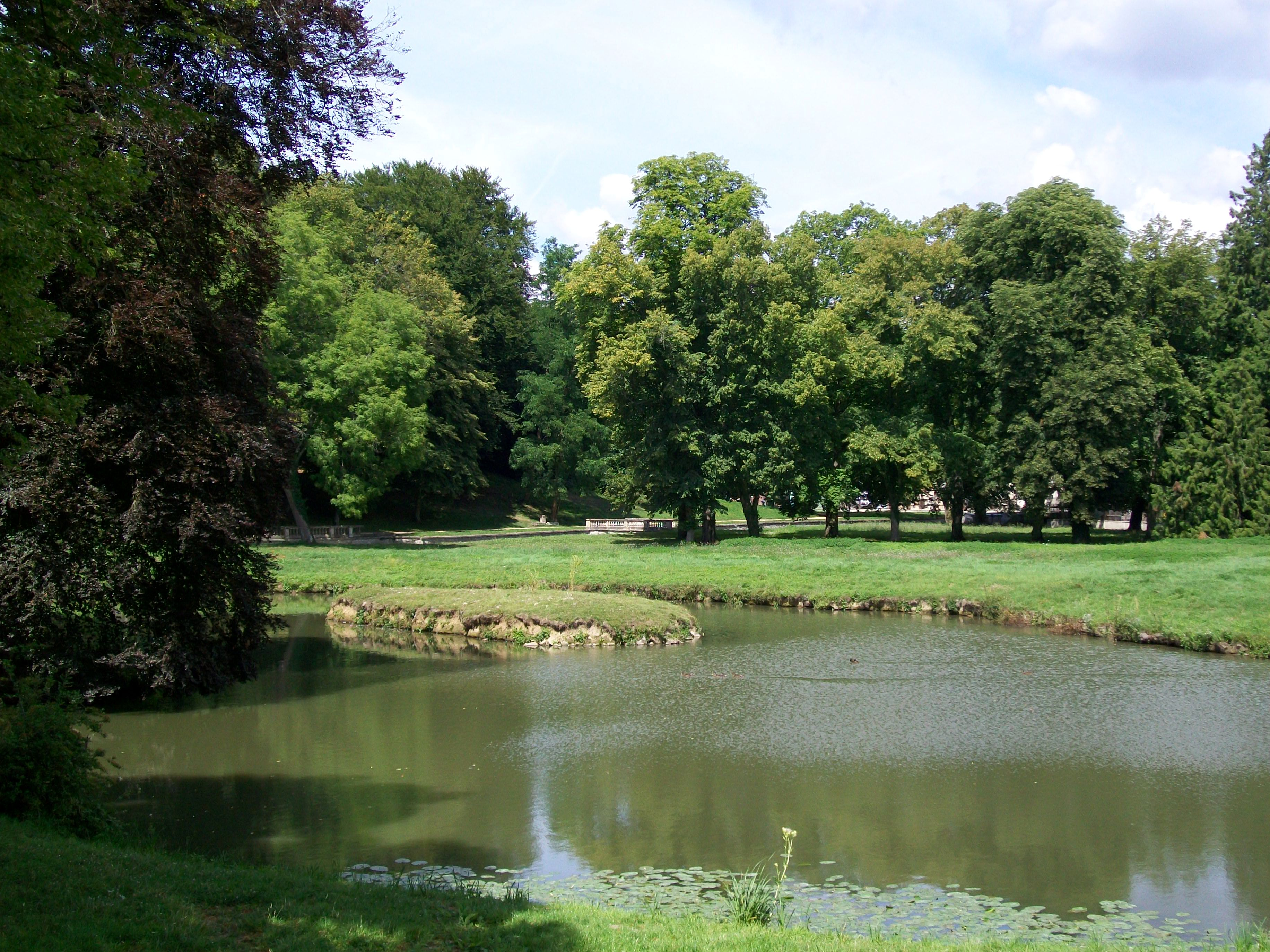
Premier « tableau » du Grand Parc ; petit étang vu depuis le banc de la Reine.
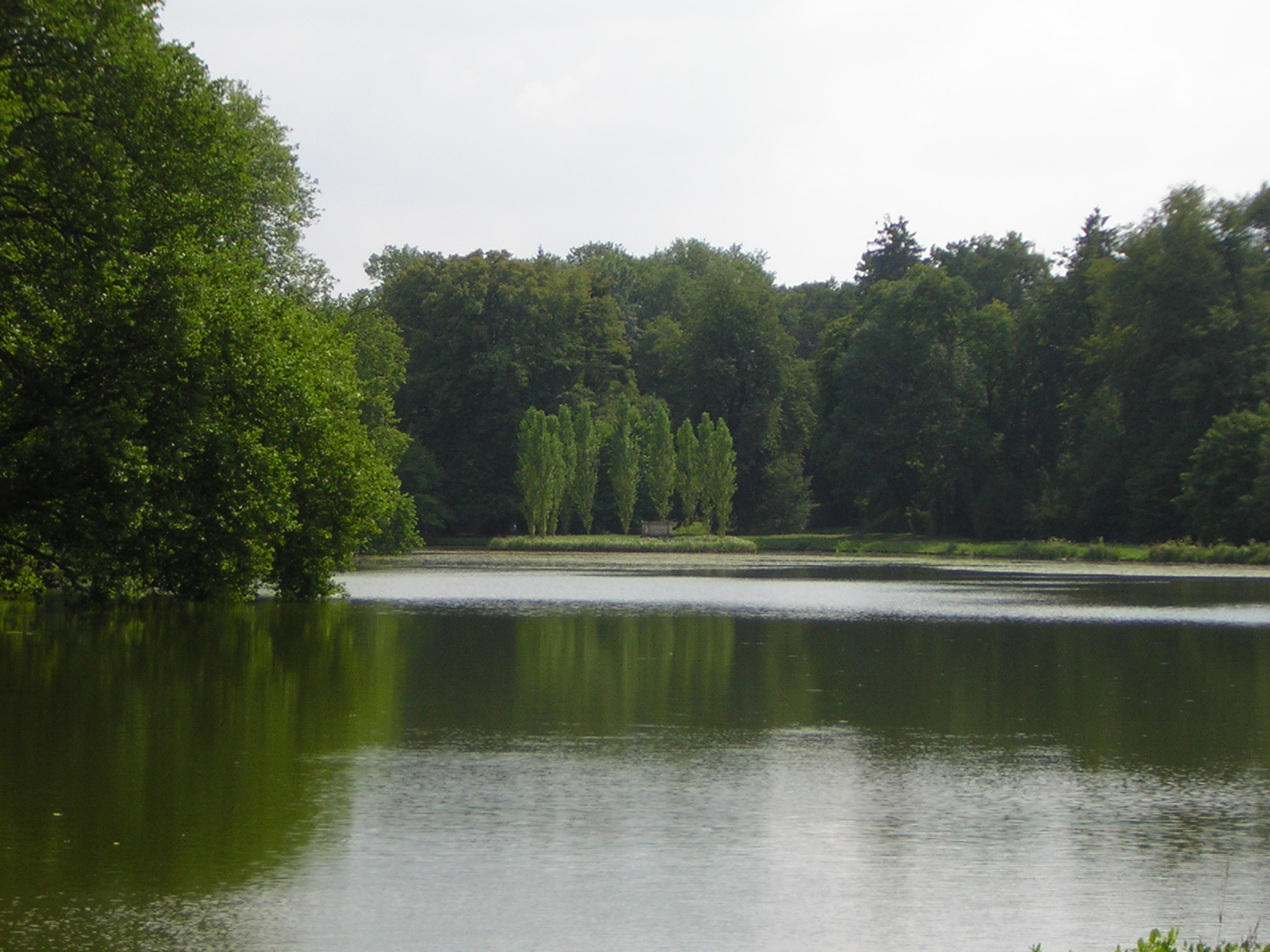
Grand Parc, vue sur l'île des Peupliers depuis la rive est de l'étang.
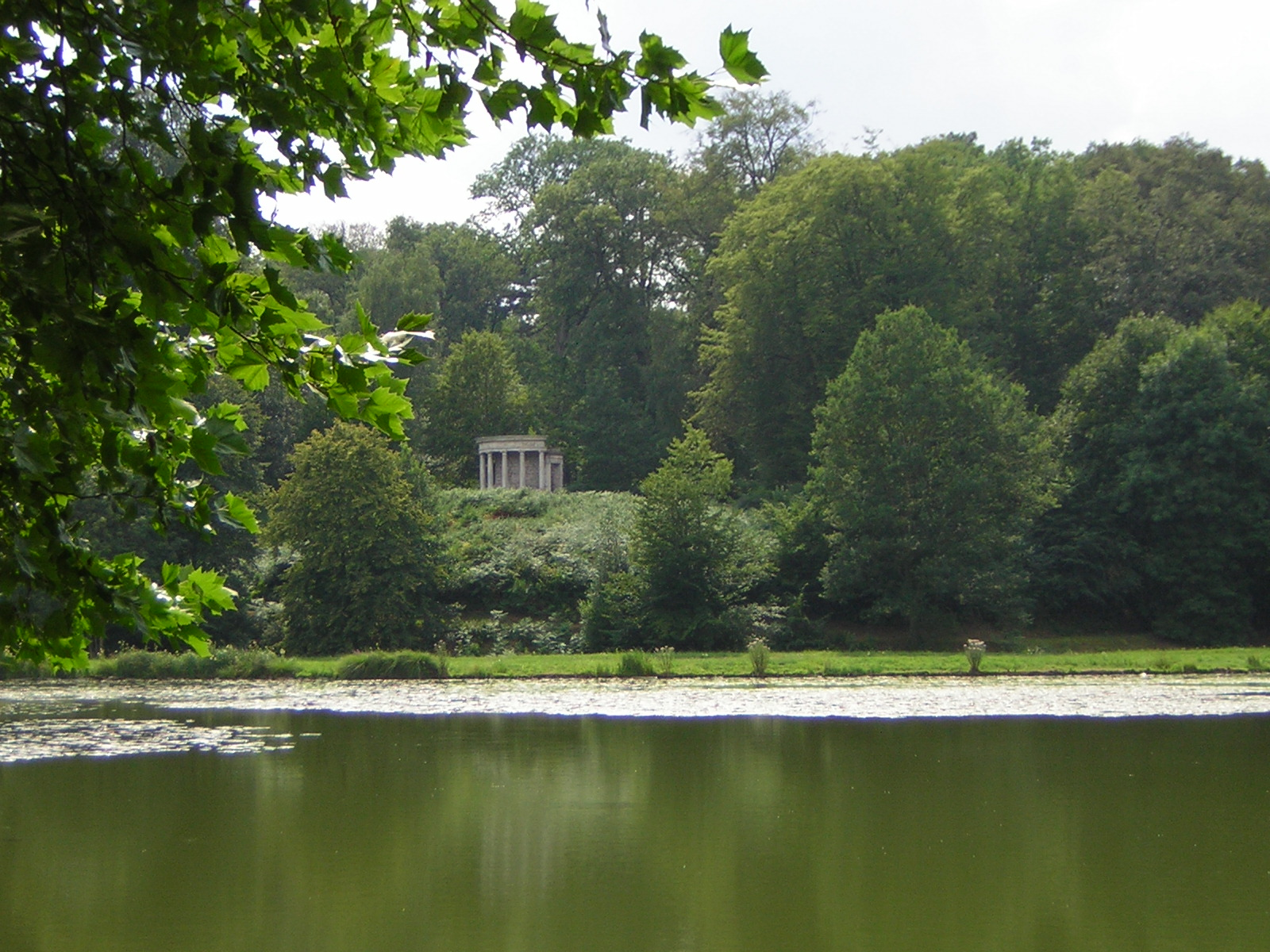
Grand Parc, vue sur le lac depuis la rive est, au fond le temple de la Philosophie.

Le Parc Jean-Jacques Rousseau, si l'on ne considère que sa partie ouverte au public, ne représente qu'une petite partie du parc d'Ermenonville du marquis René-Louis de Girardin. Ce secteur sud du parc fut appelé « Grand Parc » ou encore enclos du Midi. Environ les deux-tiers de ce qu'il en reste sont actuellement accessibles ; quant au tiers restant, la « Prairie Arcadienne » tout au Sud est en restauration. Mais le parc continuait aussi à l'ouest du contournement de Senlis par la N 330 et englobait donc quelques parcelles de la forêt d'Ermenonville laissées en l'état par Girardin. Au nord, le Grand Parc est délimité par la RD 922 et la N 330, ces routes ayant déjà existé au XVIIIe siècle.
Le secteur nord du parc se décompose en le « Désert » et le « Petit Parc ». Le Désert n'a jamais été aménagé comme jardin anglais ; la nature y a toujours régné en maîtresse et les aménagements du marquis s'étaient limités à l'ajout de quelques fabriques simples et probablement la création de sentiers. Ce secteur du parc comprenait les alentours des deux étangs, l'étang du Désert et l'étang des Crapauds, formant depuis 1912 une partie du domaine de Chaalis de l'Institut de France, ainsi que la parcelle 234 de la forêt d'Ermenonville au nord, pour établir la continuité avec le Grand Parc.
Quant au Petit Parc, il occupait un terrain presque équivalent à celui du Grand Parc, mais comme ce terrain n'a jamais été aménagé comme parc qu'en son centre, jusqu'au château, l'appellation de Petit Parc s'explique. À ce titre, il convient de rappeler que conformément aux préceptes de Girardin, les parcs n'étaient pas clôturés, et leur paysage se mêlait avec les paysages des environs, ce qui était tout à fait voulu. De là résultent quelques ambigüités quant à la définition des secteurs du parc. En effet, le parc d'Ermenonville était à la base une composition quadripartite ; mais le quatrième secteur avec ses bâtiments à vocation agricole et des maisons d'habitation avait une réelle vocation utilitaire et ne peut être considéré comme parc à proprement parler. Cependant, ce secteur entrait aussi dans la composition de perspectives de vues. L'ensemble Petit Parc et secteur est est délimité par la N 330 à l'ouest et l'ancien tracé de cette route au sud, et par la route du Regard au nord. Le moulin, bien qu'appartenant au parc, se trouve au nord de cette route ; ce fut le domicile de Jean Richard. À l'est, c'est le chemin du Moulin qui marque la limite de la propriété: le mur d'enceinte du XIXe siècle en témoigne toujours. À cet endroit, le parc a été amputé de plusieurs hectares à l'époque de Constantin de Radziwiłł : il a loti ces terrains pour la construction de villas particuliers.

### Promenade au parc du temps de la famille de Girardin (1775-1878)

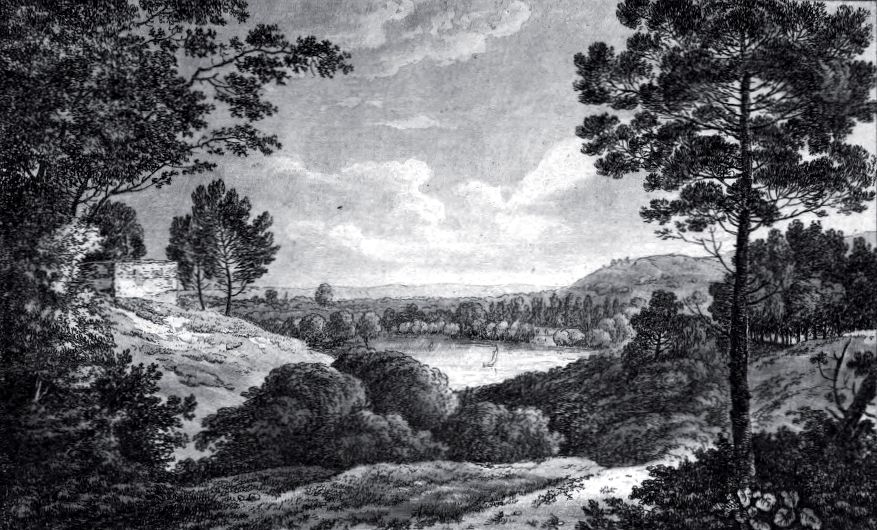
L'étang du Désert depuis le site de l'Orme heureux à l'entrée de ce secteur du parc.
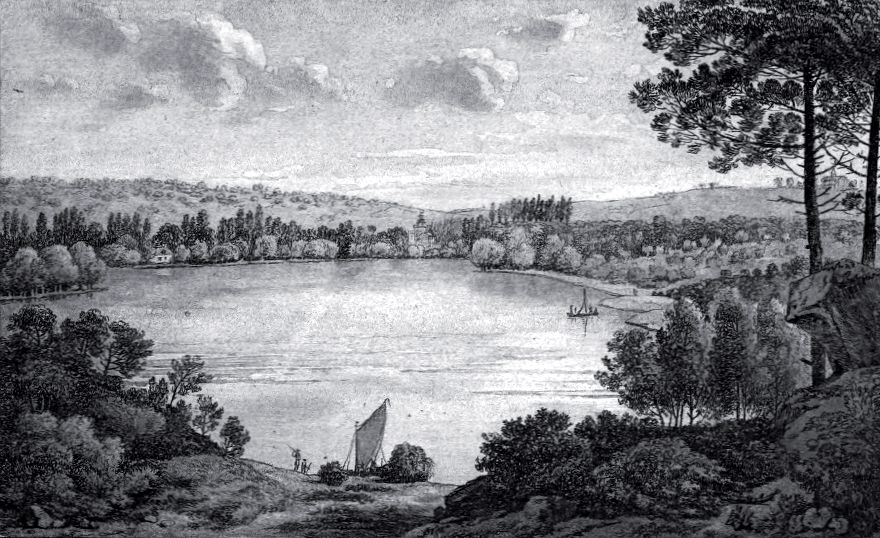
L'étang du Désert ; vue depuis le sud-ouest, de la cabane du philosophe.
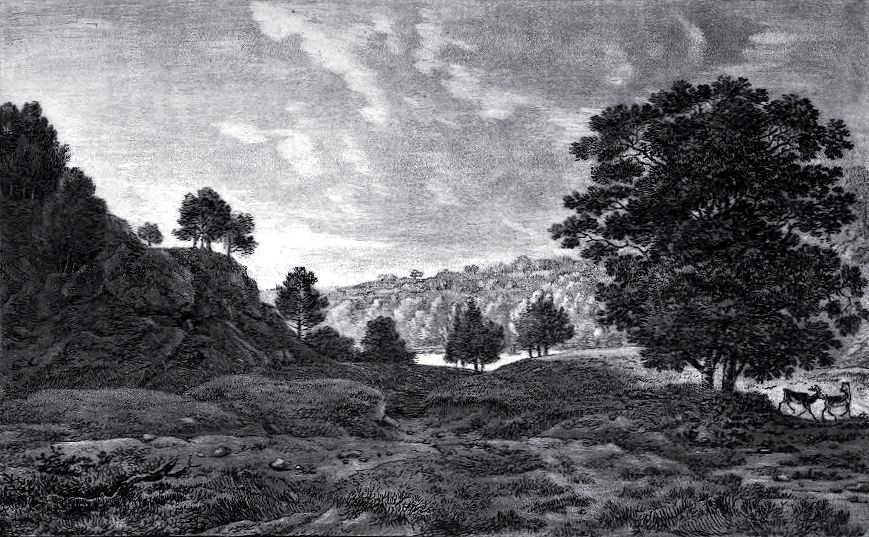
Le Désert a été laissé en l'état par Girardin, c'est un endroit impropre à la culture avec une végétation de landes et bruyères.
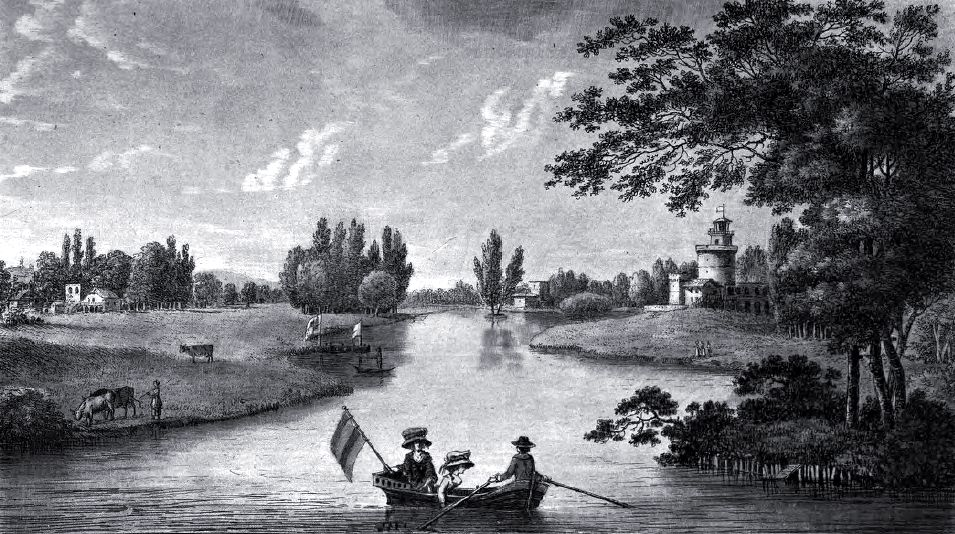
Aperçu général du petit parc depuis le château: à gauche, le hameau ; au centre, l'étang ; à droite, la Tour Gabrielle.
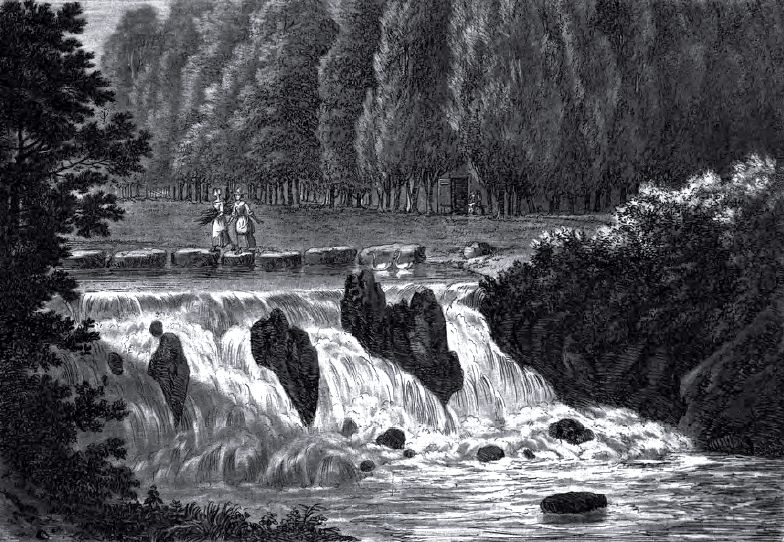
Cascade à l'entrée du Grand Parc ; elle se trouve bien réduite de nos jours.

Les différents secteurs du parc furent en partie conçus pour être visités à un moment donné de la journée : le Grand Parc (l'actuel Parc Jean-Jacques Rousseau) au matin, quand la lumière y est vive ; le Petit Parc (l'actuel parc de l'hôtel du château) au soir, avec sa lumière douce et vaporeuse. Le type d'éclairage naturel, le type d'horizon (fermé ou ouvert) et le type de végétation déterminèrent aussi le choix des fabriques. Les grandes fabriques d'inspiration antique s'accommodèrent avec le Grand Parc ; le Désert n'avait besoin que de peu de fabriques tenant compte de sa nature sauvage ; le Petit Parc avec ses perspectives lointaines pouvait inclure des bâtiments extérieurs au parc comme fabriques. Il aurait donc fallu effectuer la promenade en plusieurs temps. Aussi le marquis de Girardin avait-il tenu à ne pas imposer une promenade fixe et à éviter surtout de devoir passer deux fois au même endroit. Cependant, un genre de parcours-type s'était établi.

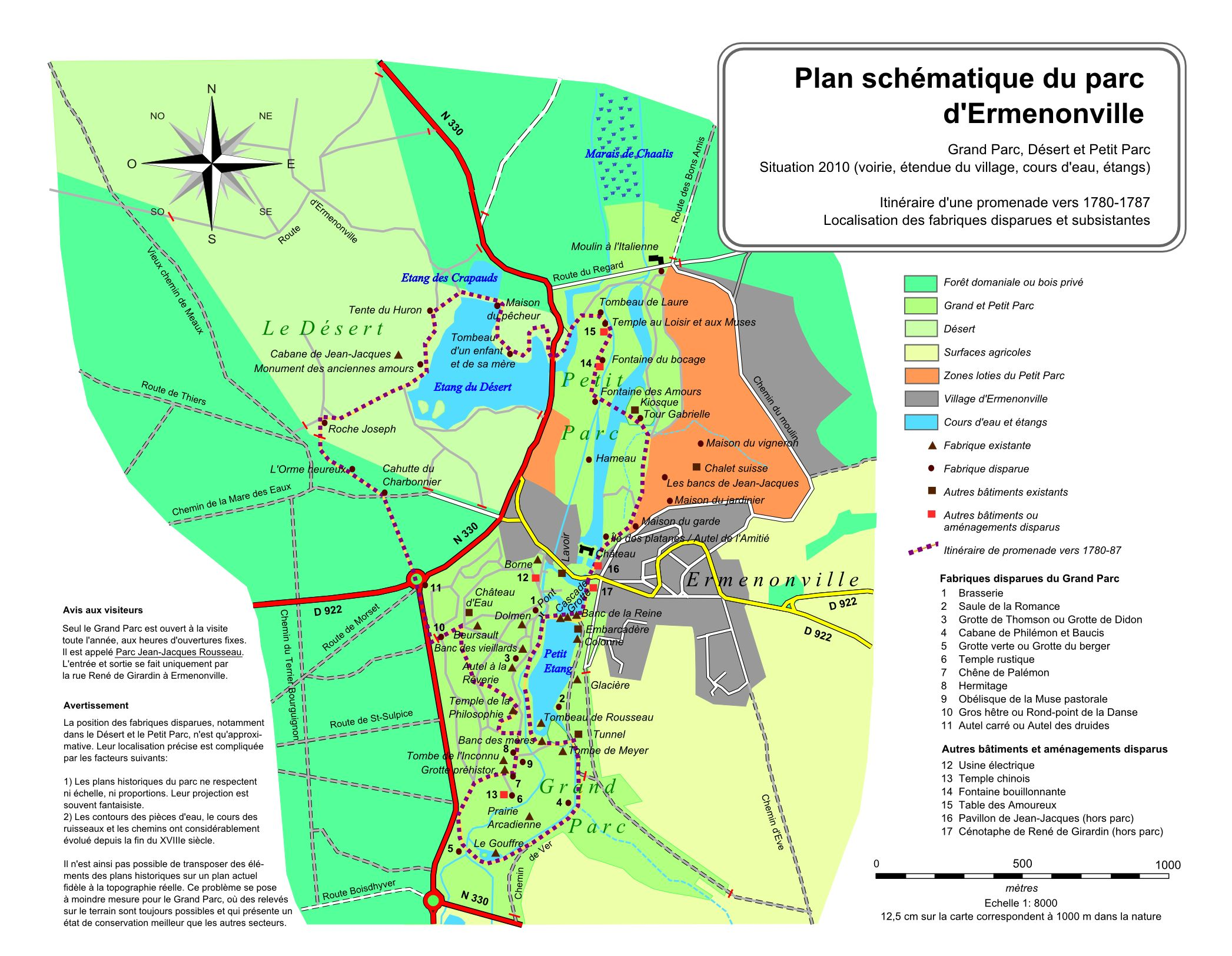
Plan schématique du parc d'Ermenonville, situation en 2010. Localisation des fabriques existantes et disparues, itinéraire de promenade vers 1780-1787.

Ce parcours débutait au château et faisait ensuite le tour du Grand Parc : le pré à l'entrée, avec présence d'animaux ; le grand étang au centre (que l'on longeait sur la rive ouest) avec l'île aux Peupliers ; la prairie arcadienne tout au sud ; et le retour vers le nord en passant par la forêt à l'ouest de l'étang. L'on quittait donc l'actuel parc Jean-Jacques Rousseau non loin du nouveau rond-point à l'entrée d'Ermenonville, pour franchir la grande route de Senlis. Venait ensuite la découverte du Désert, partie sauvage du parc organisée autour des deux étangs du Désert. L'entrée s'effectuait à son extrémité sud-ouest, près de la cabane du bonhomme (devenue « cabane Jean-Jacques Rousseau » ou « Ermitage de Jean-Jacques Rousseau»). Le promeneur prenait ensuite un sentier sur la rive ouest du grand étang du Désert et regagnait l'autre côté par une digue séparant ce dernier d'avec l'étang des Crapauds. Puis suivait un court passage par la forêt d'Ermenonville et de nouveau la traversée de la grande route de Senlis. À cet endroit, se situait alors une ferme qui remplissait en même temps le rôle d'une fabrique. Venait un petit crochet par le nord pour entrer dans le Petit Parc et apprécier la fabrique dénommée « tombeau de Laure ». L'itinéraire prenait maintenant la direction du nord pour se rapprocher successivement du point de départ, le château. Face à la « tour Gabrielle » (à la place de laquelle se trouve aujourd'hui un petit temple), il fallait traverser l'étang moyennant un bac. La partie finale du parcours s'effectuait sur un sentier à flanc de coteau, sur la rive est de l'étang du Petit Parc. Ici la vue s'ouvrait sur un quatrième secteur du parc, où l'utile le remportait sur l'agréable, avec une métairie, les maisons du vigneron et du jardinier, et surtout des espaces voués à l'agriculture. En effet, Girardin espérait pouvoir apporter certains progrès à l'agriculture, prenant exemple sur le rôle de grands domaines qu'il avait visités en Angleterre.
L'accès au parc n'était pas soumis à l'autorisation de son propriétaire et il n'y avait pas de droit d'entrée à acquitter. Le marquis de Girardin souhaitait simplement qu'on lui fît communiquer son nom, afin que l'occasion de guider personnellement « un étranger célèbre, un artiste habile, un écrivain distingué ». Une promenade à travers le parc sur le parcours décrit prenait entre trois et quatre heures, mais une journée ne suffisait pas pour explorer tous les détails du parc.

### Le rôle des fabriques
Pour René de Girardin, le choix des fabriques était fonction « de la nature de chaque situation et de l'analogie avec les objets environnants ». Plus particulièrement, il recommande de tenir compte des cinq facteurs suivants :
- « la convenance locale » : situation topographique et paysagère. Il ne s'agit pas des us et coutumes locaux.
- « la convenance particulière » : classe sociale des habitants et destination du bâtiment.
- « la distance du point de vue » : accentuation de certains éléments des bâtiments et détermination de leurs proportions en fonction de la distance du spectateur.
- « le caractère de la destination » : définition des procédés stylistiques architecturaux en fonction du type d'usage envisagé.
- « l'effet pittoresque »[42].

Les fabriques n'ont donc rien d'aléatoire : leur type, leur style, leur position, etc. ont été soigneusement choisis. L'on constate également que les fabriques peuvent avoir une utilité réelle et ne se bornent pas toujours à leur simple rôle d'élément de décoration, loin de là. Il est donc inutile de départager les bâtiments du parc entre fabriques (temple, autel, dolmen...), équipements de loisirs (jeu d'arc, cabane de repos, banc...) et bâtiments utilitaires (glacière, pont, métairie...). Dans la catégorie des fabriques, entrent aussi bien les bâtiments que des éléments paysagers particuliers : grotte, île, cascade…
D'autre part, il convient de distinguer entre les fabriques construites selon les idées de Girardin et des rajouts ultérieurs, car ces derniers ne rentrent pas dans le concept du créateur du parc d'Ermenonville et entravent sa compréhension. En effet, le prince Constantin de Radziwiłł vit au présent et ne cherche pas à comprendre la signification des fabriques et leur raison d'être, procédant à quelques modifications à sa guise. Tandis que René de Girardin n'avait employé que des matériaux à l'état brut, Constantin de Radziwiłł emploie du béton armé et des balustrades sculptées, ce qui modifie sensiblement l'aspect du parc,. Les rajouts ultérieurs seront présentés dans une autre section du présent chapitre.
Reste à souligner que la fabrique principale du parc fut le château d'Ermenonville : il est visible depuis la plupart des endroits dégagés du Grand et du Petit Parc, divise visuellement ces deux secteurs du parc et entre dans la composition de plusieurs tableaux ou compositions paysagères.
Le nombre des fabriques subsistantes du temps de René de Girardin, hors le château, est de vingt-deux, dont trois hors de l'actuel parc Jean-Jacques Rousseau. Des dix-neuf fabriques restants, six n'étaient pas prévues comme telles : le pont de la Brasserie, le banc de la Reine (initialement un banc parmi tant d'autres), la glacière, la grotte aux ossements (vestige archéologique) et les tombe de l'Inconnu et de Meyer. Une septième fabrique a été reconstruite de façon différente : le banc des mères devenu table des mères. Ne restent donc que onze fabriques proprement dites au parc Jean-Jacques Rousseau, auxquelles s'ajoutent quelques vestiges des fabriques disparues, tels que la colonne provenant de la Brasserie, près de l'embarcadère.

### Les fabriques subsistantes

#### Grand Parc du nord au sud
De l'entrée au parc Jean-Jacques Rousseau, en s'orientant sur la rive ouest du grand étang conformément à l'itinéraire préconisé :

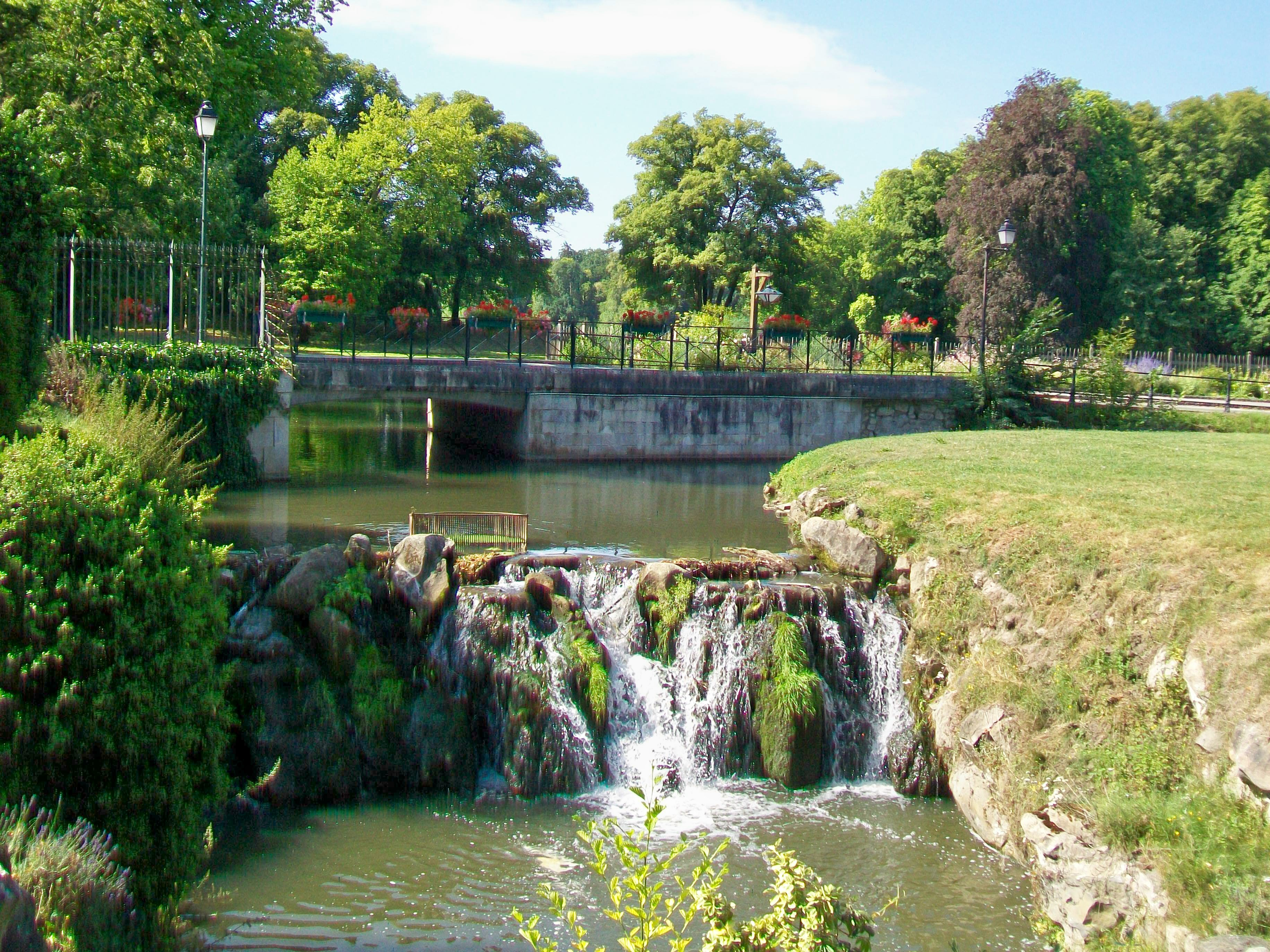
La grande cascade, face au château, en dehors du parc.
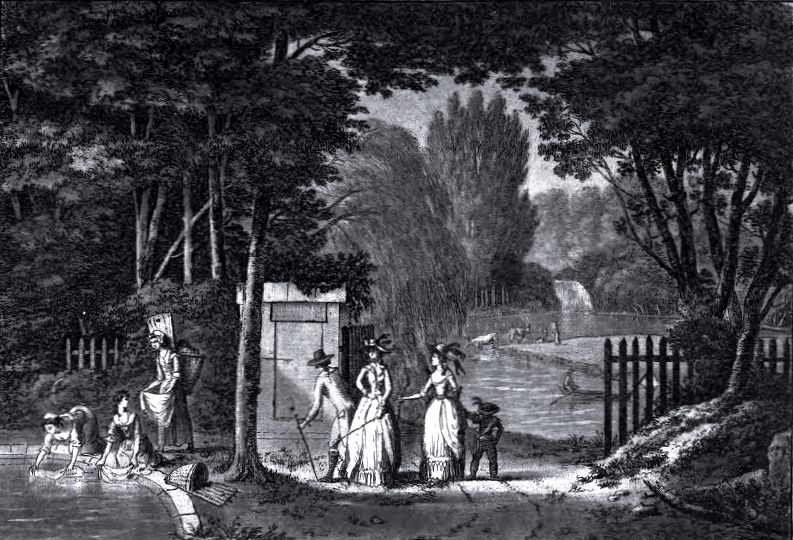
L'ancienne entrée du Grand Parc vers 1782, avec la borne de l'entrée.
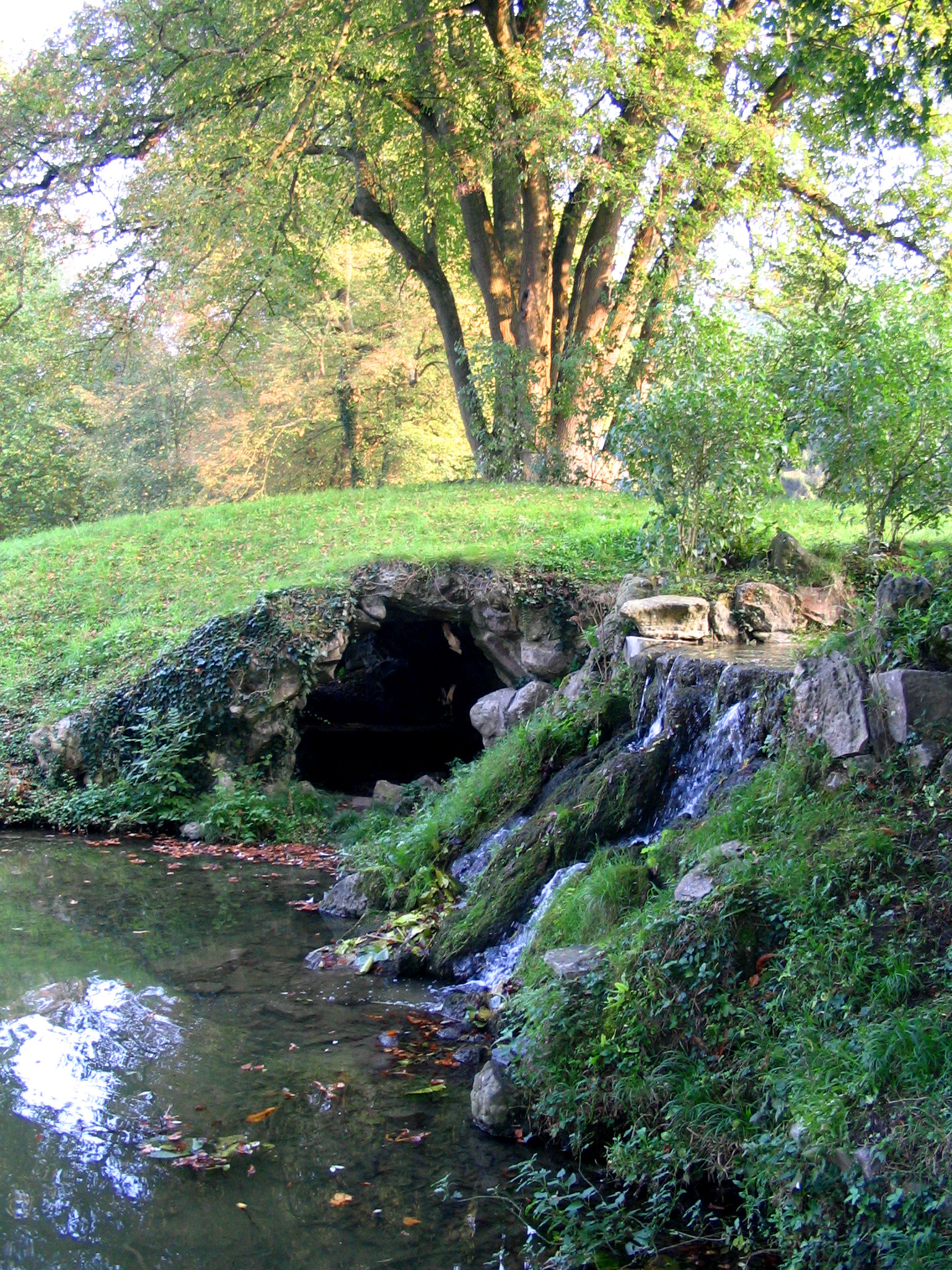
La grotte des Naïades, ouverture en direction de la cascade.
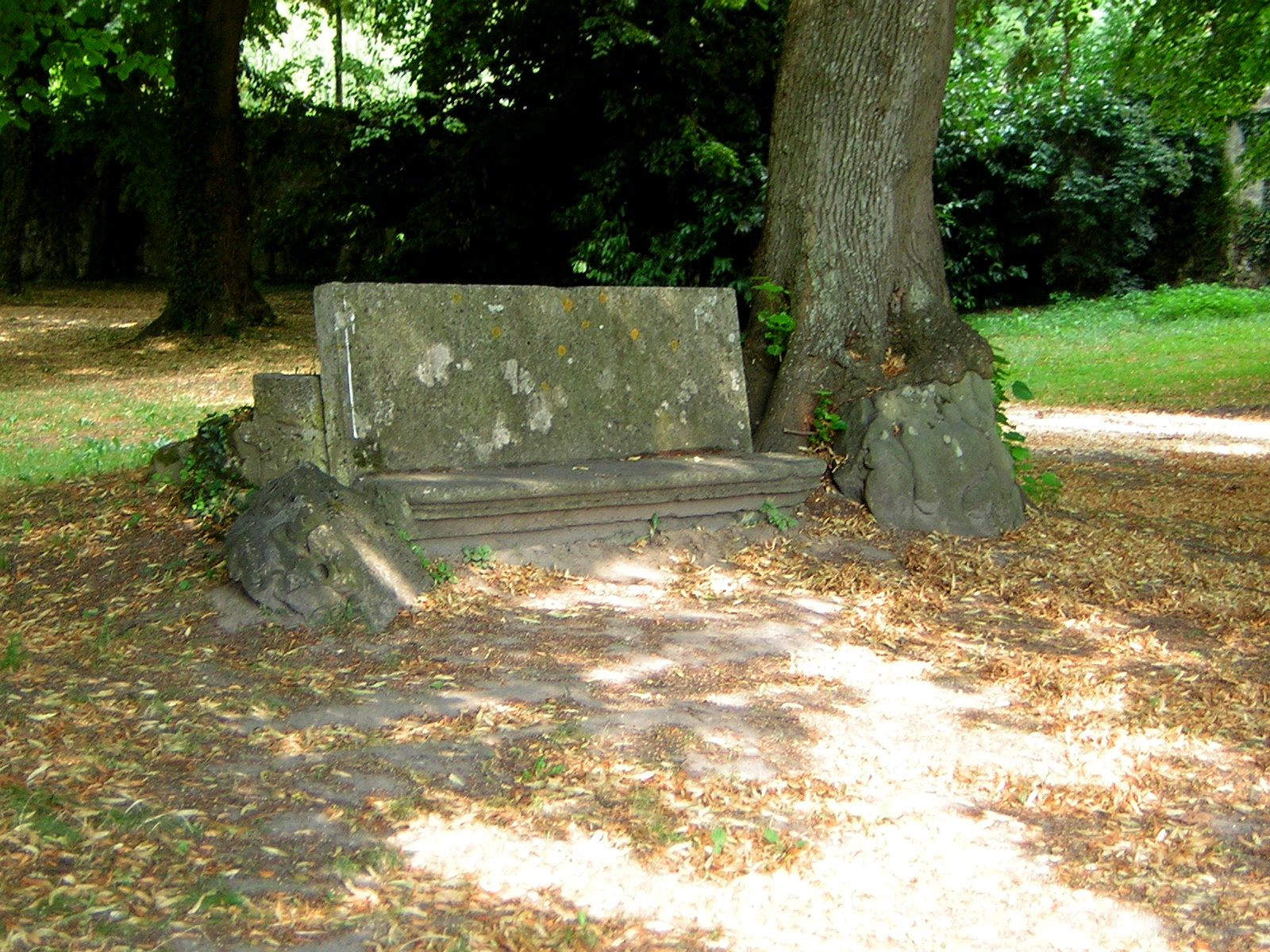
Le banc de la Reine, rappelant le souvenir de Marie-Antoinette.
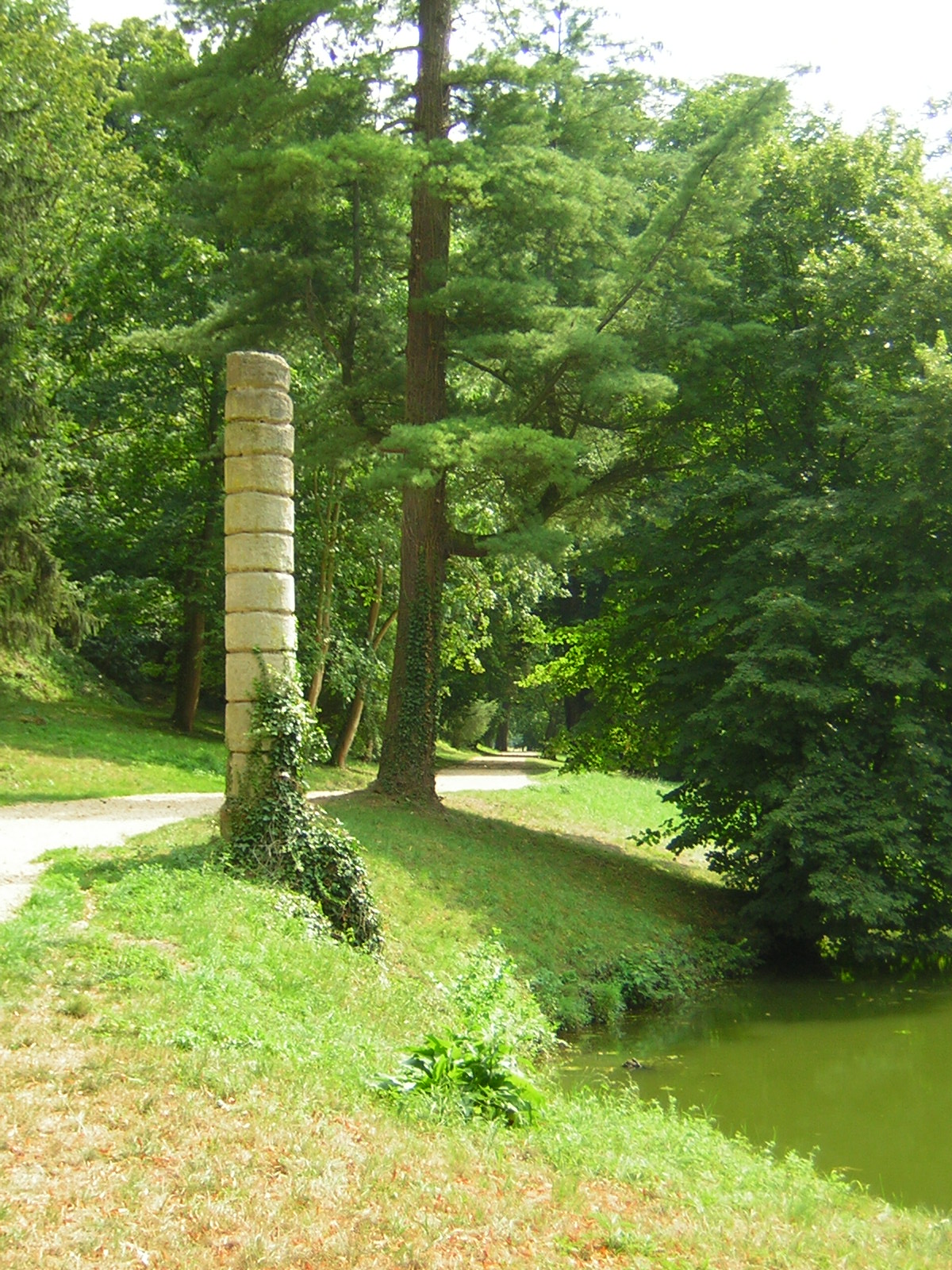
La colonne de pierre en provenance de la « Brasserie ».

- Borne de l'entrée : elle est destinée à souhaiter la bienvenue aux visiteurs, comme le souligne la première des deux inscriptions : « Le jardin, le bon ton, l'usage / Peut être anglois, françois, chinois ; / Mais les eaux, les prés, & les bois, / La nature & le paysage / Sont de tout temps, de tout pays : / C'est pourquoi, dans ce lieu sauvage, / Tous les hommes seront admis, / Et tous les langages admis[b 3]». L'entrée du temps de René de Girardin était en retrait par rapport à la clôture actuelle et se situait en face du château ; c'est pour cela que la position de la borne ne correspond plus à l'entrée actuelle. Une deuxième borne y annonce l'acquisition du parc par le conseil général de l'Oise pour une durée de quarante-cinq ans, en 1985.
- Cascade : contrairement à son apparence, elle est artificielle et les rochers proviennent d'un autre endroit, où ils ont été découpés pour être remontés à Ermenonville, les fissures cachées par de la mousse. « Entre plusieurs voûtes de rochers, on aperçoit la cascade, que la couleur sombre de la grotte fait paroître plus brillante. C'est du banc de mousse (du banc de la reine) qu'il faut jouir de cet effet d'eau qui est agréable aux yeux, & porte l'âme à une mélancolie douce & tendre[c 1]». Avant l'orage de décembre 1787 faisant ravage, la cascade fut plus imposante. Une cascade de l'époque de la création du parc encore intacte se situe face au château, de l'autre côté de la route.
- Grotte des Naïades : création artificielle tout comme la cascade dont elle est contiguë[b 4], elle célèbre la croissance et la fertilité de la nature. Elle symbolise aussi l'accès à la connaissance par son escalier menant à la lumière du jour[44]. Près de la grotte, se trouve une inscription issue d'un poème de William Shenstone[c 1]que René de Girardin avait connu personnellement[a 14] quand il avait visité son parc des Leasowes. Cette inscription est thématiquement éloignée de la signification symbolique de la grotte ; voici un extrait : « O vous qui visitez ces champêtres prairies, / Voulez-vous jouir du destin le plus doux? / N'ayez jamais que douces fantaisies, / Et que vos cœurs soient simples comme nous. / Lors, bien venus dans nos bocages, / Puisse l'amour vous combler de faveurs! / Mais maudits soient les insensibles cœurs / De ceux qui briseroient, dans leurs humeurs sauvages, / Nos tendres arbrisseaux & nos gentilles fleurs. »
- Banc de la Reine : fabrique mineure, non explicitement mentionnée dans Promenade ou itinéraire des Jardins d'Ermenonville. Lors de sa visite au printemps 1780, la reine Marie-Antoinette s'est assise sur ce banc pour recevoir les hommages des jeunes filles d'Ermenonville[44]. Il peut s'agir du type de bancs que René de Girardin avait fait placer à tous les endroits pittoresques du parc[b 5] et que Constantin Radziwiłł avait fait remplacer par des champignons en béton, peints en rouge sang de bœuf[43].
- Colonne de Pierre : ne s'agissant pas d'une fabrique authentique, elle ne devrait pas figurer ici ; cependant elle remplace une fabrique disparue de caractère semblable. Ce furent deux colonnes soutenant un péristyle, et qui « paroissent indiquer l'entrée d'un temple : la majesté de cette arcade de verdure rend cet aspect imposant[b 4]». Ici, l'itinéraire de promenade faisait demi-tour, mais comme il ne fut pas concevable pour le marquis de Girardin d'emprunter deux fois le même sentier, le promeneur pouvait s'engager sur un petit sentier en bas de la digue séparant les deux parties de l'étang, près de la surface de l'eau. Ce sentier ne subsiste plus. - La colonne actuelle provient d'une autre fabrique disparue, la Brasserie, localisée près du pont du même nom.

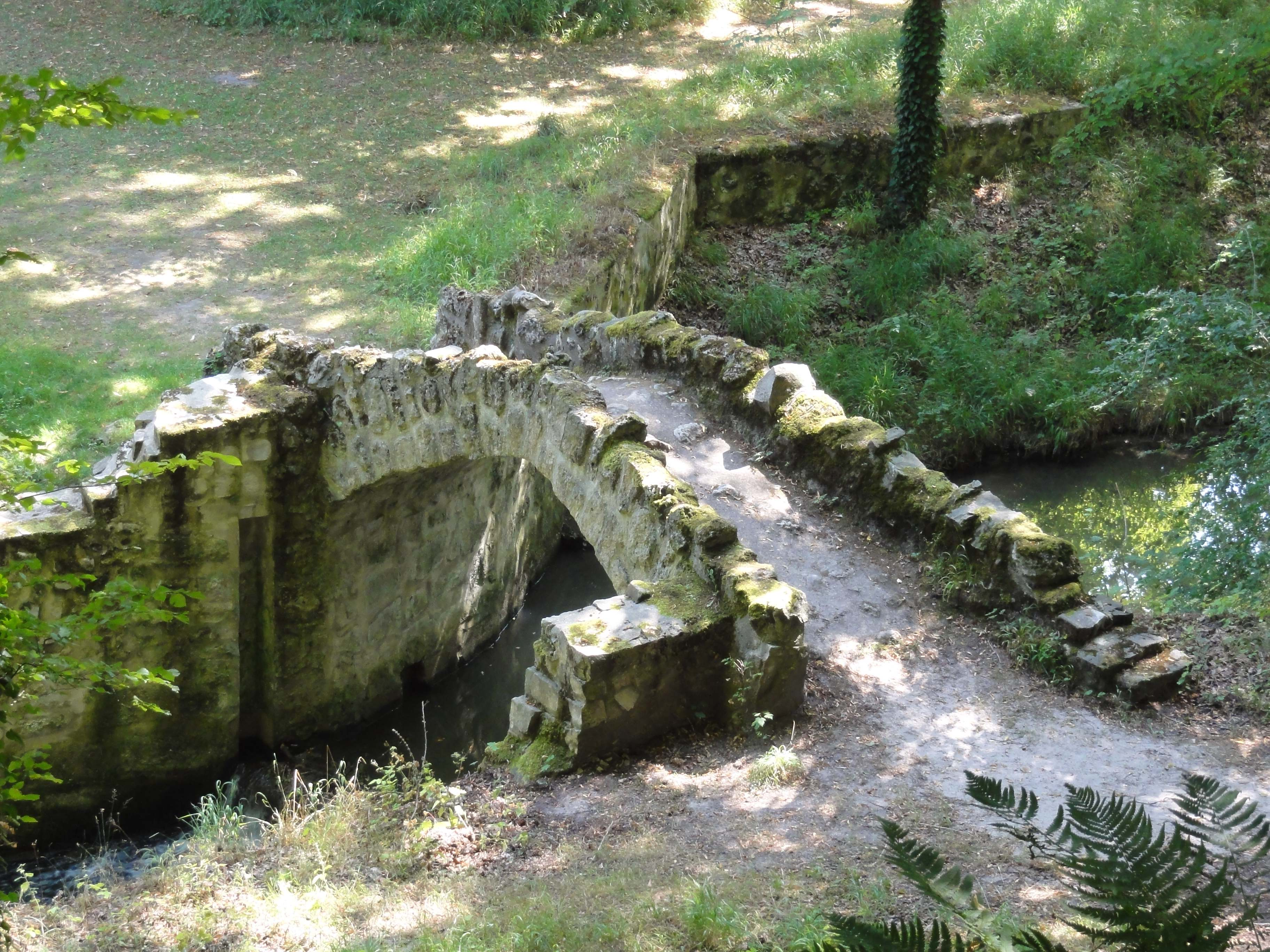
Le pont de la Brasserie.
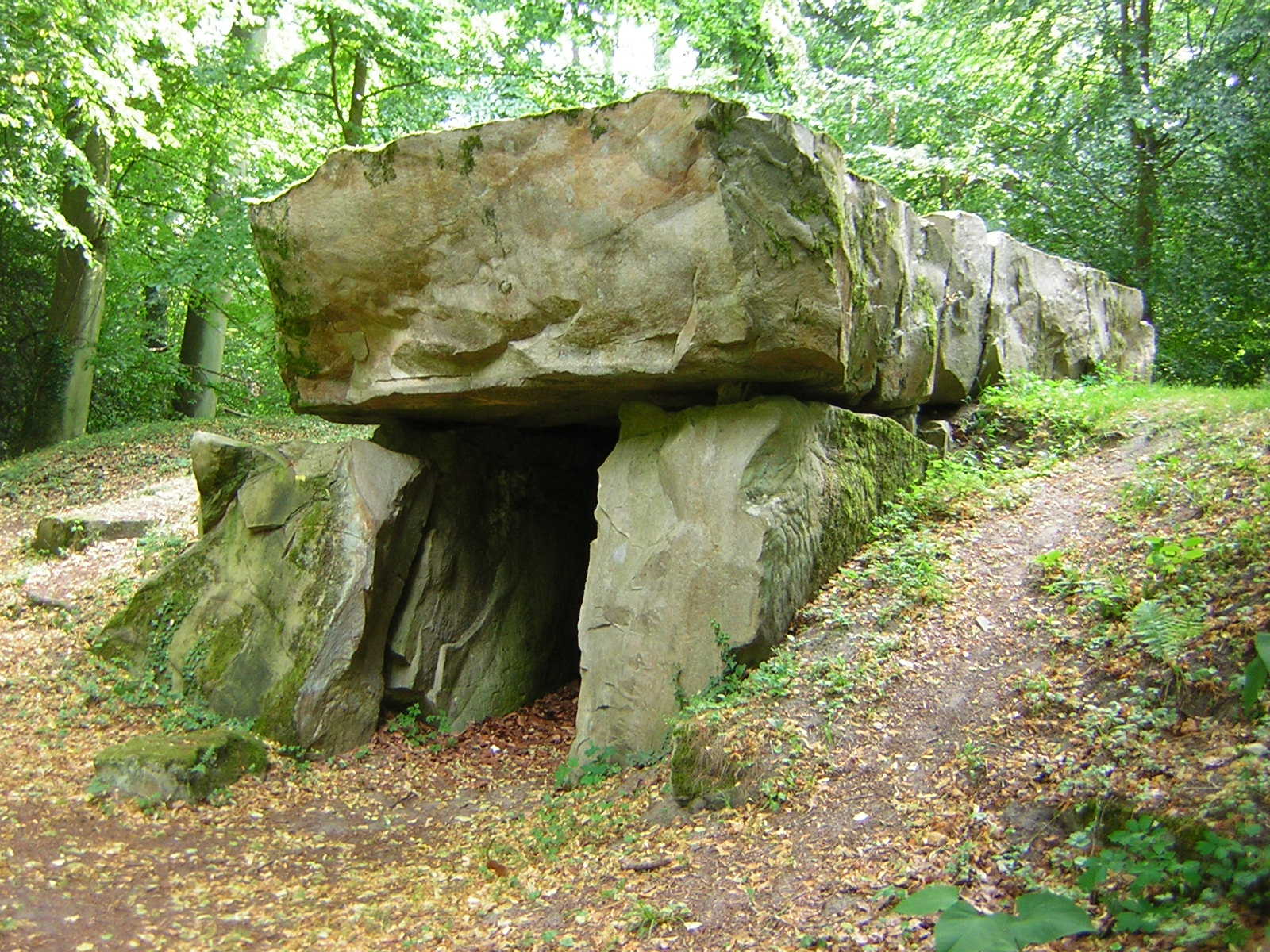
Le faux Dolmen.
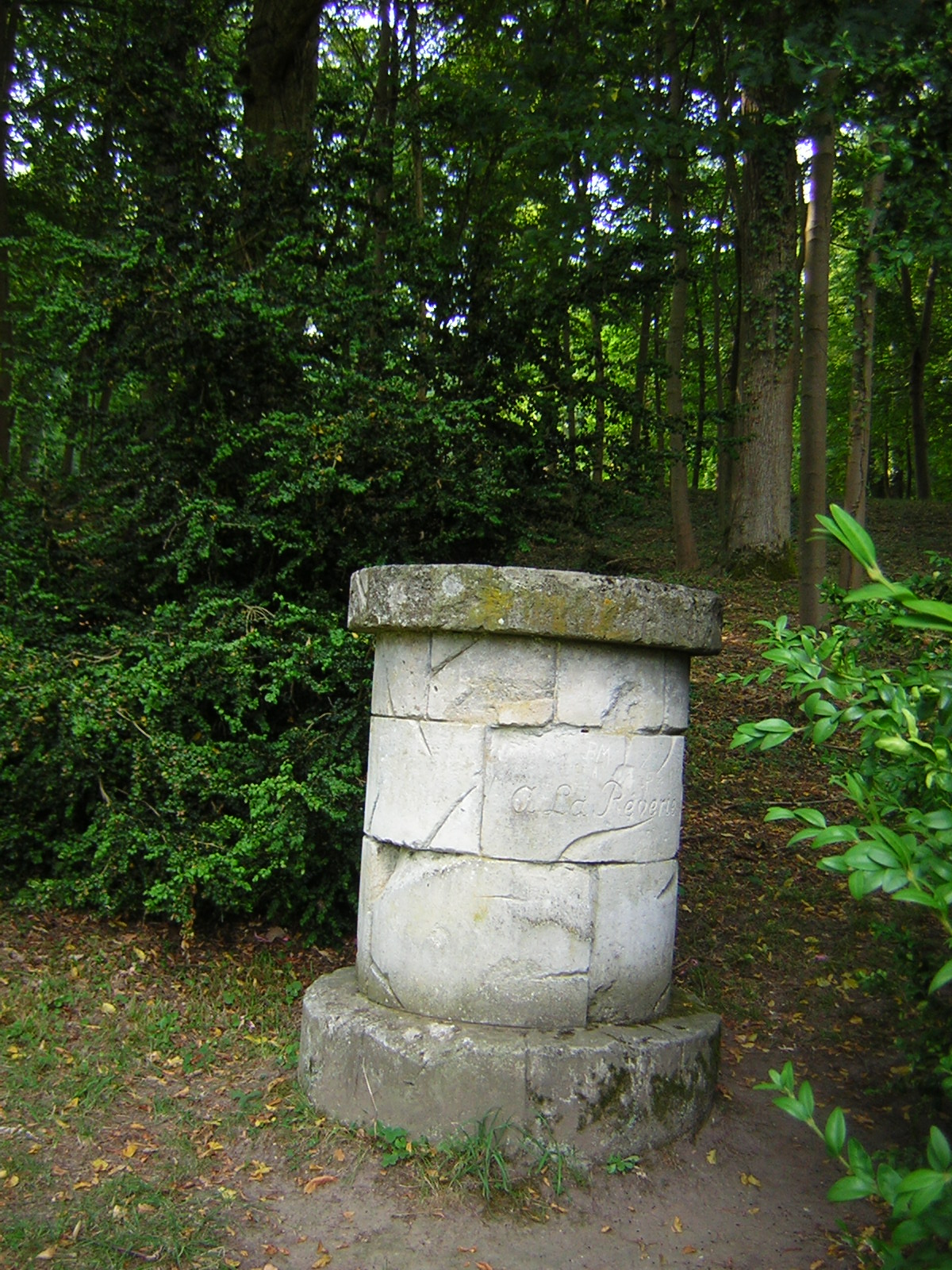
Autel à la rêverie.
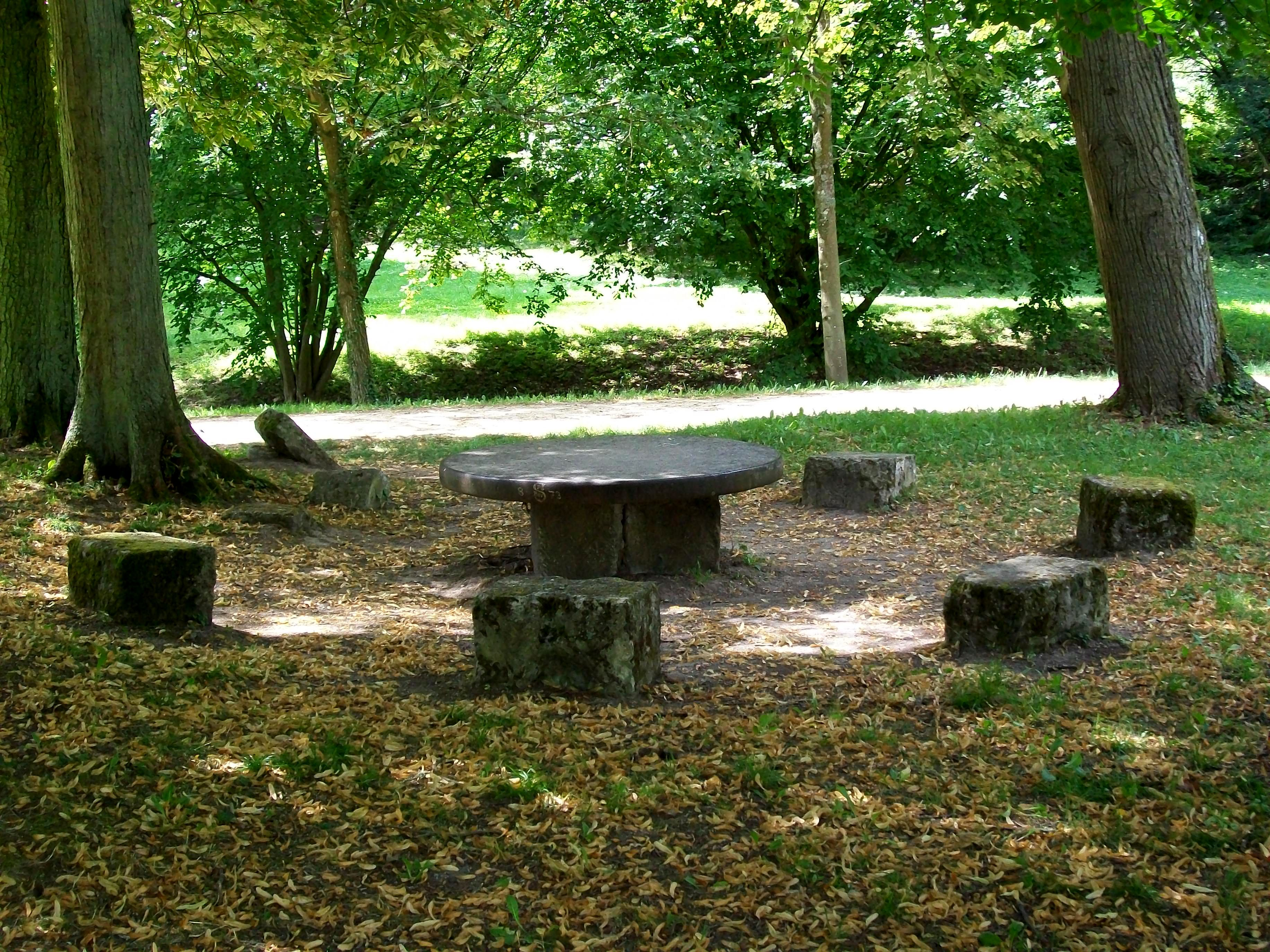
La table des mères.
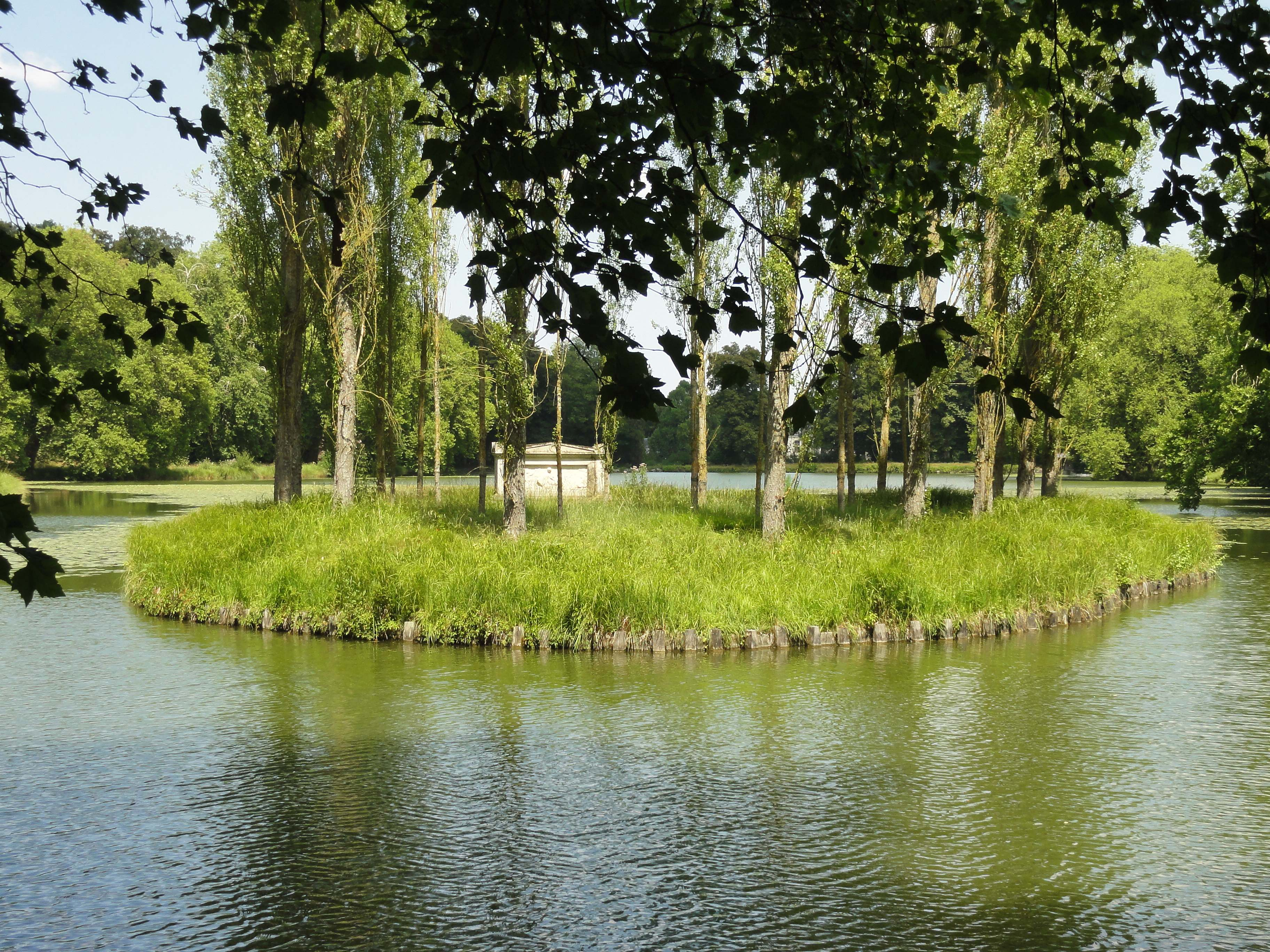
Île des Peupliers.

- Pont de la Brasserie : fabrique mineure, non explicitement mentionnée dans Promenade ou itinéraire des Jardins d'Ermenonville. Sa forme en dos d'âne a été volontairement choisie par Girardin, s'insérant mieux dans le cadre naturel du site qu'un pont à surface plane.
- Dolmen : création artificielle mais de caractère authentique, dont les dalles de pierre proviennent de carrières de grès voisines[44]. Le « renfoncement obscur », l'intérieur du dolmen est « consacré à la méditation par l'inscription suivante : Between the gloomy forest, there studious let me fit, / And hold high converse with the mighty dead[b 6]».
- Autel à la rêverie : de forme ronde, il est accompagné par une pierre portant une inscription: « Coule gentil ruisseau, sous cet épais feuillage ; / Ton bruit charme les sens, il attendrit le cœur: / Coule, gentil ruisseau ; car ton cours est l'image / De celui d'un beau jour passé dans le bonheur[b 7]». Allusion faite à la Launette qui accompagne le sentier: son lit est parallèle à la rive ouest de l'étang. L'autel lui-même portait plusieurs inscriptions. Tourné vers le promeneur qui arrive : « À la rêverie » (ajouté postérieurement à la visite de Rousseau) ; ensuite des vers de Voltaire: « Il faut penser, sans quoi l'homme devient, / Malgré son âme, un vrai cheval de somme : / Il faut aimer, c'est ce qui nous soutient ; / Qui n'aime rien, n'est pas digne d'être homme » (inscription disparue). Puis deux vers en italien : « Questo seggio ombroso e fosco / Per i poeti, amanti e filosofi[note 15],[b 8]» (inscription effacée au profit de « À la rêverie »[c 5]). Cette dernière inscription faisait référence à la pierre installée face à l'autel, aux bords de la Launette, où il convenait de s'asseoir pour s'imprégner de l'ambiance reposante de ce lieu. Ici Rousseau se serait reposé lors d'une promenade et aurait écrit « À la rêverie[b 7]».
- Île des Peupliers : elle a bien existé avant le décès du grand philosophe, aménagée pour le repos des rameurs quand la famille de Girardin pratiquait le canotage. Parfois, des concerts y avaient été organisés[45]. L'inhumation de Jean-Jacques Rousseau eut lieu dès le 4 juillet 1778, soit le surlendemain de sa disparition, dans un tombeau provisoire surmonté par une urne, représenté par des estampes d'époque. Le cortège funèbre, qui arriva devant l'île à minuit, dans la lumière des flambeaux, est un moment inoubliable dans l'histoire du préromantisme[46]. La dépouille de l'écrivain avait été embaumée et renfermée dans un cercueil de plomb. Le tombeau définitif sculpté par Jacques-Philippe Le Sueur d'après des dessins de Hubert Robert, dessinateur de plusieurs fabriques du parc, fut mis en place le 4 janvier 1779. Il est couvert de bas-reliefs présentant des allégories d'inspiration antique[b 9],[14] et comporte notamment les inscriptions suivantes : « Vitam impedere vero », sur le fronton au milieu d'une couronne, et « Ici repose l'homme de la nature & de la vérité »[b 10]. Depuis l'ouverture du tombeau le 9 octobre 1794 et le transport du sarcophage vers Paris où il arrivait au Panthéon trois jours plus tard[45], ce n'est plus qu'un cénotaphe. Au début, l'île avait été reliée à la terre par une passerelle, mais elle a dû être retirée pour motif de vandalisme, et René de Girardin a même dû défendre de se rendre sur l'île en barque. En dépit de ceci, des actes de vandalisme et des intrusions illicites sur l'île se sont répétées chaque semaine[b 11]. Aux amateurs de Rousseau était conseillé de ne pas venir se recueillir face à l'île en pleine journée, car le chant des oiseaux et la variété des coloris de la nature apporteraient des notes de gaité incompatibles avec les sentiments de deuil et de tristesse. Au contraire, il convenait de venir au clair de lune, propice à la méditation[b 12].
- Banc ou table des mères : appelé initialement « Banc des mères de famille[b 13]», on trouvait en ce lieu effectivement un banc, qui a été cassé[16] et dont les éléments ont été redisposés. Une table de pierre a été placée au milieu d'un groupe de blocs de grès, servant de sièges. L'inscription du banc a été posée à côté comme un petit monument à part. La fabrique est dédiée aux préceptes d'éducation formulés par Rousseau dans l'Émile, plaidant pour le rôle important de la mère : « De la mère à l'enfant il rendit les tendresses, / De l'enfant à la mère il rendit les caresses; / De l'homme, à sa naissance, il fut le bienfaiteur, / Et le rendit plus libre, afin qu'il fût meilleur[b 14]». Une deuxième inscription rappelle le tombeau de Jean-Jacques Rousseau. C'est ici qu'il convient de s'arrêter pour contempler l'île des Peupliers.

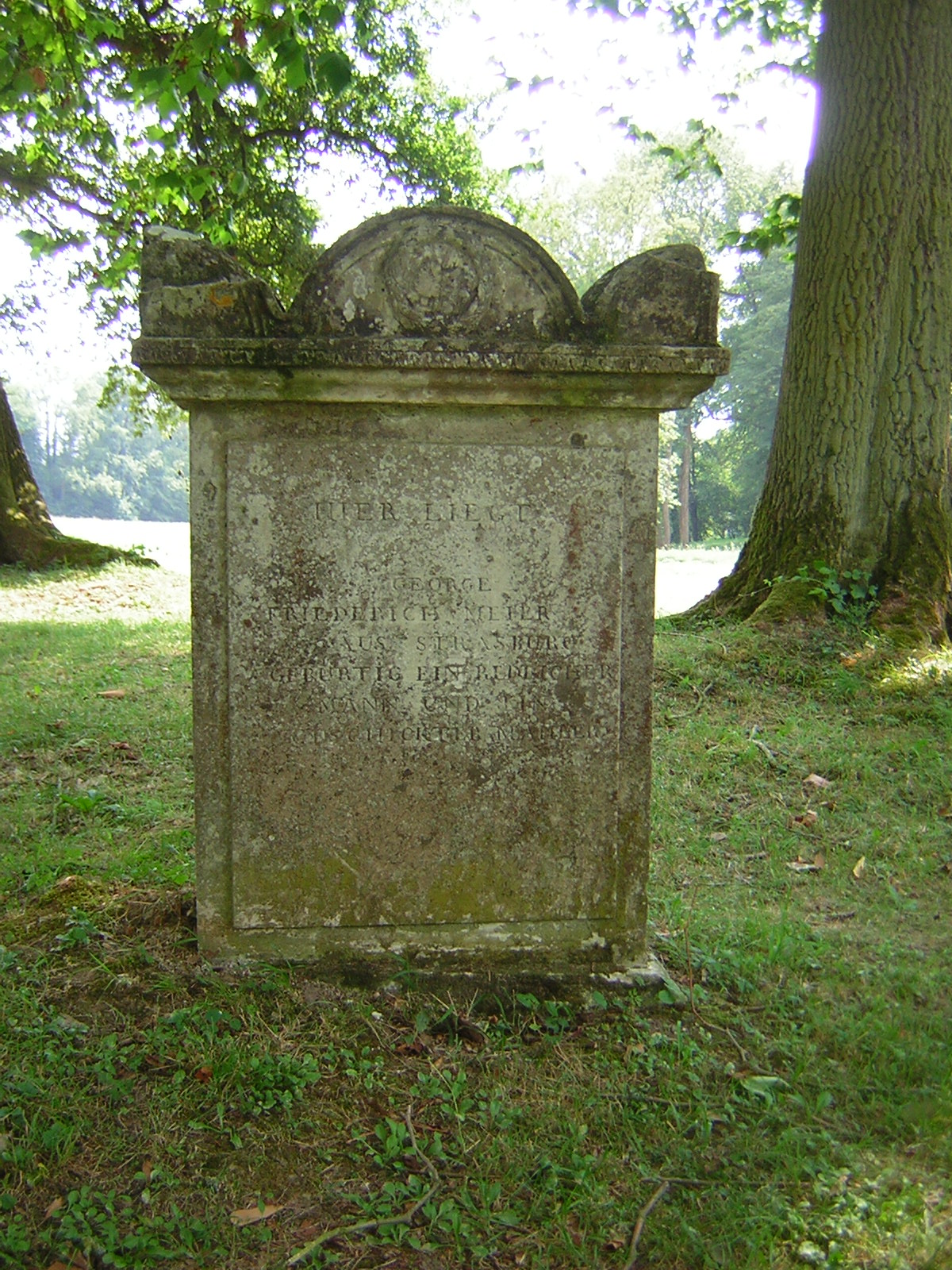
La tombe de Georges-Frédéric Meyer.
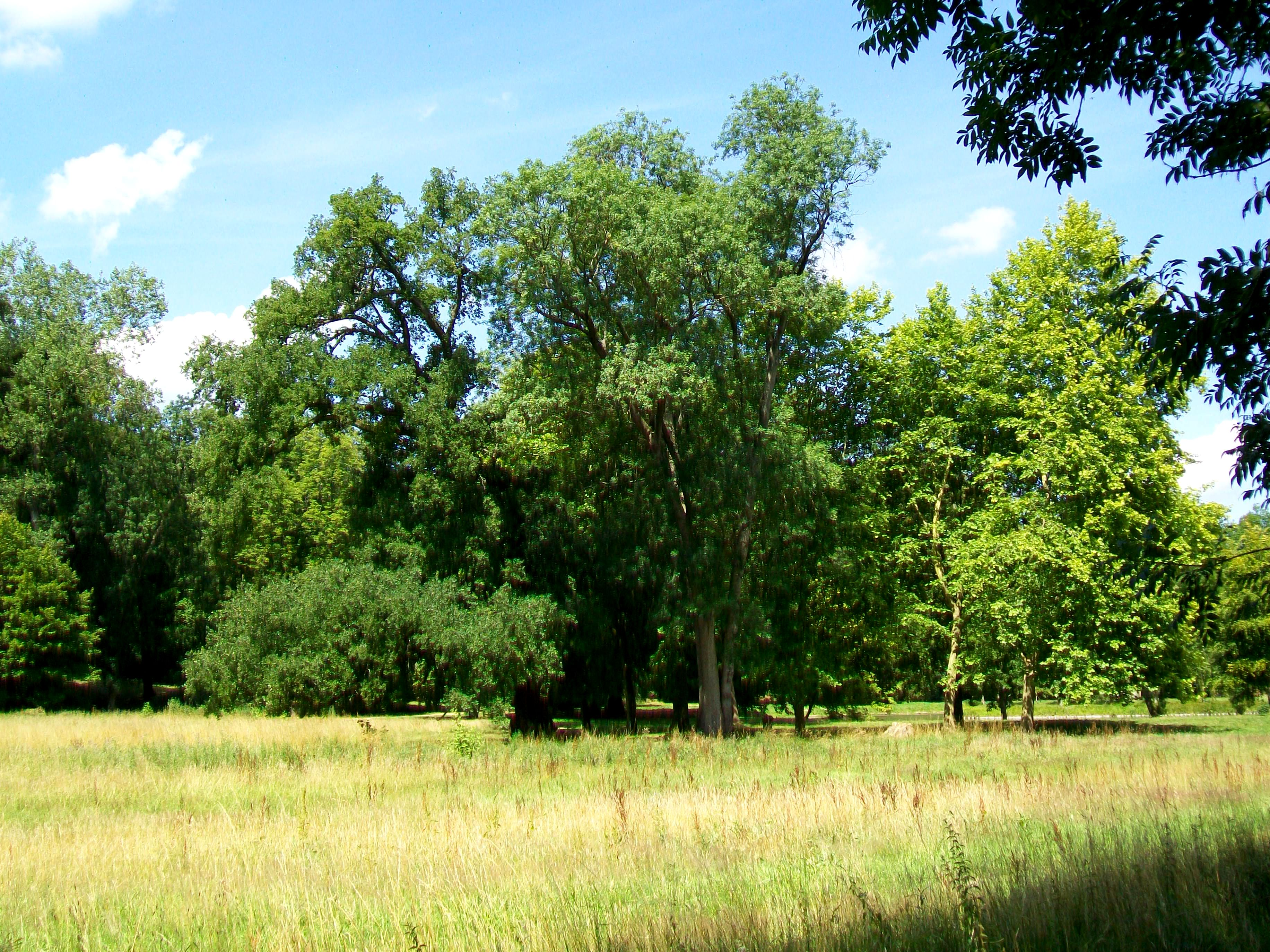
La prairie Arcadienne, partie nord.
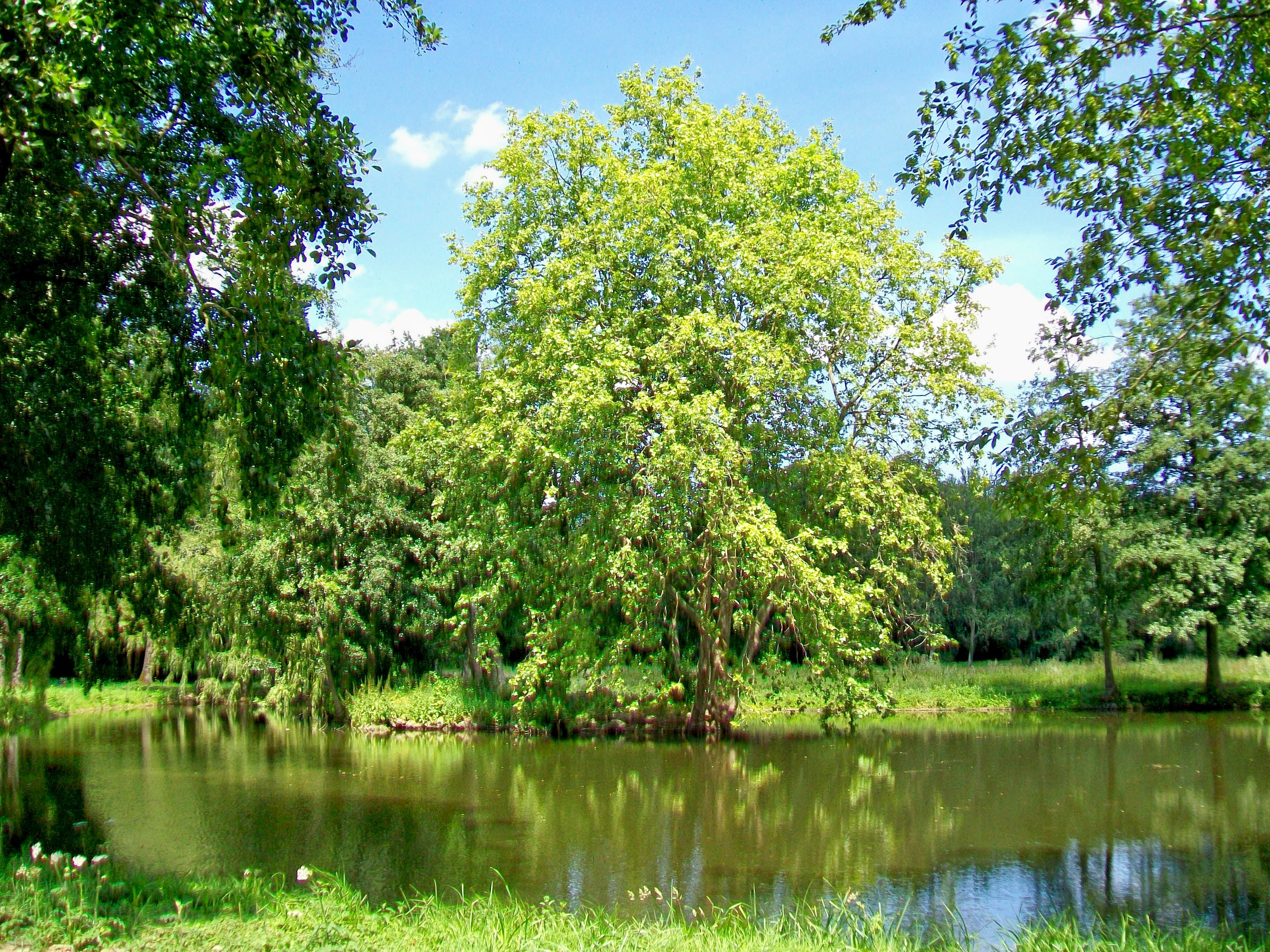
Le gouffre, petit étang au sud de la prairie Arcadienne.
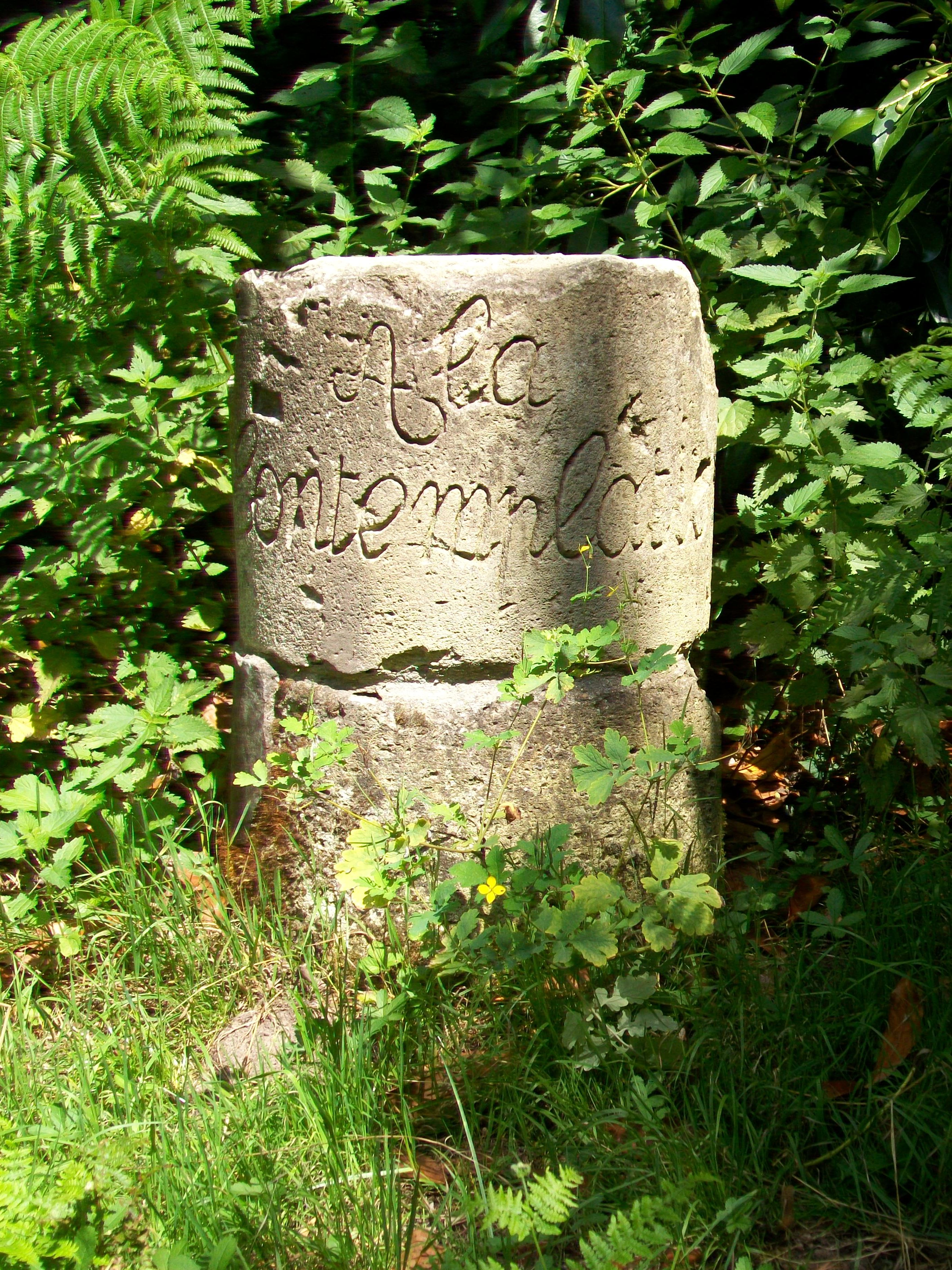
Autel « À la Contemplation », à l'ouest de la prairie.
L'entrée de la grotte des ossements.

- Tombe de Meyer : proche de la table des mères, elle se situait initialement sur une deuxième île, plus petite, entre l'île aux Peupliers et la rive ouest de l'étang. Cette île « des Boursaudes » a été rattachée à la terre ferme après le décès de René de Girardin[45]. Georges-Frédéric Meyer (* 1740, † avril 1779) était un contemporain de Rousseau et ami du marquis de Girardin. Vivant à Ermenonville pendant les deux dernières années de sa courte vie comme professeur de dessin des enfants de Girardin, il serait mort (selon Stanislas de Girardin) « pour ne s'être pas, dit-on, contenté toujours de dessiner ses modèles »[47]. C'est l'auteur des plus remarquables tableaux du parc[44]. La pierre tombale porte l'inscription suivante, en allemand : « Hier liegt George Friedrich Meier [sic] aus Strasburg gebürtig / ein redlicher Mann und ein geschickter Mahler[note 16]». De confession protestante, Meyer ne pouvait être enterré au cimetière paroissiale.
- Prairie Arcadienne : vaste prairie aménagée artificiellement sur le lieu d'un marais, avec un endroit connu comme « l'archipel » où des déviations de la Launette formaient plusieurs petites îles. C'est l'une des fabriques majeures du parc, au centre d'un vaste tableau comprenant plusieurs petites fabriques, disparues pour l'essentiel. L'ensemble a été dévasté par une inondation, due à un violent orage le 26 décembre 1787[b 1] et jamais restauré. En effet, la deuxième édition du guide Promenade ou itinéraire des jardins d'Ermenonville, de 1788 (voir la bibliographie) déconseille de s'aventurer sur la prairie Arcadienne[b 1]. En 2010, le conseil général de l'Oise a fait exécuter d'importants travaux de nivellement et de drainage, mais la restauration des ponts n'a pas encore été entamée. L'Arcadie renvoie à la Grèce antique et aux mythes pastoraux. Les sujets poétiques associés sont le bonheur, l'amour, la paix et la vertu[a 15], valeurs pouvant être atteintes grâce à une vie en simplicité et harmonie avec la nature. La poésie pastorale était en vogue au XVIIIe siècle et pouvait aller jusqu'au reniement de la vie citadine et l'idéalisation d'une vie quasiment sauvage. Il est évident pour Girardin que la prairie Arcadienne ne pouvait pas être qu'un simple élément du décor ; ainsi laissa-t-il les paysans guider leurs troupeaux pour paître ici[44].
- Gouffre : petit étang artificiel, alimenté par l'eau de la Launette, avec une petite île. Cette fabrique à l'extrémité sud du parc n'est pas explicitement décrite dans Promenade ou itinéraire des Jardins d'Ermenonville mais simplement mentionnée comme pièce d'eau[b 15].
- Autel « À la Contemplation » : À côté de la prairie arcadienne, à l'ouest, près de l'emplacement supposé de la Grotte du berger, se trouve ce petit autel, similaire à l'autel à la Rêverie. Cette fabrique n'est mentionnée ni dans la plaquette du parc ni dans Promenade ou itinéraire des Jardins d'Ermenonville.

#### Grand Parc du sud au nord
En s'orientant sur le chemin de retour conduisant autrefois vers le Désert :
- Grotte des Ossements : cette fabrique est inspirée d'une découverte archéologique, tout à fait fortuite : les ouvriers travaillant sur la construction du Temple rustique (fabrique disparue), constatent que le sol sonne creux sous leurs haches et creusent jusqu'à mettre au jour cette grotte. Il s'agit apparemment d'un caveau, puisque les ouvriers découvrent un seuil et des jambages de porte. L'intérieur de la cavité renferme quantité d'ossements, des pierres à fusil (selon l'interprétation d'époque) et un éperon de fer[b 16]. L'on concluait alors que des corps y avaient été déposés lors des guerres de Religion, vers la fin du XVIe siècle. Mais des fouilles exécutées en 1898 par l'historien Lemarié ont mis au jour des pierres polies du Néolithique, de 60 000 ans avant notre ère, et les supposés pierres d'arquebuse en étaient aussi. La description de la grotte, profonde de sept mètres environ et divisée en trois pièces dont la première sert d'entrée, avec une couverture d'énormes dalles de grès[c 6] impose le rapprochement avec une allée couverte. Cependant, elle présente à l'intérieur des murs en pierre sèche.

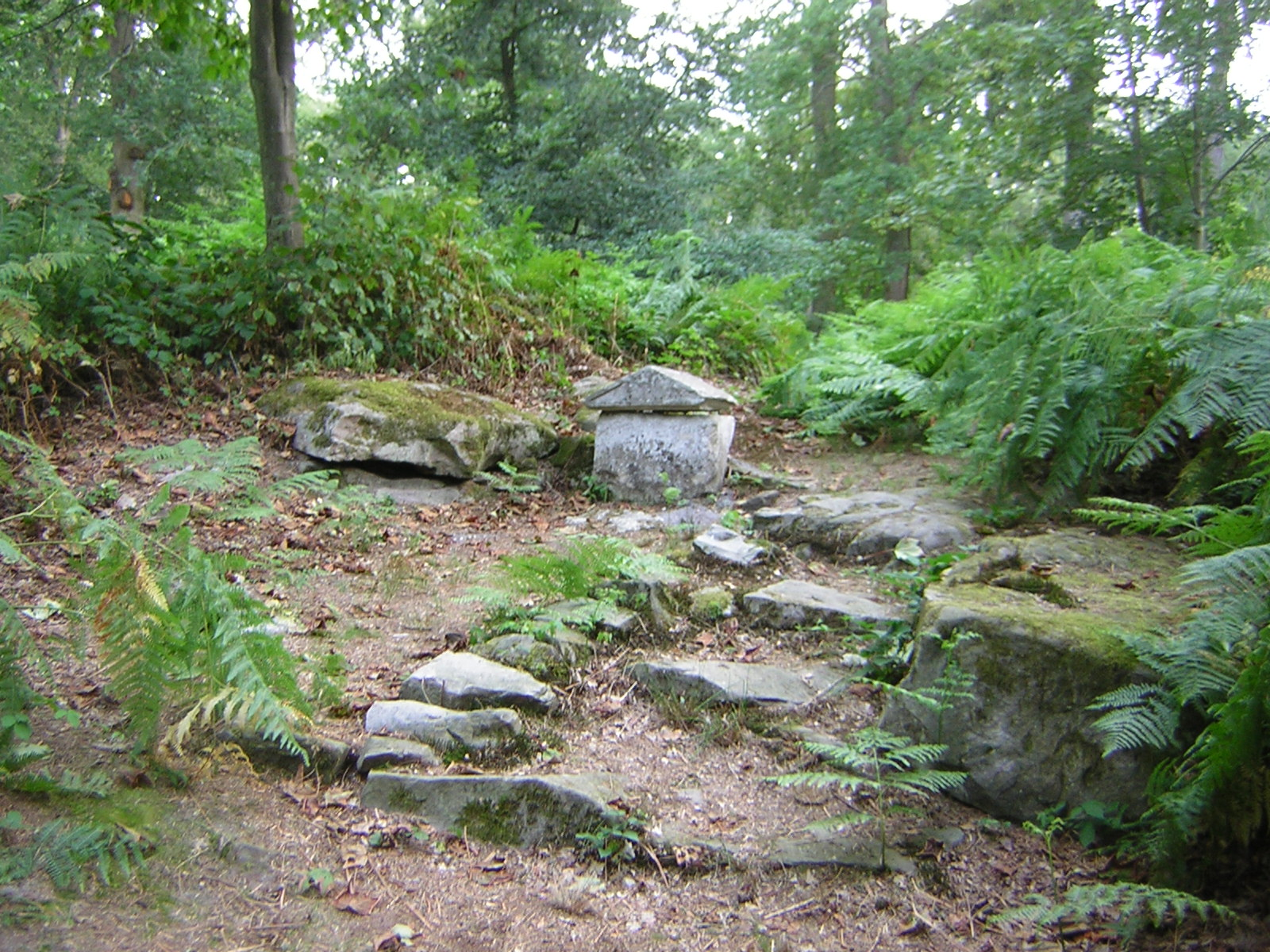
Les vestiges du Tombe de l'inconnu, près de la grotte aux ossements.
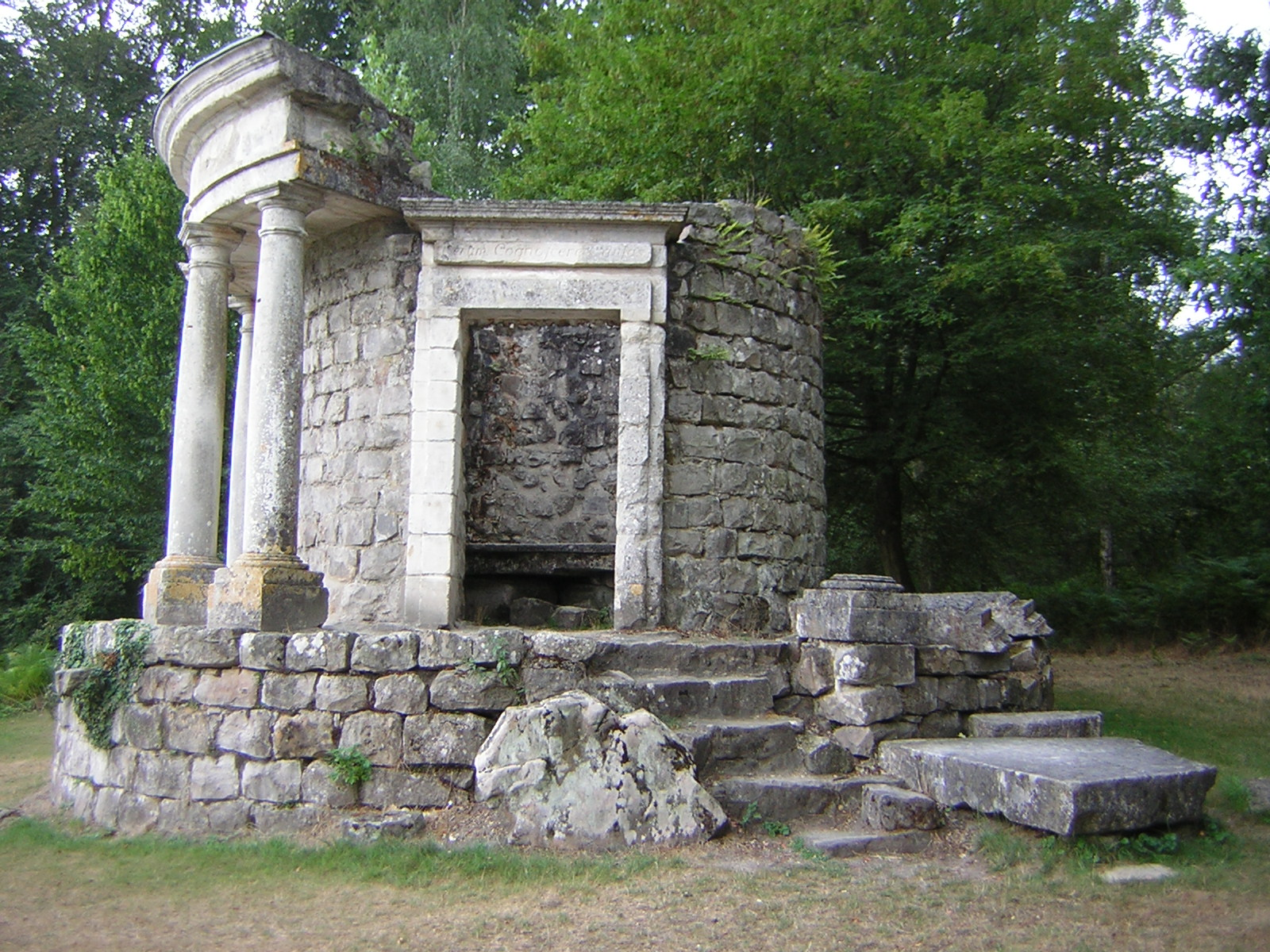
Le Temple de la philosophie, vu depuis le nord-est.
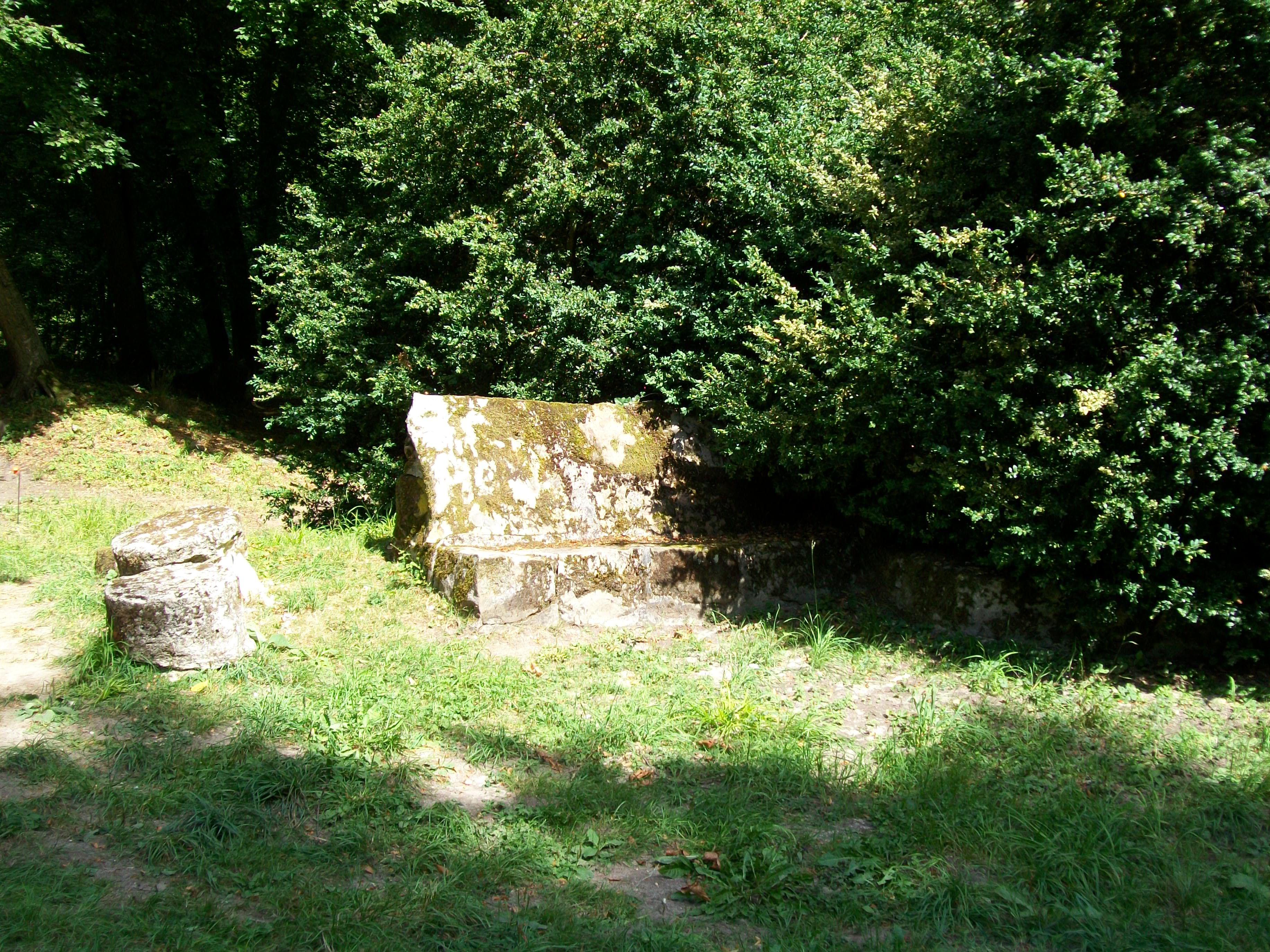
Le banc des vieillards, entrant aujourd'hui dans le Théâtre de verdure.
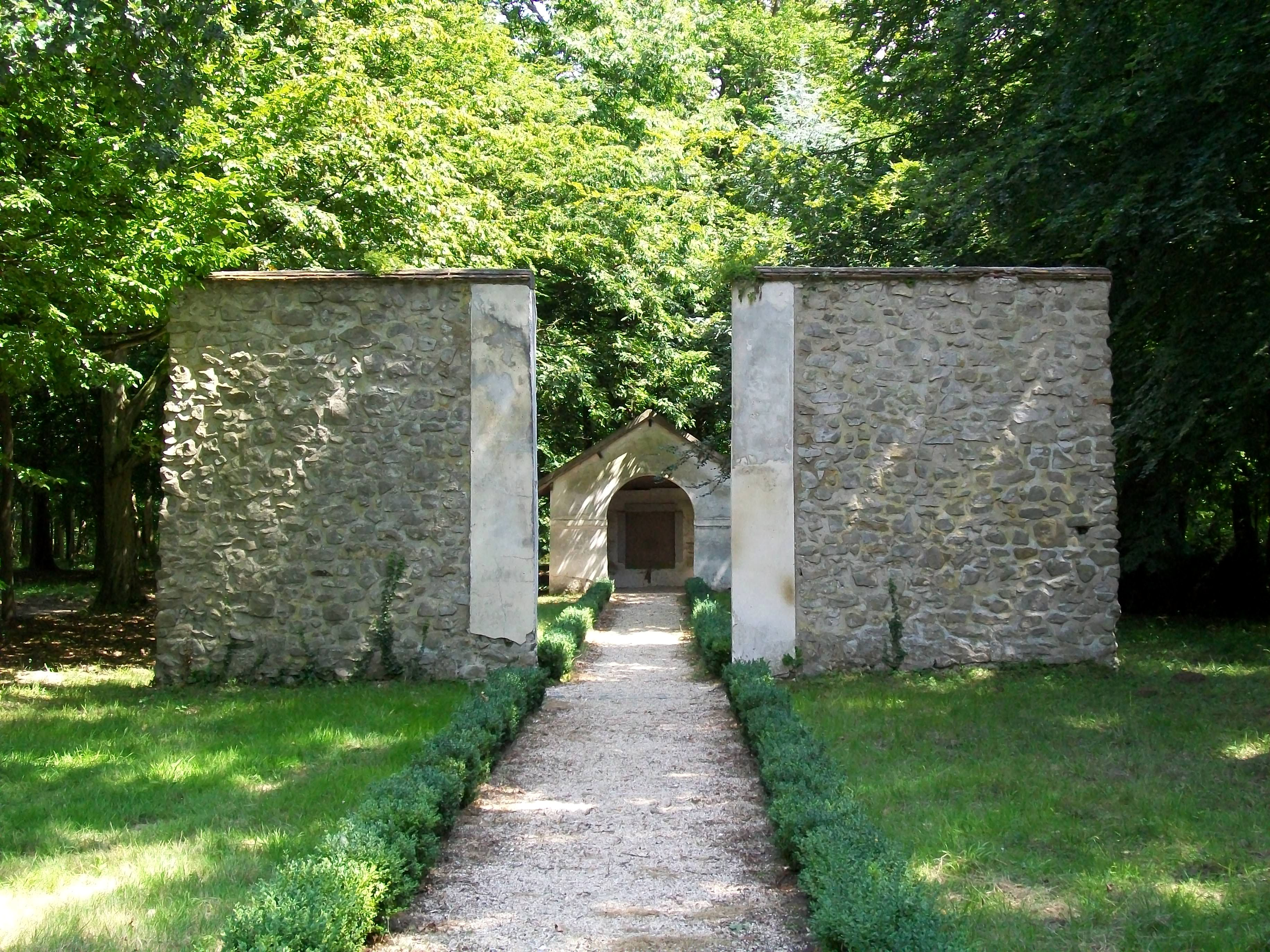
Le Beursault ou jeu d'arc ; un deuxième pavillon se situe derrière le photographe.
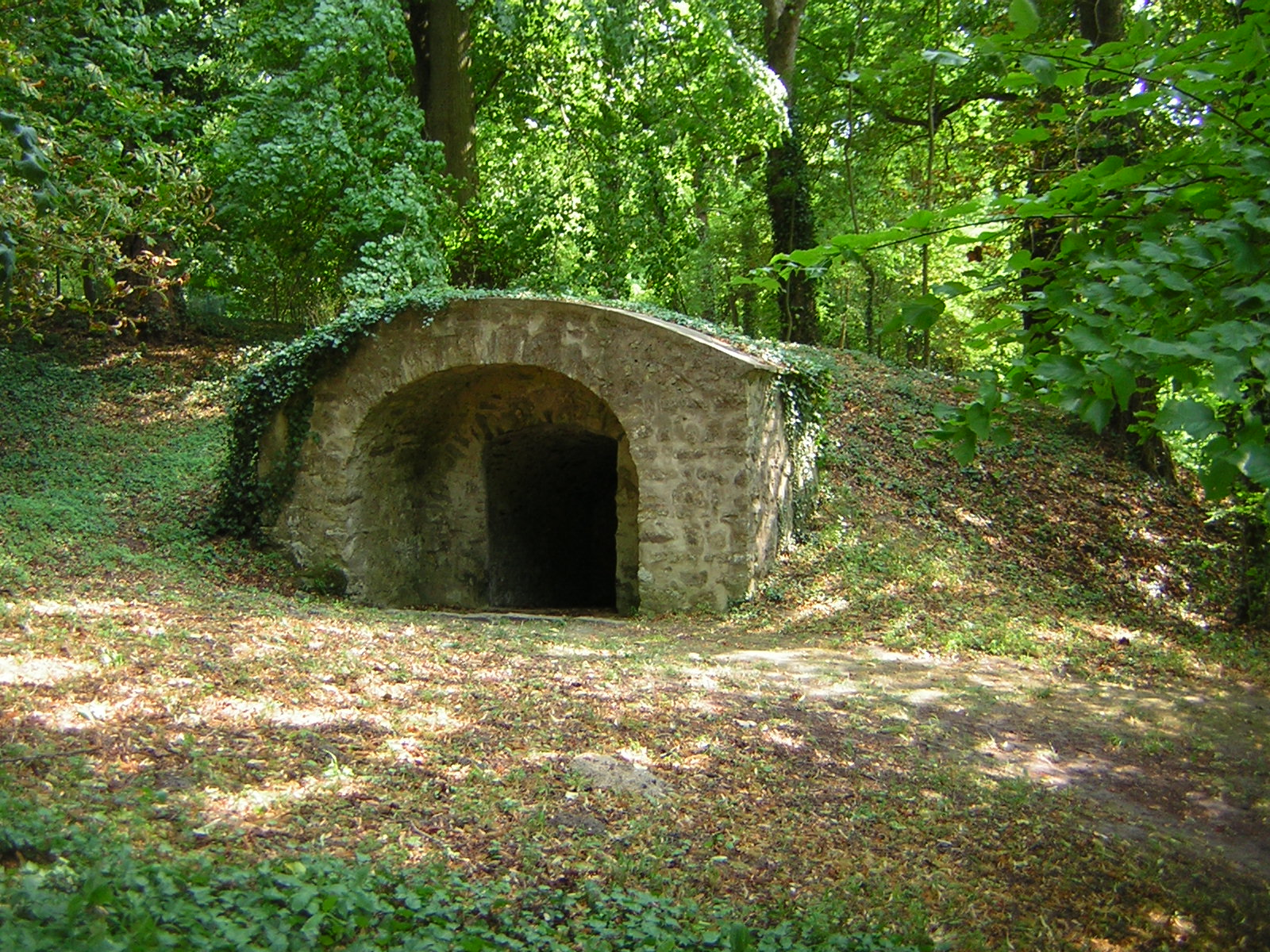
L'entrée de la glacière du château, sur le coteau à l'est du Petit étang.

- Tombe de l'Inconnu : Un jeune homme d'environ trente ans s'est suicidé par un coup de pistolet dans la tempe le 4 juin 1791, sur un banc près du Temple rustique. Arrivé à Ermenonville au début du mois de mai, il passa ses journées à faire des promenades, médita et pleura devant le tombeau de Rousseau, et les habitants se souvenaient de lui comme quelqu'un de simple et bon. Mais personne ne connaissait son nom[48] ; l'on sait seulement que la nouvelle l'ayant conduit à se donner la mort était arrivée par une lettre en date du 3 juin[c 7]. L'inconnu avait laissé sur lui une lettre d'adieux adressée au marquis de Girardin, qui commençait ainsi : « Il m'est impossible de vous dire tout à fait le sujet de ma mort ». Plus loin, il se disait « un malheureux rêveur mélancolique » et « victime de l'amour ». Le marquis de Girardin avait répondu au dernier vœu du jeune homme en le faisant inhumer en ce lieu : « Je vous supplie, au nom de ce qui est le plus cher à votre cœur, de me faire enterrer sous quelque épais feuillage, dans un de vos admirables jardins ». En tant que suicidé, il ne pouvait pas être accepté au cimetière d'Ermenonville. Le tombeau ne subsiste que sous la forme de vestiges[45], le monument funéraire proprement dit ayant disparu.
- Temple de la Philosophie Moderne : c'est l'une des fabriques majeures du Grand Parc qui domine le deuxième tableau, autour du grand étang. Son concepteur fut Hubert Robert. Le temple est consacré à Michel de Montaigne, et les six colonnes toscanes à six hommes qui étaient utiles à l'humanité par leurs écrits ou leurs découvertes. Ce sont Isaac Newton (pour ses découvertes), René Descartes (pour ses théories), Voltaire, (pour ses combats contre les préjugés et la superstition) William Penn (pour son action dans la création de la Pennsylvanie), Montesquieu (pour sa défense de la justice) et Jean-Jacques Rousseau (pour sa célébration de la nature)[b 17]. Le temple souhaite rappeler que la philosophie moderne a appris à l'homme à penser par soi-même, ce qui lui a permis des prises de positions critiques et des nouvelles découvertes. Le choix d'un temple pour célébrer les mérites des grands penseurs relève du fait que la sagesse antique avait été réactualisée pendant le Siècle des Lumières et constitué la base de nouveaux travaux. Ainsi, le temple est en communication avec la prairie Arcadienne et ses fabriques; les deux éléments du parc se situant aux antipodes d'un même concept. « Quis hoc perficiet ?[note 17] » : l'édifice reste volontairement inachevé pour symboliser que la philosophie n'a pas encore accompli tout son travail (et que le supposé bonheur antique était loin d'être atteint). Les colonnes posées par terre, non loin du temple, sont destinées à souligner ce message[a 16].
- Banc des Vieillards ou banque rustique : fabrique mineure, non mentionnée dans Promenade ou itinéraire des Jardins d'Ermenonville. Il s'agit en réalité de deux bancs de pierre en quart de cercle, posés de part et d'autre d'une terrasse offrant une splendide vue sur l'étang, ainsi que d'un troisième banc tout simple. « Suivant la tradition, M. de Girardin dans ses conceptions idéologiques, aurait voulu que la vieillesse fût honorée particulièrement en cet endroit du parc, et cela par l'hommage d'un banc de pierre qui lui serait réservé, sur lequel elle pourrait se reposer, et, tandis que la jeunesse danserait au rond-point du Hêtre, y recevoir les hommages qui lui étaient dus[49]». Cet endroit a été intégré ultérieurement dans un théâtre de verdure, élément du langage jardinier du jardin français que le marquis de Girardin désapprouvait en grande partie.
- Jeu d'Arc ou beursaut : le tir à l'arc est un sport toujours resté populaire dans le Valois dans sa forme traditionnelle. Le jeu d'arc se compose de deux pavillons, appelés buttes et abritant les cibles. Ils se regardent en face et sont distants de cinquante mètres l'un de l'autre. Des murs perpendiculaires à la trajectoire assurent la sécurité, on les appelle les gardes. Le beursaut d'Ermenonville était utilisé par la compagnie de tir à l'arc du village, dont les origines remontent au Moyen Âge. Ici, on se situe dans une partie du parc destinée aux loisirs et au divertissement dans l'ère de René de Girardin. Les villageois venaient ici le dimanche et dansaient autour du gros hêtre, sous lequel des musiciens jouaient des airs joyeux. On y trouvait également une salle de fête utilisée en cas de mauvais temps et un jeu de paume[b 18].
- Glacière (hors parcours, car sur la rive est du grand étang) : c'est la plus utilitaire des fabriques du Grand Parc. Aménagement banal au XVIIIe et XIXe siècles, elle n'est pas mentionnée dans les guides d'époque. Le fronton d'origine n'existe plus.

#### Désert

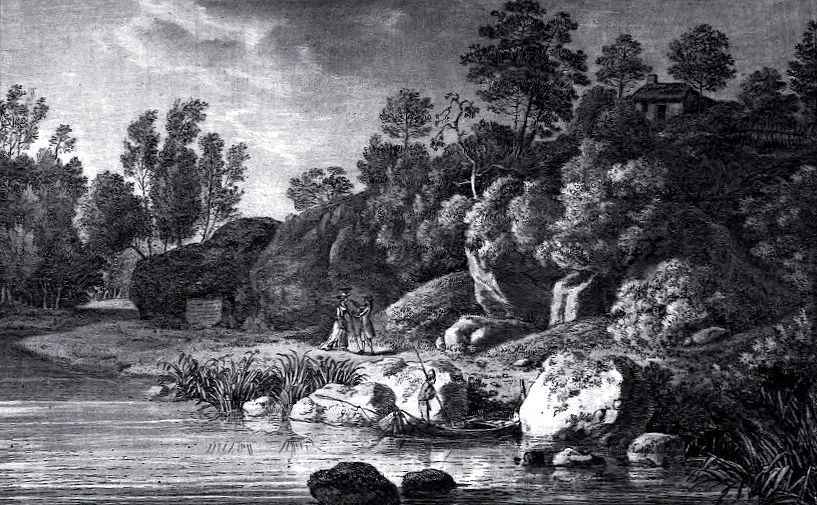
Le monument des Anciennes amours au Désert, en bas de la cabane de Rousseau.

- Cabane du Philosophe, ou cabane/ermitage de Jean-Jacques Rousseau : cette cabane simple couverte de chaume est la plus ancienne des fabriques du parc. Le philosophe y passait des journées entières à méditer et contempler la nature. À son souvenir, une inscription « Jean-Jacques est immortel » a été portée sur un rocher en face. Devant la cabane, des bancs de mousse invitaient au repos. Nombreux sont les vers de Rousseau gravés sur les rochers des alentours. Le lieu était initialement consacrée à la célébration de l'œuvre de Rousseau, « Julie ou la Nouvelle Héloïse[b 19]».
- Monument des anciennes amours : l'on y arrivait après la visite de la cabane de Jean-Jacques Rousseau. Le monument se résumait en un simple banc de pierre ombragé par des aulnes, au bord de l'étang en contrebas de la cabane citée, avec un amoncellement de rochers sur le flanc de la colline qui porte la cabane de Jean-Jacques Rousseau[c 8]. Les amours dont il est question ici sont celles de Saint-Preux et Julie dans le roman de Rousseau, « la Nouvelle Héloïse ». Mais les vers inscrits sur trois cailloux près de l'étang sont de Pétrarque et non de Rousseau, comme : « Di pensier' in pensier, di monte in monte, / Mi guida amor, e pur nel primo sasso / Disegno con lamento il suo segno[note 18],[b 20]».

#### Petit Parc
- Moulin à l'italienne ou Moulin-Neuf : ce moulin construit en même temps que le parc par René de Girardin était réservé à l'usage des habitants d'Ermenonville, qui pouvaient y venir faire moudre leurs grains. Son allure toscane s'explique par son rôle de fabrique, et sans doute aussi par les origines italiennes[8] de la famille de Girardin, qui s'appelait Gherardini et venait de Florence. Le moulin fermait la perspective centrale du Petit Parc vers le Nord, mais permettait la vue au-delà jusqu'à l'abbaye de Chaalis qui tenait lieu de fabrique éloignée. Les sentiers de promenade ne passaient pas près du moulin. Le moulin a été désaffecté au milieu du XIXe siècle en raison des difficultés d'exploitation liées au site marécageux. En 1950, l'acteur Jean Richard a acquis le moulin pour en faire son domicile, et c'est sur le terrain au nord du moulin qu'il aménagea son zoo d'Ermenonville[50] en 1955, dissout en 1991. - Situé sur la route du Regard qui mène de la N 330 vers la forêt de Perthe, le Moulin-Neuf est visible depuis le domaine public mais un peu caché par la végétation. Le site du moulin avec les bâtiments a été classé au titre des sites par arrêté du 18 mai 1942. Le moulin ne présente aujourd'hui plus de caractère architectural particulier, et les motivations pour son classement ne sont plus connues[51].

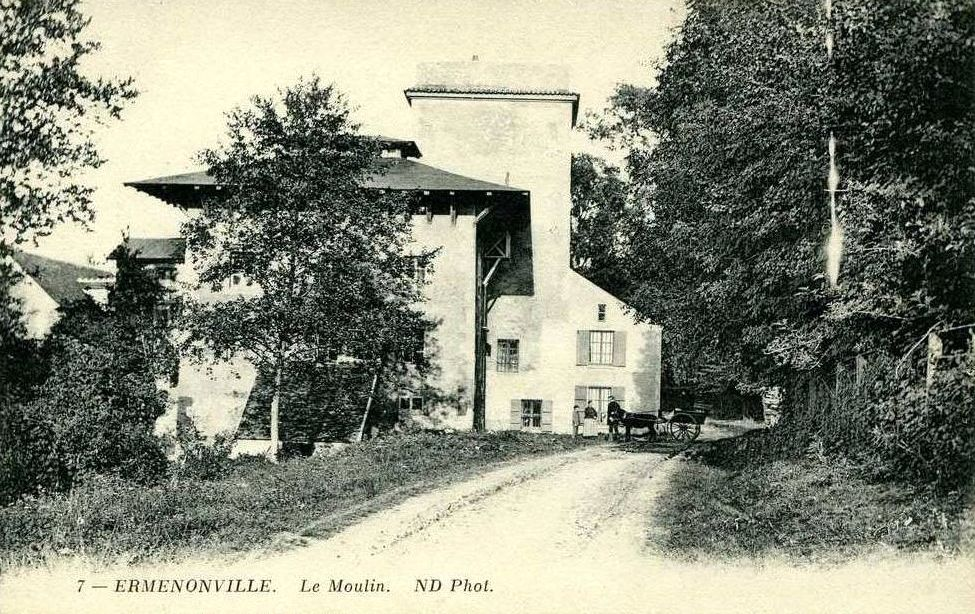
Le moulin à l'italienne à l'extrémité nord du parc, près du domaine de Chaalis. Les bâtiments subsistent.
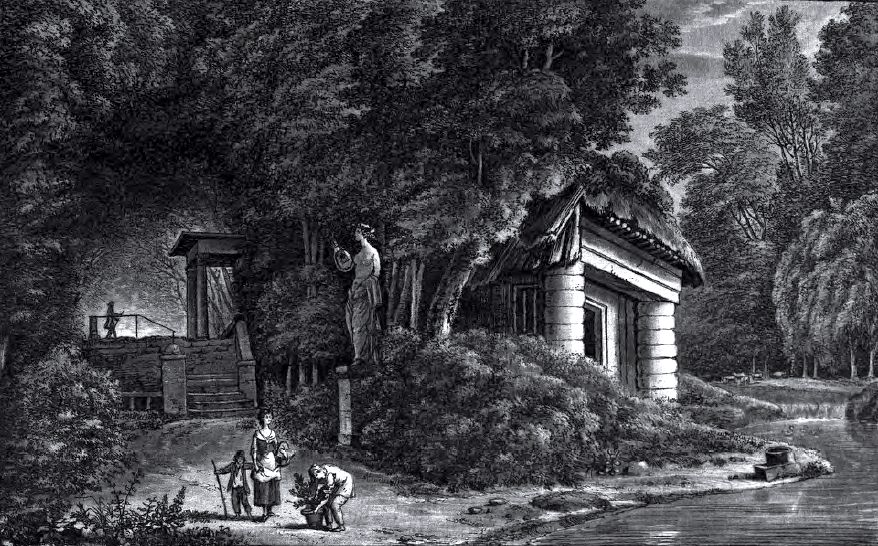
La Brasserie, issue des ruines d'un moulin, près du pont de la Brasserie. N'en subsiste qu'une colonne, déplacée vers l'embarcadère.
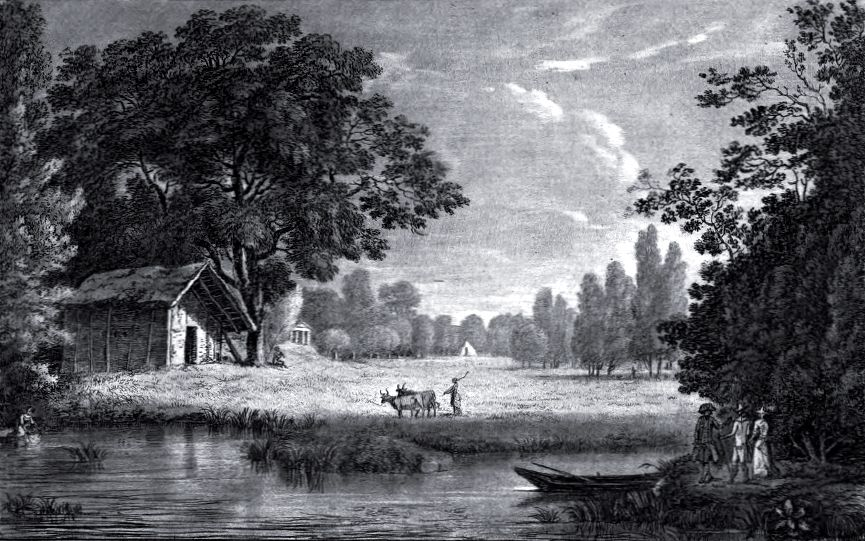
La prairie Arcadienne, avec la cabane de Philémon et Baucis, fabrique disparue fin 1787.
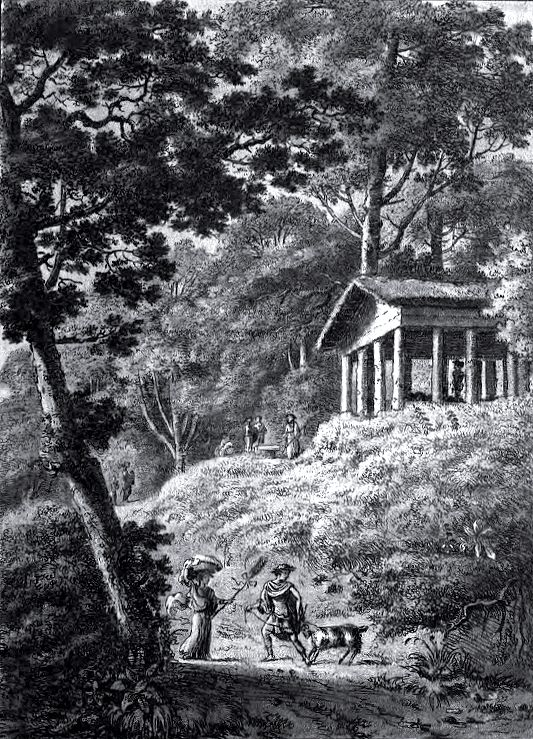
Le temple rustique, localisé au sud de la grotte des ossements sur un promontoire qui reste visible de nos jours.
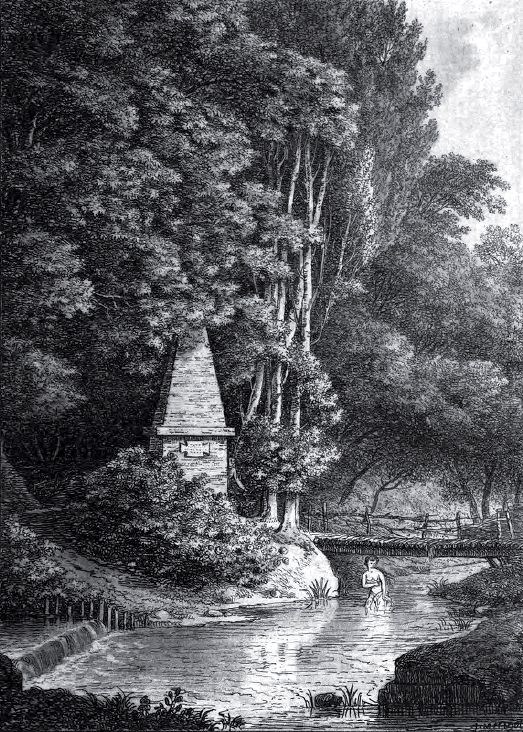
L'obélisque, fabrique majeure du Grand Parc, et certainement la plus significative des fabriques disparues de ce secteur.

### Les fabriques disparues
Leur nombre est au minimum de vingt-sept, mais la liste suivante ne prétend pas d'être exhaustive : nous savons que certaines fabriques mineures ne furent pas mentionnées dans la littérature, et d'autres n'avaient pas de nom bien défini. Ce furent des arbres, des petites stèles ou des rochers portant des inscriptions. Selon les auteurs, des sentiers, des bocages et des simples bancs sont également comptés parmi les fabriques. - Dans les vingt-huit fabriques disparues, trois sont des arbres, et trois sont des sources ou fontaines antérieures à la création du parc. Restent donc vingt-deux fabriques qui étaient des édicules ou monuments ; l'on pourrait y ajouter d'autres maisons dans le périmètre du petit parc, habitées par des métayers du marquis de Girardin (maison du jardinier, maison de garde, ferme). Selon la définition, on peut résumer que vingt-deux des trente-quatre fabriques dans le sens propre du terme (construites par la main de l'homme dans le contexte de la création du parc et dans le but de l'orner) ont disparu ou ne subsistent que sous la forme de vestiges. Au début des Années 1920, le prince Léon Radziwiłł aurait eu le projet de rebâtir les fabriques disparues ; l'on ignore pourquoi il n'a pas mené à terme ce projet avant sa disparition en 1927.

#### Grand Parc du nord au sud
- Brasserie : issue de la transformation des ruines d'un moulin. La façade se caractérisait par deux colonnes soutenant un portique. Le bâtiment avait deux niveaux ; la brasserie était au rez-de-chaussée. Il reste à déterminer si des activités dans ces lieux justifiaient l'appellation, ou s'il s'agissait d'un « décor d'opéra comique » décrié par Adolphe Jouanne, sans signification profonde. En effet, la brasserie ne comportait aucune inscription, contrairement à la grande majorité des fabriques. Une estampe[note 20] montrant la brasserie est intitulé « Salle de jeux ». Le promeneur traversait la brasserie, montait un escalier et ressortait par une porte à l'arrière de la grande salle de l'étage, et s'approchait ensuite du dolmen[b 21]. La brasserie était déjà passablement ruinée en 1825[52].
- Grotte de Thomson ou grotte de Didon : abri sous le creux d'un rocher à mi-chemin entre le dolmen et l'autel à la Rêverie. On pouvait y lire les vers suivants, en anglais : « Shower make'em both get under the cliff or grove / Thunder they hear no more but only the sweet love[note 21]». L'« espèce de grotte » est décrite comme n'étant « point assez profonde pour offrir aux amours le voile du mystère, & pour justifier l'inscription[b 6]». La grotte avait déjà disparu en 1825[52]. Sans illustration.
- Saule de la Romance (hors parcours): saule magnifique dont les vieilles branches retombaient sur les eaux, sur une presqu'île de la rive est de l'étang face à l'île des Peupliers, et disparu vers 1850. Le ne jouait pas de rôle dans le concept du parc de René de Girardin ; ce fut un lieu de mémoire pour les amis de Jean-Jacques Rousseau, qui avait composé ici la musique de la plainte amoureuse de la tendre Isaure, sa dernière œuvre musicale. Aussi, Rousseau aurait-il gravé sur l'écorce de l'arbre les vers suivants : « Au pied d'un saule assise tous les jours, / Main sur son cœur que navrait sa blessure, / Tête baissée, en dolente posture, / On l'entendait qui pleurait ses amours ! Chantez le saule et sa douce verdure ! »[c 10]. Sans illustration.
- Cabane de Philémon et Baucis : ce fut une cabane de roseaux appuyée contre un vieux chêne, située au milieu de la prairie Arcadienne. Elle rappelle la cabane du vieux couple qui, dans la mythologie grecque, offrit l'hospitalité aux dieux Zeus et Hermès déguisés comme simples êtres humains. Les vers suivants étaient inscrits sur la porte: « Le siècle d'or ne fut point faible: / Point d'or, on n'y manquoit de rien: / Dans ce siècle de fer, et bien! / On a de l'or, on est plus misérable. / Le plus riche est celui qui, sans gêne & sans soins, / A le plus de plaisir & le moins de besoins[b 22]». La cabane a été emportée par la crue du 26 décembre 1787. Un « plan général d'Ermenonville » fait mention d'une meule de foin dans les environs[c 11],[note 22], qu'il serait sans doute exagéré de désigner comme fabrique et dont la présence était banale sur un pâturage.
- Grotte verte ou grotte du berger : fabrique mineure ; ce fut un banc circulaire au-dessus duquel des noisetiers formèrent une grotte de verdure[b 22]. Elle se trouvait près du gouffre, à l'extrémité sud-ouest du parc, et a été dévastée par la crue du 26 décembre 1787. Les pierres taillées ayant formé le banc sont toujours entassées à côté du chemin, en partie couvertes par la végétation. Sans illustration.

#### Grand Parc du sud au nord-ouest
Chemin de retour en direction du Désert:
- Temple Rustique : situé sur une proéminence, ses colonnes étaient faites de troncs d'arbres et le toit fut en chaume. Le fronton portait des vers de Virgile, en latin : « Fortunatus & ille Deos qui novit agrestes! / Illum, non populi fasces, non purpura Regum, / Flexit, & infidos agitans discordia fratres[note 23]»[b 23]. Le temple n'a lui non plus résisté à l'inondation du 26 décembre 1787. Un peu plus loin se trouvaient le banc de gazon où l'inconnu s'était suicidé, et puis deux arbres entrelacés sur lesquels était gravée la devise : « Omnia junxit amor »[note 24],[c 12].
- Chêne de Palémon : ce fut un vieux chêne majestueux, d'une rare beauté, qui dominait cette partie de la forêt. Il a été dédié à Palémon par René de Girardin : « Palémon fut un homme droit: / Il a planté ce chêne. / Que ce bel arbre soit à jamais consacré / À la droiture & à la probité ; / Que la foudre & le méchant s'en écartent[c 5]». Sans illustration.
- Obélisque de la Muse pastorale : la plus significative des fabriques disparues du Grand Parc, construite de briques « rougeâtres » et détruite par des vandales en 1793[53]. Dans cet état, il subsistait encore en 1824[25]. Il était localisé au croisement du chemin du banc des Mères vers la grotte des ossements avec celui de la rive gauche de la Launette, et dédié à William Shenstone et son jardin de Leasowes. En plus, les quatre faces étaient dédiées chacune à un poète ou penseur ayant célébré la nature : Salomon Gessner, poète suisse (1730-1788) ; Benjamin Thompson, physicien américain (1753-1814) initiateur du Jardin Anglais de Munich ; Virgile, poète latin (70-19 av. J.-C.) ; et Théocrite, poète grec (environ 315-250)[b 24]. La prairie Arcadienne fut par ailleurs inspirée par ces mêmes personnages et leurs œuvres. L'obélisque réunissait des références bucoliques éloignées dans le temps les unes des autres et rendait « compte du désir de constituer un lien entre la tradition antique et la philosophie moderne[a 17]».

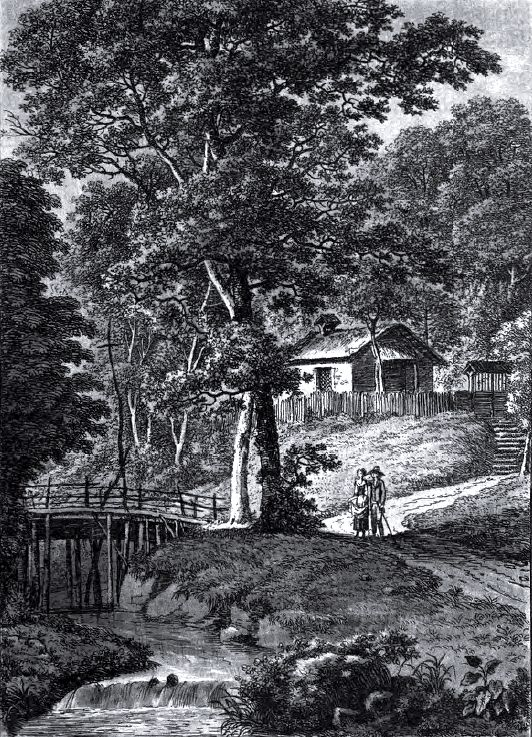
L'hermitage, au nord-ouest de la prairie Arcadienne, entre la Launette et l'obélisque. Il n'était pas habité.
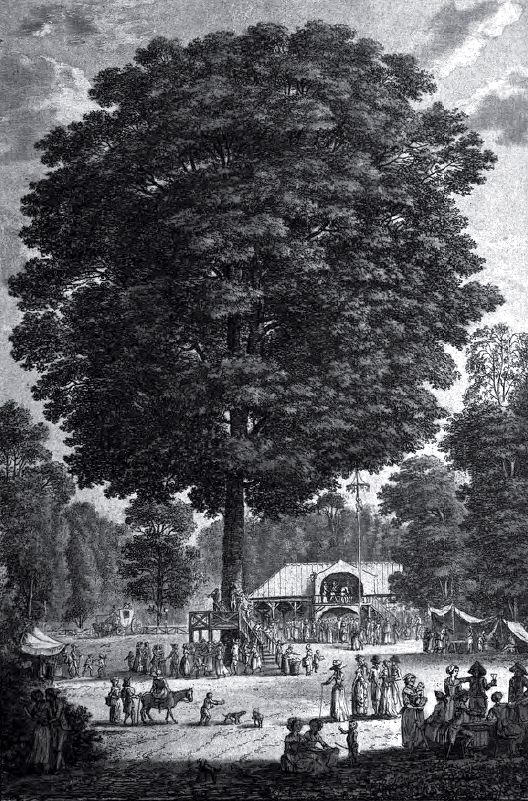
Le gros hêtre tenant lieu de kiosque à musique champêtre ; autour de l'arbre se fêtaient les bals du village certains dimanches.
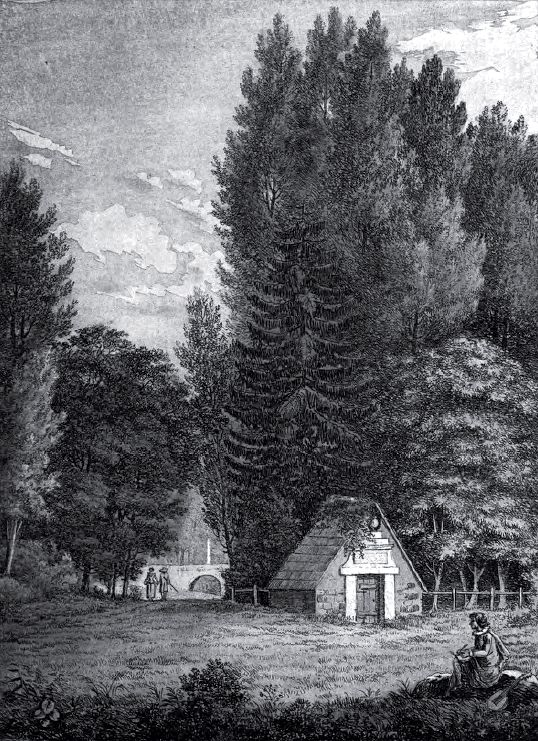
Cet édicule n'était en réalité pas un tombeau, mais une fontaine couverte appartenant à l'abbaye de Chaalis. Elle est antérieure à la création du parc.
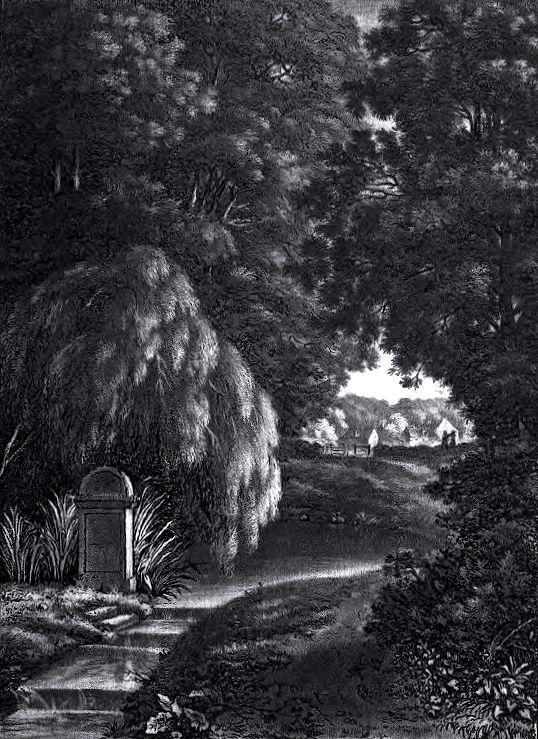
Le bassin de la fontaine du Bocage abrite sept sources différentes qui donnent naissance à un ruisseau d'une eau claire et limpide.
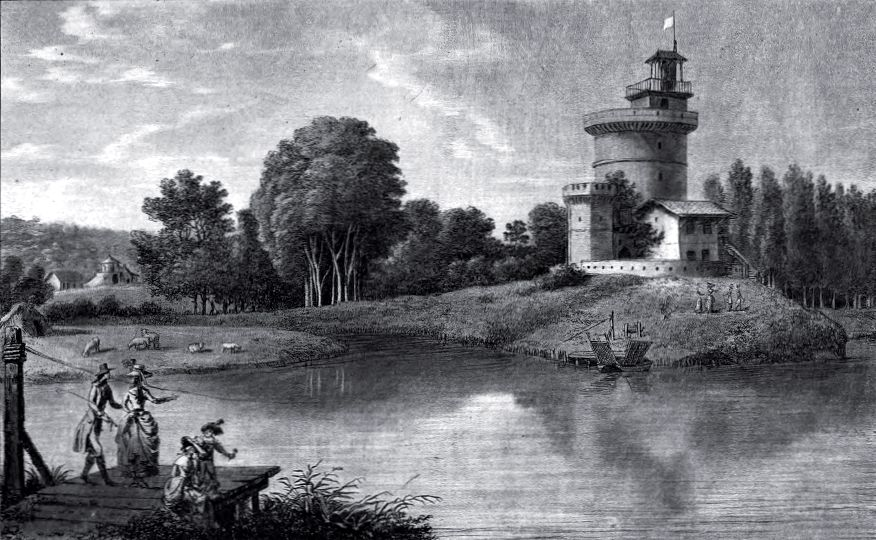
La plus grande des fabriques, la Tour Gabrielle, dominait la majeure partie du Petit Parc. La trajectoire du bac est bien visible.

- Hermitage : il se trouvait au début de la prairie arcadienne, au sud-ouest de l'étang, près d'un pont sur la Launette à flanc de coteau. Construit au milieu d'un petit enclos avec jardin potager, non cultivé pour autant : plusieurs candidats s'étaient présentés pour habiter la cabane, mais aucun n'a été accepté: « Il étoit à craindre que leur personne n'ajoutât rien à l'agrément de leur habitation ». L'intérieur était meublé avec simplicité. La porte montrait ces deux vers : « Au créateur j'élève mon hommage, / En l'admirant dans son plus bel ouvrage[b 25]».
- Gros hêtre ou Rond-point de la Danse : on y arrivait directement en venant du Temple de la Philosophie, sur le chemin menant vers le Désert. Le gros hêtre majestueux se trouvait sur une place circulaire, où l'on passait en approchant d'Ermenonville depuis Mortefontaine. Par sa hauteur prodigieuse et la beauté de ses formes, le hêtre pouvait être considéré comme l'arbre sacré de la forêt. Autour de son tronc, le marquis avait fait construire un « orchestre champêtre », une plateforme où prenaient place les musiciens lors des bals des dimanches. M. et Mme de Girardin ouvraient souvent le bal. C'est ici qu'auraient pris naissance les amours du village d'Ermenonville. En cas de mauvais temps, l'on pouvait danser dans un grand bâtiment en planches. À proximité, se situe le beursault ou jeu d'arc qui existe toujours; quant au jeu de paume[b 18], il a disparu. Le hêtre initial a été brisé par une tempête en 1818[54]. L'orchestre et la salle de jeux étaient également déjà très dégradés en 1825[52].
- Autel carré ou autel des druides : placé à côté d'un vieux chêne, auquel était suspendu un large bouclier portant une longue inscription qui vantait les qualités des anciens Gaulois : ils auraient choisi leurs rois avec sagesse, ne se seraient pas amusés de leurs vices et auraient été forts de bonnes mœurs, comme l'allaitement des enfants par leurs mères ou le rôle des femmes comme conseillères de leurs époux. Pour rendre culte aux divinités, ils n'auraient pas eu besoin de « dignes tabernacles[b 26]» : c'est là une célébration du panthéisme qui avait la sympathie de René de Girardin. L'autel lui-même était formé de sept énormes blocs de pierre[c 13]. Sans illustration.
- Cahutte du charbonnier : située sur le chemin de Senlis à Ermenonville, qui ne correspond pas à l'actuelle N 330 mais à un chemin plus court par la forêt, ce fut une baraque faite de vieilles souches d'arbres, d'aspect rustique mais non pittoresque. Sa porte arborai l'inscription : « Le Charbonnier est maître chez lui ». On traversait la cabane sur le chemin du Grand Parc vers le Désert[b 27]. Elle laissait déjà pénétrer la pluie en 1824[25]. Sans illustration.

#### Désert
- l'Orme heureux : à proximité de la cahutte du charbonnier, son site constituait le premier point de vue sur le paysage du Désert, peut-être le plus admirable parmi tous. L'orme fut brisé par un violent coup de vent en 1817[c 14].
- Roche Joseph ou le Creux du Vent[c 8]: au bout d'un sentier traversant un bois de pins, ce fut une grotte cintrée située sur une petite butte, si petite par ailleurs que l'on l'aurait mieux qualifiée de banc couvert. C'est donc un deuxième belvédère donnant sur le paysage du Désert. Les vers suivants étaient gravés sur le rocher: « Vois tu, passant, cette roche creusée ? / Elle mérite ton respect: / Elle a servi, toute brute qu'elle est / Pour abriter la Vertu couronnée[b 28]». Allusion est faite à la visite de l’empereur Joseph II en 1777. Le guide de 1783 fait une remarque intéressante au sujet de cette inscription ; elle troublerait l'esprit d'égalité que l'aspect du désert avait fait naître[b 29].
- Tente du Huron : fabrique mineure non mentionnée dans le guide de 1783, c'est un autre banc couvert, situé sur le chemin du Monument des anciens amours vers la digue qui sépare les deux étangs. L'on y trouvait une simple inscription : « Scriptoforum chorus omnis amat nemus, et fugit urbes[note 25],[c 15]». Sans illustration.
- Maison du pêcheur : tout comme la roche Joseph et la tente du Huron, c'est un banc abrité, localisé entre l'étang du Désert et l'étang des Crapauds, au bout du chemin séparant ces deux pièces d'eau, et à proximité de la sortie du Désert. De ce fait, l'on pouvait bénéficier de deux vues différentes selon la fenêtre par laquelle on regardait le paysage[b 30].
- Tombeau d'un enfant et de sa mère : situé sur les bords de l'étang du Désert, ce fut une « pierre tumulaire » élevée au souvenir d'une bonne mère et de son fils, qualifiée à tort de tombeau puisqu'il ne contenait pas de sépulture. Le monument portait l'inscription: « A mon fils, à ma femme, je vivais pour les aimer, je leur survis pour les pleurer »[c 16]. Nous ignorons la signification de ce monument, qui n'est par ailleurs pas décrit dans le guide du parc de 1783, et la littérature ne donne pas davantage de renseignements. Sans illustration.

#### Petit Parc
- Tombeau de Laure : tombeau symbolique dédié à Laure de Sade (* 1310 - † 6 avril 1348), inspiratrice d'une bonne partie de l'œuvre de Pétrarque. La fabrique avait été aménagée à partir d'une fontaine couverte concédée par un Seigneur d'Ermenonville à l'Abbaye de Chaalis bien avant la création du parc, en l'ornant d'une urne et d'une porte d'un style plus élaboré. Des vers de Pétrarque sont inscrits au-dessus de la porte : « Non la conobbe il mondo mentre l'ebbe: / Connobil'io, ch'a pianger qui ramasi[note 26]», ainsi qu'à d'autres endroits de l'édicule[b 31]. Des vestiges du tombeau de Laure subsistaient encore au début des années 1920, les inscriptions ayant disparu. À proximité, se trouvait le premier arbre planté par René de Girardin en 1763, un peuplier[c 17].
- Temple au Loisir et aux Muses : bâtiment d'un plan rond déjà ruiné en 1788, Girardin avait décider de ne pas le rétablir, trouvant qu'il était déplacé en ce lieu entre prairies et bocages[b 32]. Le temple a finalement disparu vers 1870-1880. Apollon occupait le sanctuaire entre la Muse de l'astronomie et celle qui préside à l'Histoire. D'autres personnages de la mythologie grecque y étaient présents, comme Euterpe, Muse de la musique, et Érato, déesse et Muse de la poésie lyrique et érotique[c 18]. Sans illustration.
- Fontaine du bocage : bassin d'une eau claire et limpide où se déversent, en bouillonant, sept sources différentes. L'une des sources déversait des grandes quantités d'un sable blanc et fin, qui se retrouvait dans le lit du ruisseau prenant l'origine à la fontaine. Le ruisseau forme une petite cascade. Appelée aussi Fontaine Bouillonnante, c'est une fabrique d'origine naturelle, agrémenté d'une grotte cintrée avec un banc de mousse pour le repos du promeneur. Elle est connue comme la Grotte de la fontaine[note 27] et fut encore bien conservé au début des années 1920[c 19]. Les derniers vers de l'inscription nous sont connus : « O limpide fontaine! ô fontaine chérie! Puisse la sotte vanité / Ne jamais dédaigner ta rive humble & fleurie ; / Que ton simple sentier ne soit point fréquenté / Par aucun tourment de la vie, tels que l'ambition, l'envie, l'avarice, & la fausseté! / Un bocage si frais, un séjour si tranquille, / Aux tendres sentiments doit seul servir d'asile ; / Ces rameaux amoureux, entrelassés (sic) exprès, / Aux muses, aux amours, offrent leur voile épais ; / Et le cristal d'une onde pure à jamais ne doit réfléchir / Que les grâces de la Nature et les images du plaisir »[b 33].
- Fontaine des Amours : petite colonne sans chapiteau à l'ombre d'un saule pleureur, près d'une petite cascade formée par un ruisseau jaillissant d'une source. C'est cette cascade qui donne le nom à la fabrique, encore anonyme dans le guide du parc de 1783, et toujours présente au début des années 1920[c 20]. Une fois de plus les inscriptions sont empruntées de l'œuvre de Pétrarque : « Qui regna l'Amore[note 28]» et « L'acque parlan d'amore, / E l'aura, e i rami, / E gli augeletti, e i pesci, / E i fiori, et l'erba[note 29]»[b 34]. Sans illustration.
- Tour (de) Gabrielle : fabrique majeure du Petit Parc, dominant tout son centre et visible de loin, ce fut aussi la plus grande fabrique de l'ensemble du parc, et avec le Temple au Loisir et aux Muses, la seule fabrique qui ne fut ni d'origine naturelle, ni d'un aspect utilitaire. La tour ronde était dédiée à la belle Gabrielle d'Estrées (* 1570/73 - † 9/10 avril 1599), favorite du roi Henri IV, et avait été construite sur une petite île. Le style était néogothique avant l'heure, afin de suggérer que la tour avait déjà existé à l'époque de Gabrielle. Elle était flanquée d'une maison plus neutre, logement d'un imaginaire bâtelier, et d'une petite tour carrée. Un bas-relief rappelait un ancien seigneur d'Ermenonville du temps de Henri IV, Dominique de Vic, qui fut blessé dans la bataille d'Ivry en 1590. À l'intérieur, la tour abritait plusieurs pièces qui plongeaient le visiteur au XVIe siècle. L'on entrait par une cuisine voûtée et pénétrait ensuite dans la salle du passeur. Pour accéder à la chambre du bâtelier, il fallait emprunter un escalier en bois à l'extérieur. Cette pièce communiquait avec le salon de la tour, la pièce principale, décorée de six colonnes cannelées soutenant une coupole. Un escalier permettait de gagner la plateforme au niveau du deuxième étage, belvédère ouvrant des longues vues sur le Petit Parc, le Désert, l'abbaye de Chaalis, la tour de Montépilloy, et sur le bois de Perthe[b 35].
- Maison du vigneron : implantée au milieu d'un petit vignoble au nord-est de la tour, inspiré d'un temple de Bacchus des environs de Rome et accompagnée d'un pressoir. Le promeneur voyait la maison depuis le belvédère de la tour Gabrielle, mais n'était pas supposé s'en approcher ou la visiter: elle fut réellement habitée par un vigneron[b 36], employé du marquis de Girardin. Sans illustration.
- Hameau : il se situait sur la rive ouest de la partie méridionale de l'étang. Sa construction avait été motivée par des motifs d'ordre esthétique; cette partie de la rive paraissait trop vide et manquait de vie. Cependant, René-Louis de Girardin ne pouvait concevoir des fabriques sans utilité et les quelques petites maisons servaient donc de métairie de la ferme située à l'est du Désert, sur la grande route de Senlis. Pour des raisons aujourd'hui ignorées, le hameau était déjà inhabité en 1825[52].
- Enclos des cultures (ou le potager et le verger) : comprenant la maison du vigneron (voir ci-dessus), la maison du garde, la maison du jardinier (connue comme le bâtiment gothique) et surtout des surfaces vouées à de différentes cultures (vignoble, potager, verger), cet enclos à l'est du parc d'Ermenonville représentait son quatrième secteur. Aménagé selon des critères d'utilité et d'esthétique à la fois, les inscriptions poétiques y étaient toutefois absentes. René de Girardin voulait livrer ici un exemple de son projet de réforme agraire et sociale, en faisant notamment une démonstration de la culture en continu avec abandon de la jachère de la troisième ou quatrième année, comme il l'avait déjà observé en Angleterre. Augmentant ainsi la productivité, il voulait améliorer la condition des paysans[a 18]. La construction d'autres métairies était prévue : selon le marquis, les terres ne devaient pas profiter à un unique grand propriétaire terrien, mais à un nombre de personnes aussi grand que possible, pouvant vivre ainsi dans l'aisance. Les personnes pouvant habiter les maisons et cultiver les terres devaient être choisies parmi les habitants les plus vertueux d'Ermenonville. L'instauration d'un prix d'encouragement pour récompenser les meilleurs résultats était également envisagée[a 13]. René de Girardin voulait appliquer sur le plan local ses théories développées dans le dernier chapitre de son essai De la composition des paysages de 1775 (imprimé en 1777), qui allaient par ailleurs nettement au-delà de ce qu'il pouvait réaliser sur ses propres terres. L'on peut supposer que ce projet de nouvelles métairies ne pouvait aboutir en raison de l'avènement de la Révolution un an après de sa présentation discrète au grand public, à travers une longue note à la fin du guide du parc Promenade ou itinéraire des jardins d'Ermenonville dans sa deuxième édition de 1788. Sans illustration.
- Les bancs de Jean-Jacques : près de l'enclos de cultures et à l'extrémité d'une allée de tilleuls, sous des fourrés de lilas, de spirées du Mont-d'Or, de viormes et de houx, plusieurs bancs avaient été placés. Rousseau aimait s'y asseoir pour contempler la nature, et le lieu devint donc l'un des lieux de mémoire du poète vénéré, avec le Saule de la romance, l'Autel à la rêverie, le chalet, et le tombeau, bien entendu. Une inscription avait été portée sur l'un des bancs : « Le bon Jean-Jacques sur ces bancs / Venait contempler la Nature, / Donner à ses oiseaux pâture, / Et jouer avec les enfants »[c 21]. Sans illustration.
- L'Île des Platanes avec l'Autel de l'Amitié : sur l'étang, en revenant de l'enclos de cultures vers le château. Les platanes avaient été choisis par René de Girardin pour avoir été regardés dans la Grèce antique comme les arbres de la meilleure longévité. La pierre du petit autel montrait les deux inscriptions suivantes :« À l'amitié, la baume de la vie » et « Mon ami est un autre moi-même »[c 21]. Cette fabrique n'est pas mentionnée dans le guide du parc de 1783. Sans illustration.

### Autres bâtiments et aménagements du parc

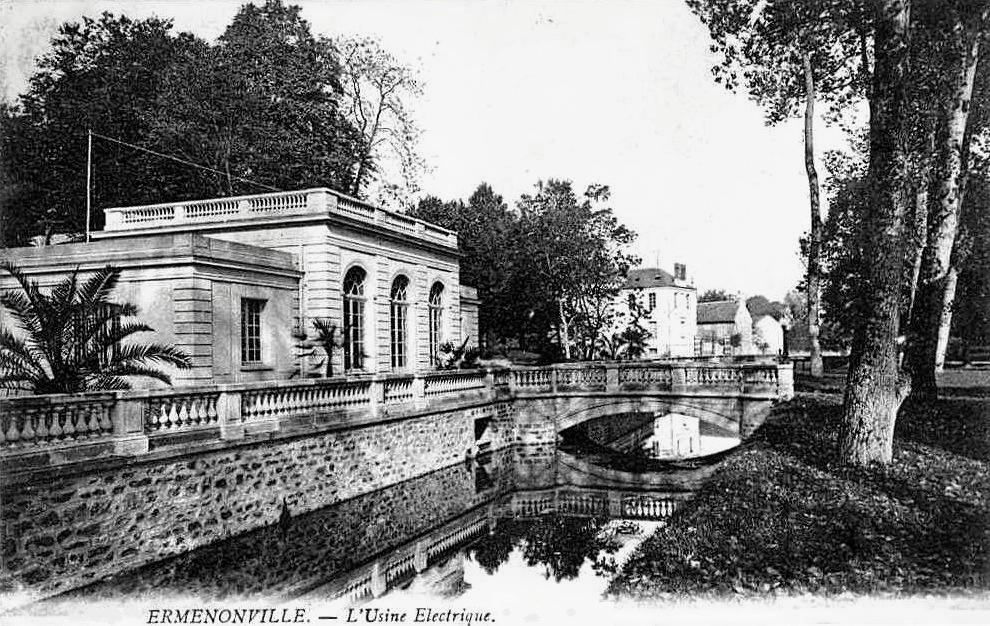
L'usine électrique près de l'entrée du parc ; elle a complètement disparu mais le pont subsiste.
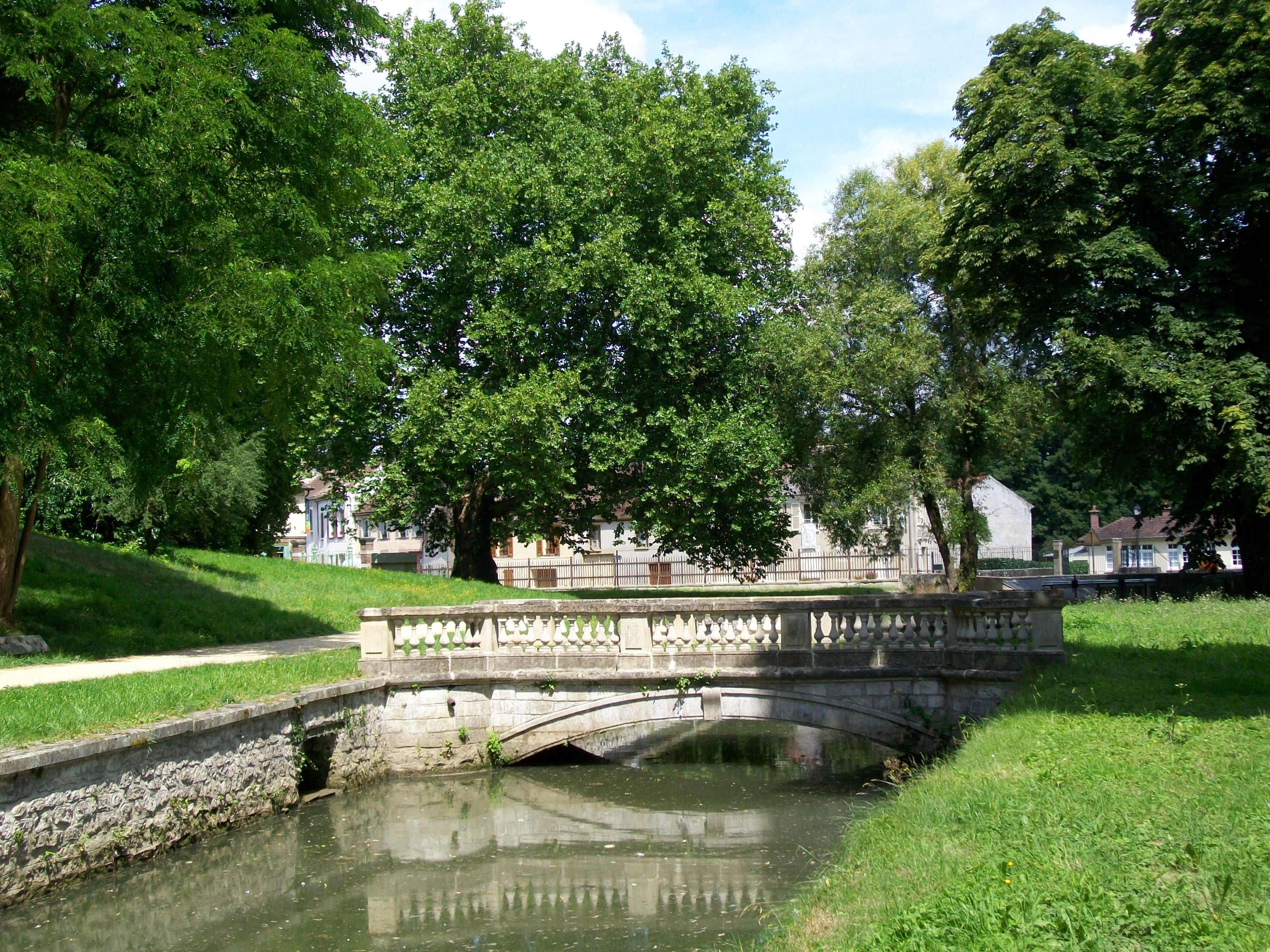
Pont près de l'entrée du parc, bien visible sur la photo précédente.
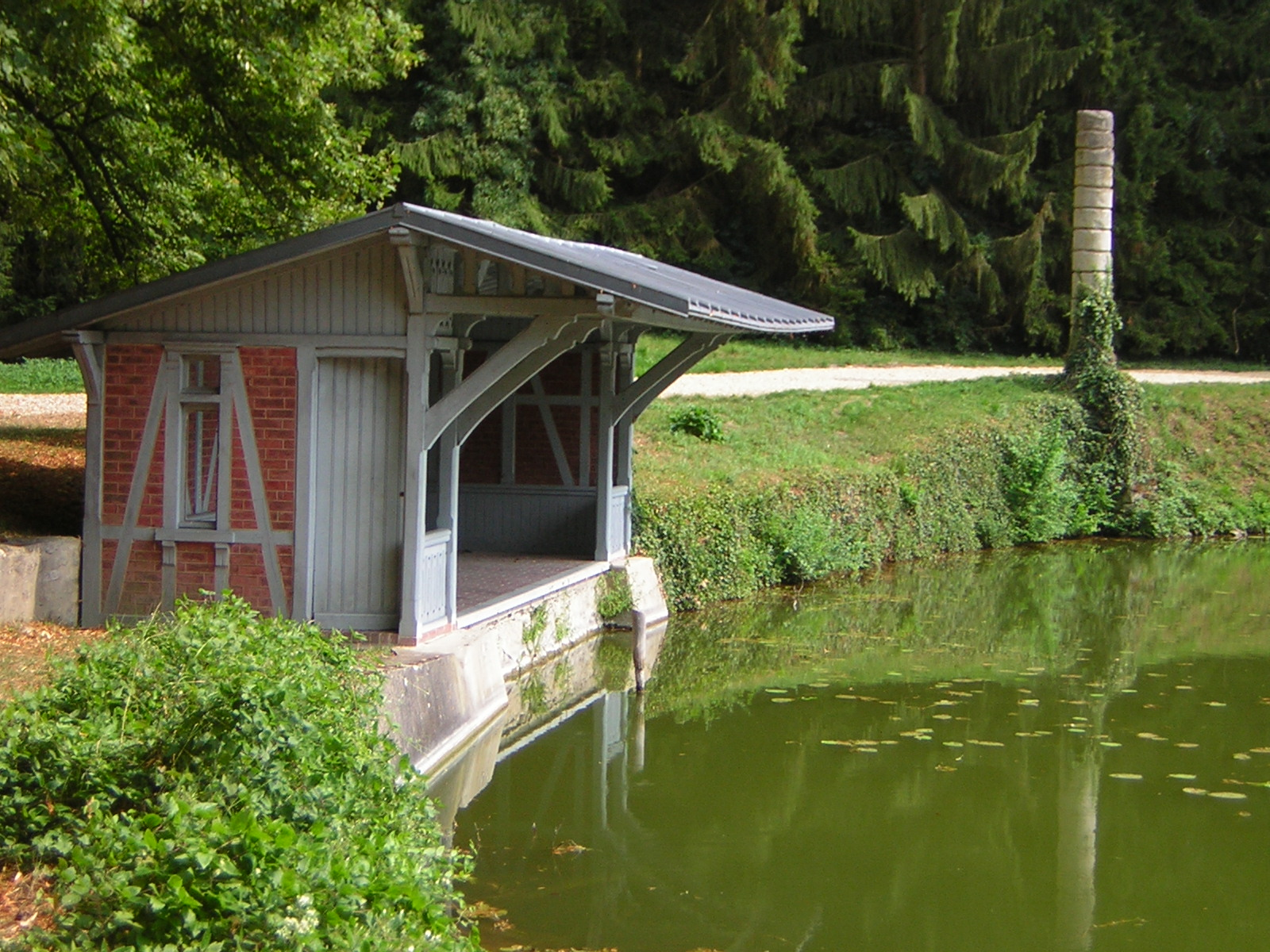
Embarcadère, troisième quart du XIXe siècle.
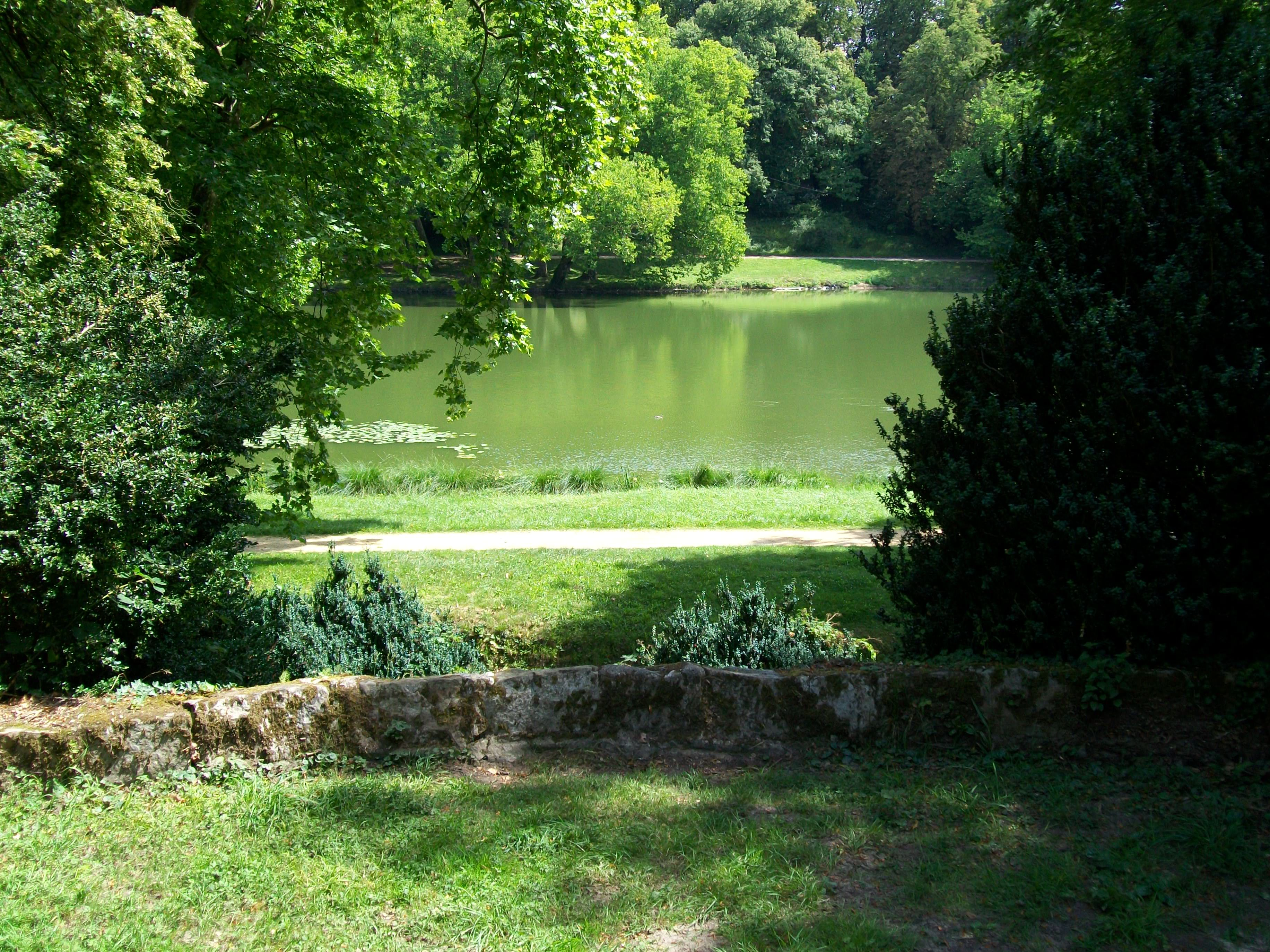
Le Théâtre de Verdure ; au fond l'étang, la Launette étant cachée par la pente.
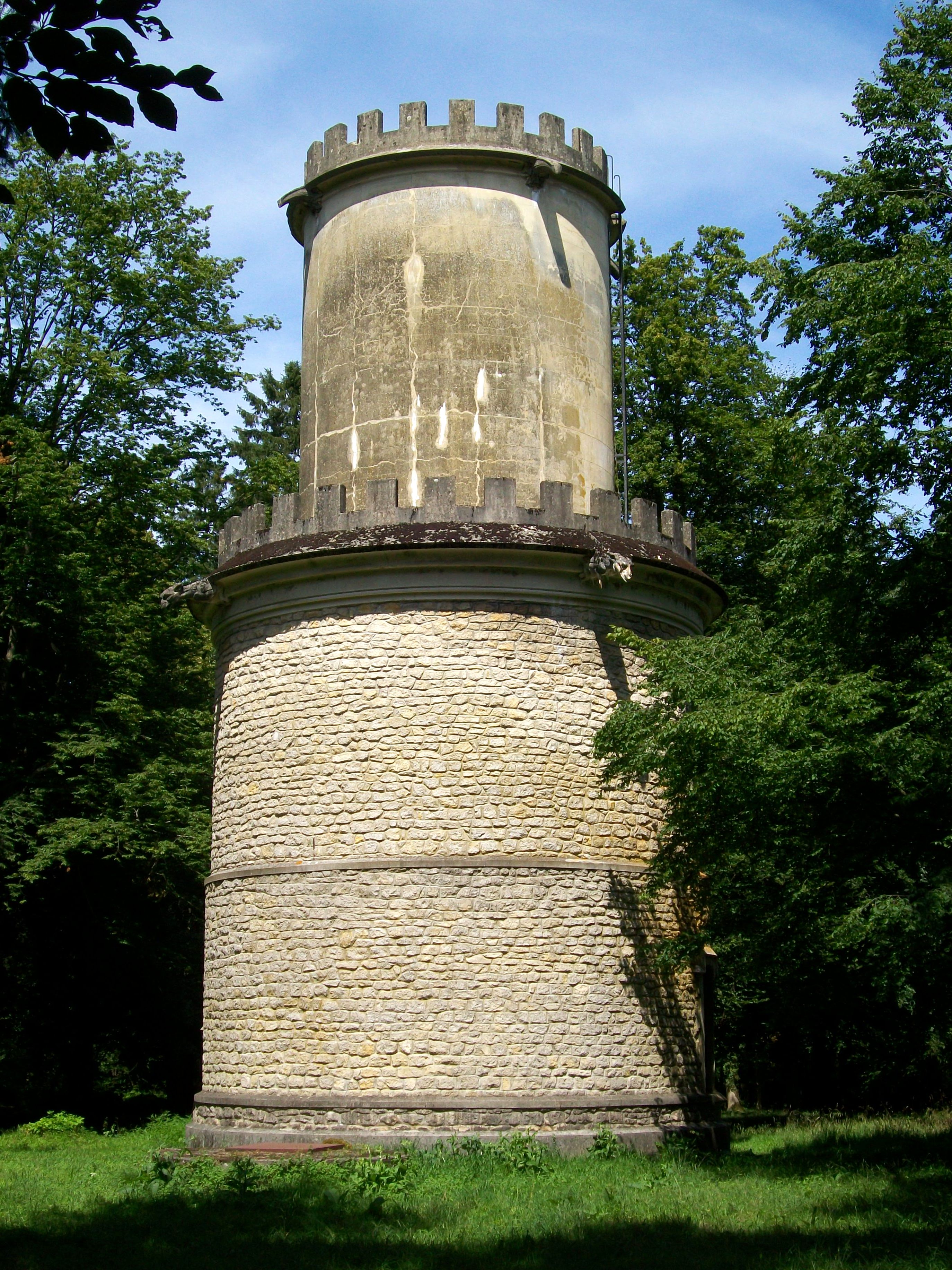
Le château d'eau, d'architecture néogothique. Fin XIXe siècle.

Grand Parc :
- Les ponts : bien visibles sur des estampes du XVIIIe siècle, la plupart des ponts d'origine étaient des constructions rustiques et sommaires, construits de rondins de bois mal équarris et guère destinés à connaître un long avenir. Le pont de la Brasserie, l'un des rares ponts de l'ère de René-Louis de Girardin subsistant de nos jours et construit en pierres, était une exception. À la fin du XIXe siècle et au début du XXe siècle, bon nombre de ponts ont été édifiés employant un style courant pour les aménagements paysagers à cette époque : ils sont de béton armé avec imitation de la structure des rondins de bois. Plus solides que leurs prédécesseurs, leur état actuel est précaire.
- Embarcadère : à l'extrémité nord-est du grand étang du Parc Jean-Jacques Rousseau, c'est la principale fabrique rajoutée postérieurement à l'ère de la famille de Girardin, pendant le dernier quart du XIXe siècle. Dans son voisinage, on trouve le banc de la Reine et la colonne de la Brasserie.
- Souterrain : situé au sud de la glacière, il est aujourd'hui en partie effondré. J.H. Volbertal (1923) le mentionne avec ces mots : « Quant au souterrain qui existe encore, non loin de l'île des Boursaudes, il est aujourd'hui abandonné »[c 13]. Cette affirmation ne semble pas désigner le souterrain comme l'une des fabriques, et sa signification reste dans le vague.
- Théâtre de Verdure : aménagé sur une vaste terrasse surplombant le grand étang, sur la rive ouest, il intègre la fabrique connue comme le banc des Vieillards. Ce banc (en réalité deux bancs en quart de cercle) délimite la « scène » ouvrant sur l'étang. Le théâtre de verdure, faute d'entretien, se devine plutôt qu'il ne se voit.
- Château d'eau : sur les hauteurs à proximité du jeu d'arc, c'est un bâtiment utilitaire du dernier quart du XIXe siècle qui présente néanmoins une architecture recherchée, d'inspiration néogothique.
- Lavoir : sans être en rapport avec le parc Jean-Jacques Rousseau, il a toutefois été construit sur les emprises du parc vers le milieu du XIXe siècle pour remplacer un lavoir plus sommaire à proximité, qui était également situé sur le terrain du parc, à côté de l'entrée d'origine. C'est un lavoir couvert traversé par la Launette, situé en dessous du niveau de la rue René-de-Girardin et accessible par un escalier depuis cette rue.

Petit Parc :
- Kiosque de la Belle Gabrielle : l'une des nouvelles fabriques de l'ère du prince Constantin Radziwiłł, qui ont remplacé des fabriques d'origine en mauvais état ou volontairement démolies, comme ce fut le cas de la tour Gabrielle. Le kiosque dit « de la belle Gabrielle » est un kiosque à musique qui occupe l'ancien emplacement de cette tour, sur une petite île au centre du Petit Parc. C'est en même temps la dernière fabrique d'agrément de ce secteur du parc qui subsiste dans un bon état de conservation.
- Le chalet suisse prévu comme maison pour Jean-Jacques Rousseau : terminé seulement deux mois après le décès de l'écrivain, il fut habité par Thérèse Levasseur pendant un an, jusqu'à ce que cette dernière ne se brouillât avec le marquis de Girardin. Le chalet était situé dans l'enclos des cultures, rebaptisé alors « le verger de Clarens » pour faire honneur à Rosseau, à proximité des maisons du vigneron et du jardinier. En effet, ce verger d'aspect sauvage et planté de vieux arbres bien antérieurs au parc évoqua en Rousseau les jardins de sa Julie, et il ne cacha pas son enchantement :« Ah ! quelle magie, dans tous ces vieux troncs entr'ouverts et bizarres que l'on ne manquerait pas d'abattre ailleurs ; et cependant, comme cela parle au cœur sans que l'on sache pourquoi ! ». J.H. Volbertal rapporte en 1923 que la maison fait partie d'un groupe de constructions modernisées et avait perdu son aspect initial[c 22].

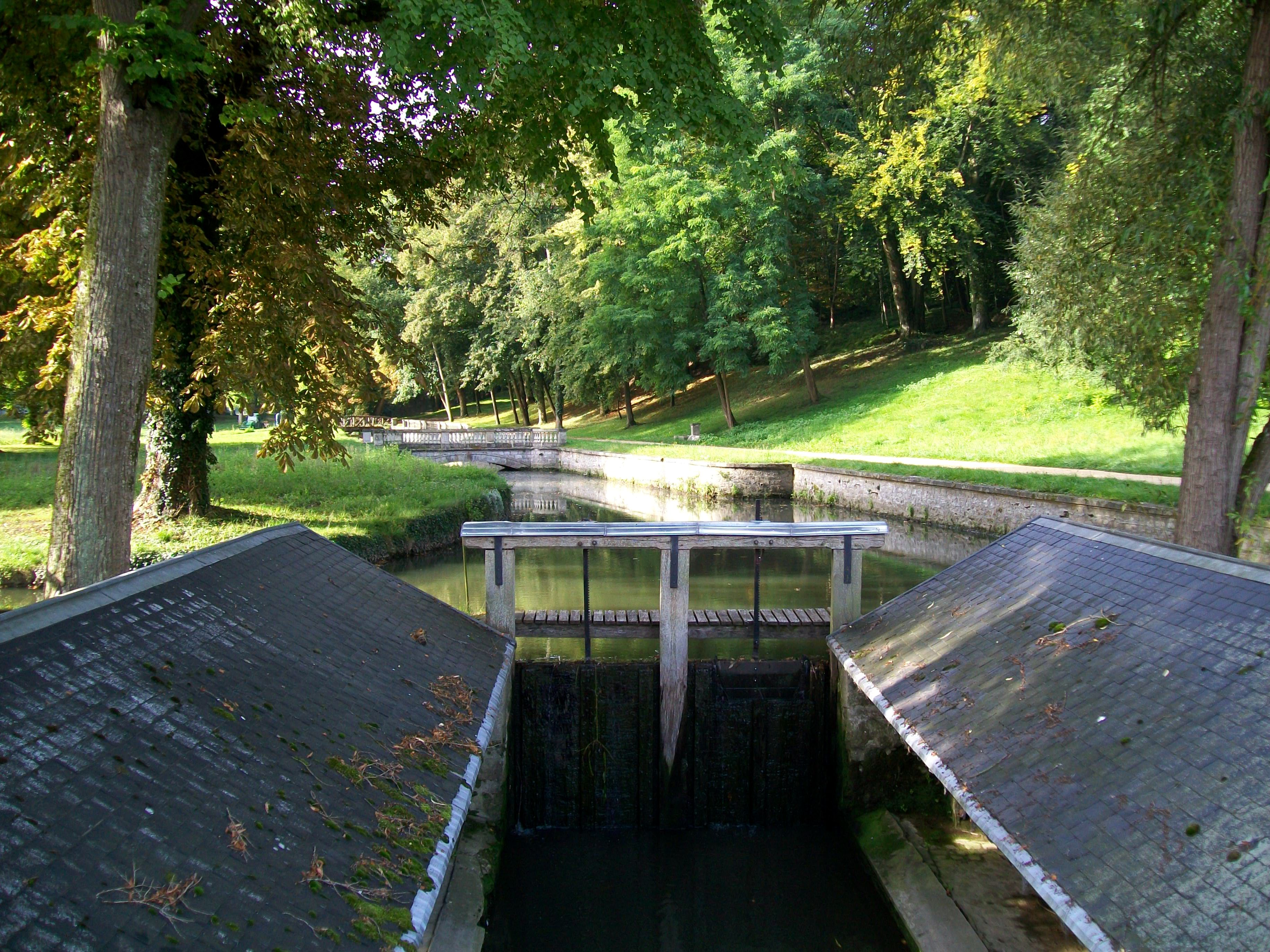
Le lavoir couvert entre la chaussée et le parc ; vue sur le premier tableau du Grand Parc.
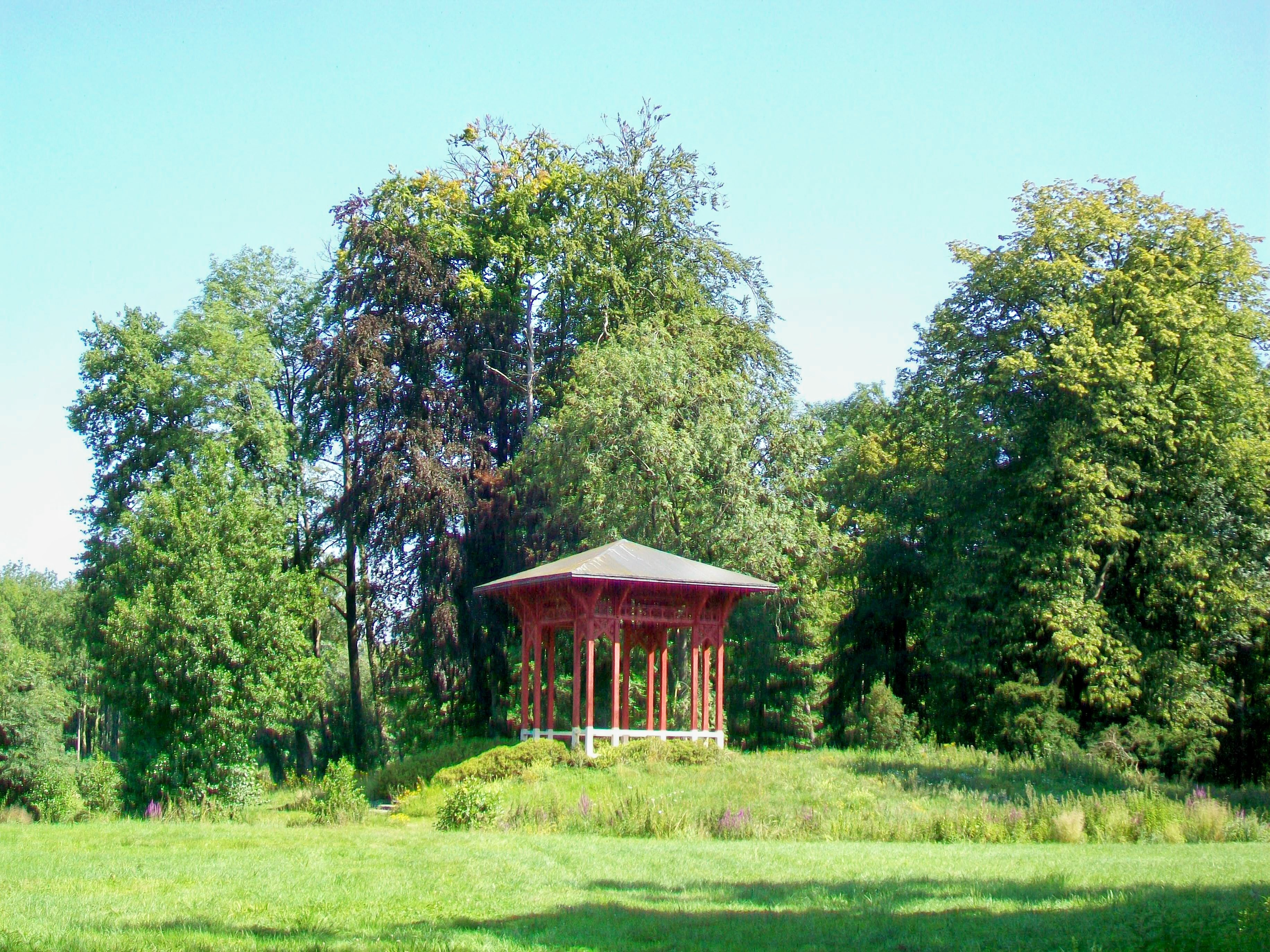
Le kiosque de la Belle Gabrielle au Petit Parc a remplacé la Tour Gabrielle, démoli dans le dernier quart du XIXe siècle.
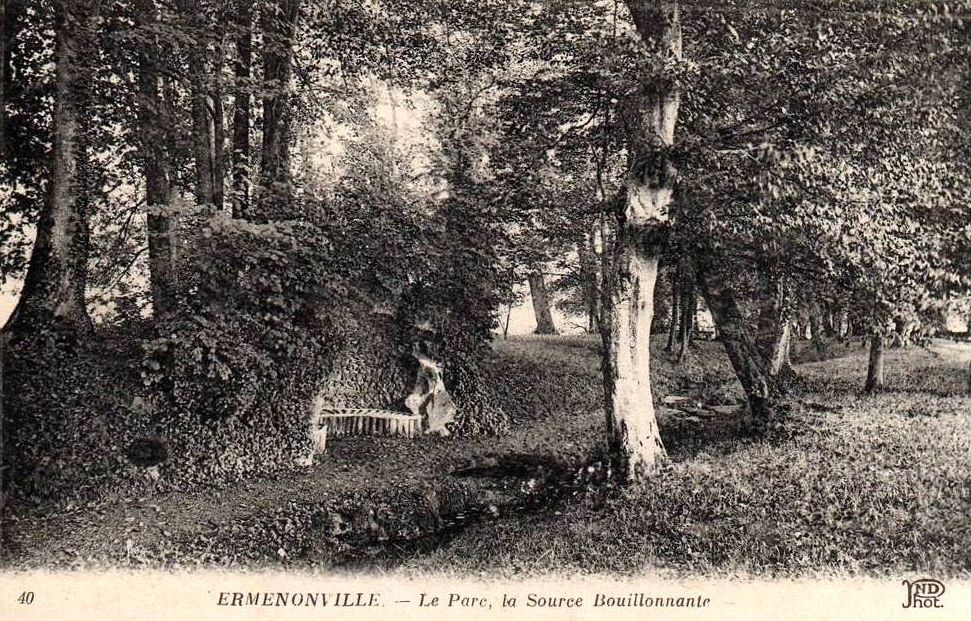
La source bouillonnante, anciennement appelée Fontaine du Bocage, réaménagée dans l'ère des Radziwiłł.
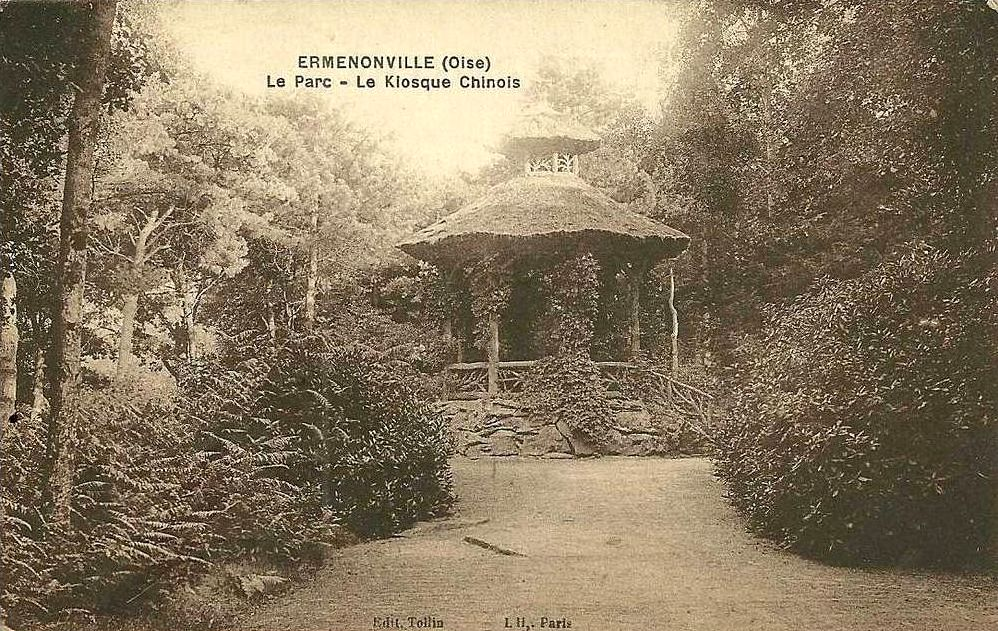
Le kiosque chinois au Grand Parc qui a remplacé le temple rustique disparu à l'époque des Radziwiłł, disparu à son tour par manque de solidité.
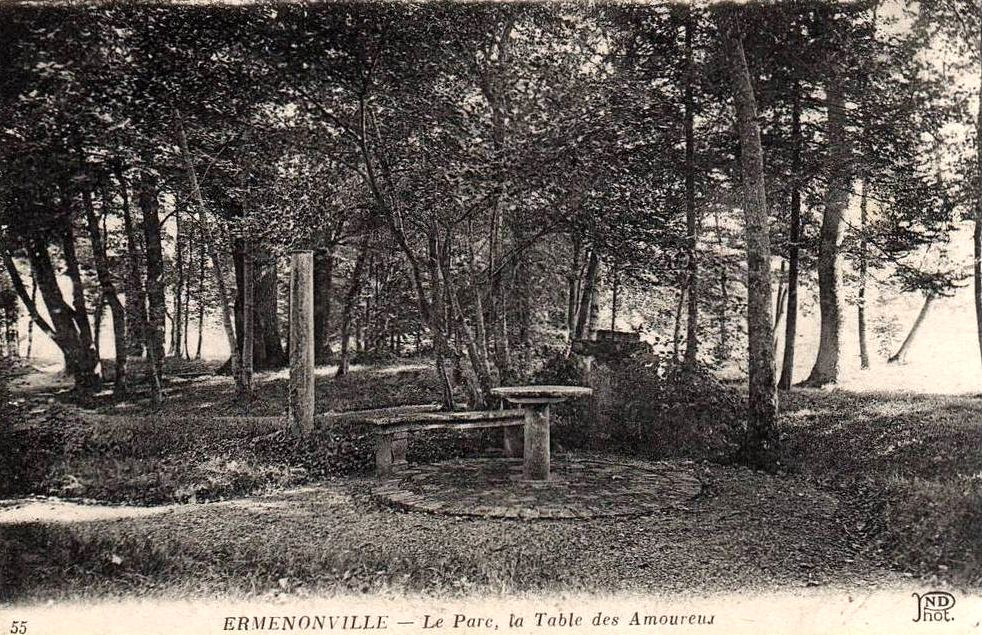
La table des amoureux a remplacé le Temple au Loisir et aux Muses, au Petit Parc.

Aménagements et bâtiments de l'ère des Radziwiłł disparues
- Usine électrique, au Grand Parc : Construite vers 1910 après que le projet de l'installation d'une turbine hydraulique dans le Moulin-Neuf avait dû être abandonné, en raison des inconvénients dans cette zone marécageuse[55]. Bâtie dans le style du XVIIIe siècle près de l'entrée de l'actuel parc Jean-Jacques Rousseau, elle utilisait l'énergie hydraulique grâce à une déviation de la Launette. Cette déviation réduit considérablement le débit de la grande cascade mais à néanmoins été conservée. Des ponts et murs de soutènement construits en même temps que l'usine électrique y sont toujours visibles. Le « jardin qui précédait le pavillon électrique démoli », soit le secteur du parc près de l'entrée, a été classé au titre des sites par arrêté du 15 mai 1939, sans que sa délimitation exacte et même les motivations du classement soit connues[56].
- Kiosque chinois, au Grand Parc : de facture assez simple, il s'était substitué au temple Rustique (au sud de la grotte aux Ossements), mais n'a pas survécu aux intempéries[note 30]. Seul son emplacement se laisse encore deviner, sur un petit promontoire.
- Source bouillonnante, au Petit Parc : la grotte de la fontaine du Bocage aménagée sous René de Girardin a été remplacée par un nouvel abri en forme de grotte, également sous Constantin de Radziwiłł. La fabrique subsiste vraisemblablement en tant que vestige, tout comme :
- Table des Amoureux, au Petit Parc : elle a remplacé le temple au Loisir et aux Muses, ruiné déjà peu de temps après sa construction et jamais remis en état. Ce coin de repos se localise au Petit Parc, face au kiosque sur la rive opposée de l'étang, au milieu d'un bois.

## Situation actuelle

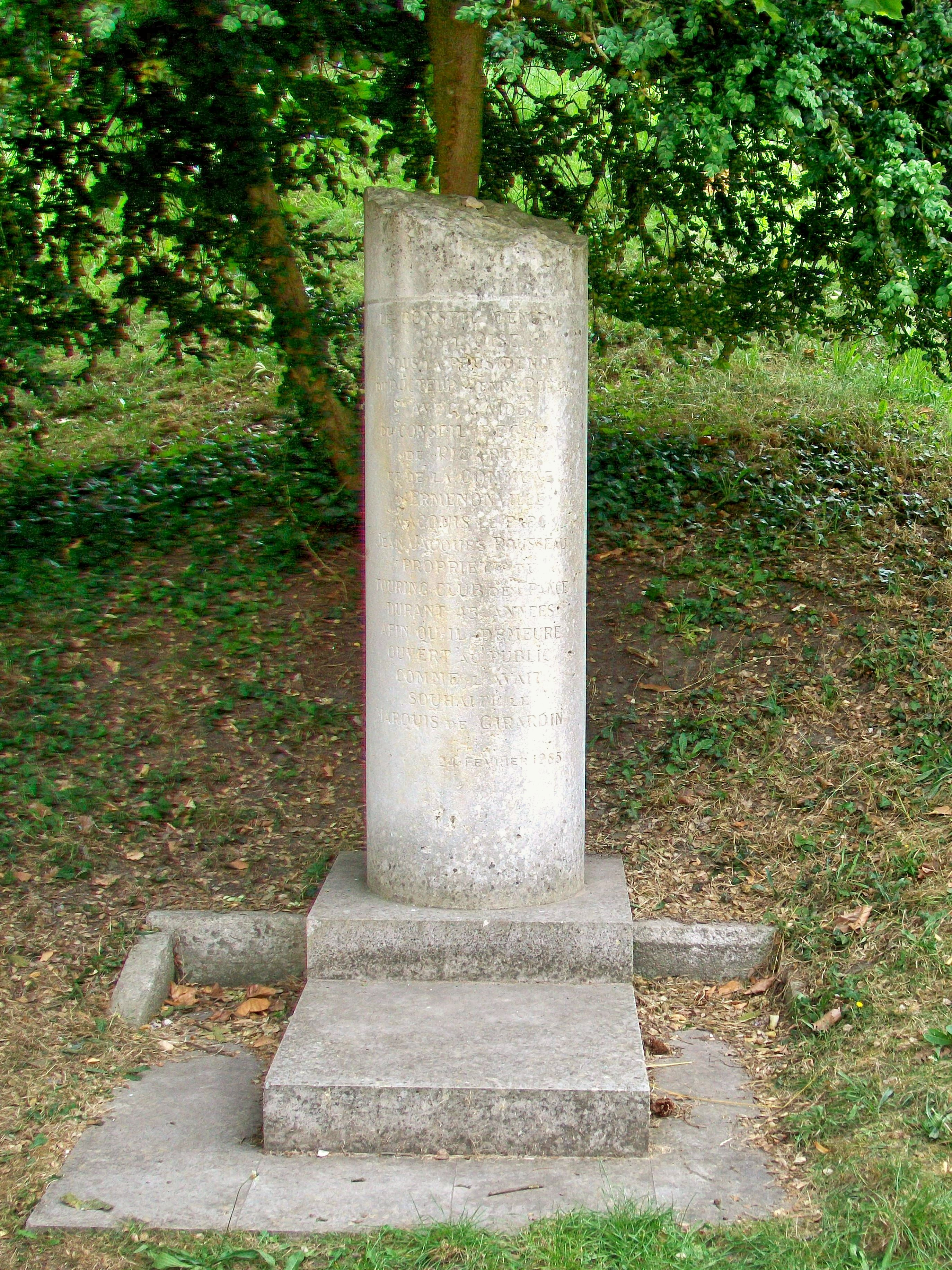
Borne à l'entrée, rappelant l'acquisition du parc par le conseil général de l'Oise pour une durée de 45 ans, en 1985.

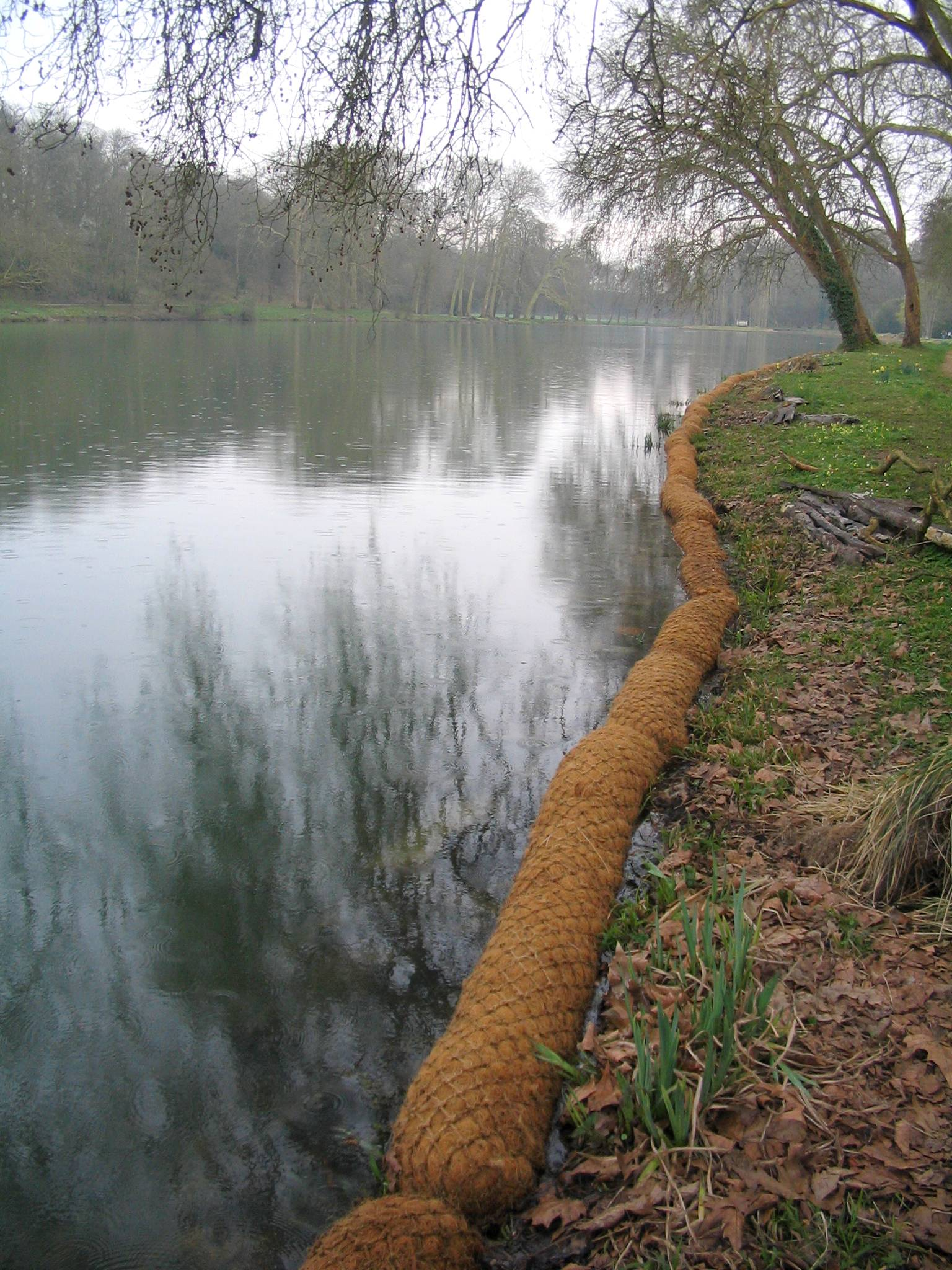
Mise en place des boudins de renforcement en fibre de coco pour la restauration des berges, mars 2011.

« Le parc Jean-Jacques Rousseau, à Ermenonville, perpétue chichement le souvenir d'un grand jardin [...] auquel le temps et les événements auraient été fatals».
Depuis qu'il en a fait l'acquisition en 1985, le Conseil général de l'Oise n'a toujours pas restauré l'ensemble du Grand Parc, et n'a commencé qu'à partir de 2010 d'entreprendre des grands travaux de sauvegarde des aménagements paysagers et des ouvrages hydrauliques. Les travaux ont porté sur la rénovation des accès et de l'accueil du public, sur la reconstruction de l'embarcadère et sur la plantation de la hêtraie attenante au Temple de la philosophie. La campagne 2010-2011 a été consacrée au dégagement et au curage des ouvrages hydrauliques, canaux et étangs et au renforcement des berges. Puis, les ponts les plus fragilisés ont été réparés au cours des années 2010. Le parcours autour de la « prairie arcadienne » a ainsi pu être rouvert au public.
Les moyens consacrés à l'entretien courant sont visiblement insuffisants. Les chemins éloignés de l'entrée sont abîmés, et le beursault tombe en ruines. L'élagage des arbres, nécessaire au maintien des perspectives de vues conçues par René de Girardin, n'est pas effectué assez régulièrement, et certaines fabriques disparaissent sous la végétation. Toute signalétique à l'intention des visiteurs est absente en dehors de la zone d'entrée. On peut en même temps saluer la prudence avec laquelle le Conseil départemental procède, veillant à préserver l'authenticité du parc et de son patrimoine paysager et architectural. Globalement ce patrimoine est relativement bien préservé, abstraction faite des fabriques disparues (en grande partie avant la fin du XVIIIe siècle déjà) et des ponts reconstruits au dernier quart du XIXe siècle en béton armé avec imitation de rondins de bois.
Le Désert se voit aujourd'hui privé de la plupart des surfaces dégagées, avec étendues sablonneuses, genêts, landes et bruyères, en raison de la décimation de la population de lapins dans les années 1950 à la suite de l'apparition de la myxomatose. Les pins et bouleaux ont rapidement envahi l'espace. Ainsi, le Désert ne ressemble plus que vaguement à ce qu'il avait encore été au début du XXe siècle, et le fort trafic sur la N 330 tracée sur les bords de l'étang du Désert enlève la tranquillité à ce lieu. Le Petit Parc subsiste dans ses grandes structures, avec notamment l'étang et les prairies tout autour, mais la voirie et les petits aménagements paysagers ont disparu. La zone la plus remarquable du Petit Parc de par ses richesses naturelles, marécages, bocages, prairies et ruisseaux, située au nord-ouest entre l'étang et le Désert, est perdue tout comme l'enclos des cultures.
L'ancien parc d'Ermenonville se trouve morcelé entre trois principaux propriétaires différents, et les conditions de visite sont également très différentes :
- le Grand Parc, baptisé parc Jean-Jacques Rousseau est propriété du Conseil général de l'Oise depuis 1985 et ouvert au public aux heures d'ouverture fixées. D'abord ouvert tous les jours moyennant un droit d'entrée[note 32], l'ouverture se limite désormais à la saison d'avril à octobre, du mercredi au dimanche seulement, l'entrée devenant en revanche gratuite[58].
- le Désert est propriété de l'Institut de France depuis 1912[59], qui a loué les étangs au Comité central d'entreprise de la société Air France comme étangs de pêche. Le Désert n'est accessible qu'en visite guidée, proposée pendant les années 2010 par le parc Jean-Jacques Rousseau les week-ends de début avril à fin septembre, sans horaires fixes[60]. Le tarif était celui du billet combiné pour le parc Jean-Jacques Rousseau et l'abbaye de Chaalis[61]. Ces visites ne sont plus programmées depuis l'épidémie du Covid-19. L'Institut de France ne propose toujours pas de jours d'ouverture du site, contrairement à la volonté de Nélie Jacquemart-André qui voulait que tout le monde en puisse profiter[c 23],[note 33].
- le Petit Parc, propriété du groupe Philippe Savry « Les Hôtels Particuliers » depuis le 31 mai 1991[62], a été acquis par l'homme d'afaire libanon-canadien Antoine Haswani en 2018[1]. Depuis 2019, l'hôtel-restaurant du château d'Ermenonville est exploité par la « SASU Domaine château Ermenonville ». L'hôtel propose des promenades en barques gratuites à ses hôtes, sur l'étang du Petit Parc[63]. Les visiteurs de l'hôtel-restaurant peuvent aussi se promener dans le secteur sud du parc, le reste du domaine n'étant plus accessible en raison de l'absence de chemins et ponts.

Cette situation en somme peu satisfaisante devait évoluer grâce à l'action du Parc naturel régional Oise-Pays de France, créé en 2004. En effet, selon la charte du parc, « la réhabilitation et la mise en valeur du site d'Ermenonville constituent l'un des objectifs majeurs du territoire en matière de politique patrimoniale et culturelle. Cette politique visait [entre autres] à reconstituer une vision cohérente du territoire, du nord au sud, c'est-à-dire de l'ancienne abbaye de Chaâlis au parc Jean-Jacques Rousseau par :
- la mise en place avec l'Institut de France d'une convention d'ouverture au public d'une partie des parcelles lui appartenant ;
- la création d'un itinéraire qui permettrait de mettre en réseau le parc Jean-Jacques Rousseau, le parc du château, l'étang du Désert, la Mer de sable et l'ancienne abbaye de Chaâlis[64]».

N'a été mis en place qu'une version allégée du projet d'itinéraire, le « sentier des écrivains », reliant l'abbaye de Chaâlis au parc Jean-Jacques Rousseau, mais en contournant le parc du château, par des voies publiques. L'accès à la portion du sentier située sur le domaine de l'Institut de France est conditionné à l'achat d'un billet d'entrée au domaine de Chaâlis. Le « sentier des écrivains » n'ouvre au public aucune partie du parc d'Ermenonville jusque là fermée.
Dans le cadre d'une convention avec l'ONF, le Parc voulait instaurer une « politique de gestion forestière permettant de conserver le caractère pittoresque et romantique de certains espaces », dont les landes, enrochements, étendues sableuses et points de vue qui étaient caractéristiques du Désert,.

## Le parc d'Ermenonville dans les arts

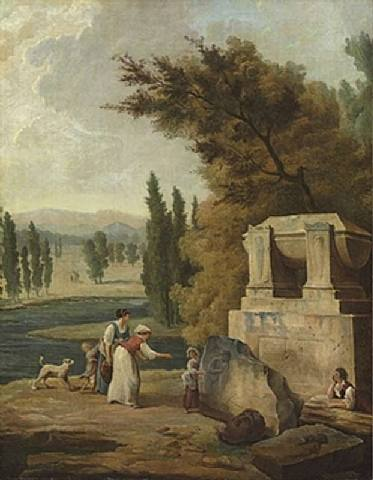
« Le parc d'Ermenonville », tableau peint par Hubert Robert vers 1780, montre un projet pour le tombeau définitif de Jean-Jacques Rousseau qui n'a pas été réalisé.

René-Louis de Girardin a engagé Hubert Robert comme conseiller artistique lors de la conception de son parc, vers 1765. Hubert Robert est sans doute l'artiste le mieux connu encore aujourd'hui parmi tous ceux qui ont trouvé de l'inspiration dans le parc d'Ermenonville. D'abord dessinateur et artiste peintre, c'est apparemment sa contribution au parc d'Ermenonville qui fut à l'origine de sa réputation de paysagiste, lui permettant par la suite d'être engagé par Marie-Antoinette pour réaliser son Hameau de la Reine et de créer le parc de Méréville en collaboration avec d'autres artistes. Pour Ermenonville, Robert a dessiné plusieurs fabriques, dont notamment le temple de la Philosophie moderne, et plus tard le tombeau de Jean-Jacques Rosseau. Comme Robert a soumis plusieurs projets pour ce dernier au marquis de Girardin, l'un des tableaux ayant acquis une certaine notoriété montre un tombeau qui n'a jamais existé. Le peintre est encore revenu à Ermenonville même pendant les dernières années de sa vie, comme le montre une vue de la cascade et de l'île des Peupliers de 1802.
Le plus grand nombre d'impressions du parc d'Ermenonville du temps de sa splendeur nous viennent de Georges-Frédéric Meyer (* Paris 1740, † Ermenonville juin 1779), élève de Francesco Casanova et professeur de dessin des enfants de René de Girardin pendant les deux dernières années de sa vie. La plupart de ces œuvres sont des aquarelles ou des dessins. Il semble que Meyer s'installa à Ermenonville peu avant l'arrivée de Jean-Jacques Rousseau, ou pendant le séjour de ce dernier, car Rousseau a posé pour lui. On y voit le philosophe marchant dans la campagne, son chapeau sous le bras, tenant sa canne dans une main et un bouquet de fleurs dans l'autre. La gravure que Moreau le Jeune exécuta d'après cette peinture est devenue très populaire et fut maintes fois reproduite.
Le peintre paysager Auguste Gandat (* Paris 1758 - † juin 1794 dans la forêt d'Ermenonville) a laissé vingt-cinq tableaux d'Ermenonville, dont le plus célèbre montre l'Île des Peupliers. Tous ces tableaux furent gravées par François Godefroy en 1781. Gandat dispensa aussi des cours de dessin à Stanislas de Girardin. Après le décès de l'artiste, victime d'une apoplexie foudroyante, il fut un temps envisagé d'ériger un cippe funéraire en son honneur sur l'île des Boursaudes ; soit les événements de la Révolution compromirent ce projet, soit la présence du tombeau de Meyer sur cette même île fit y renoncer le marquis de Girardin. Stanislas fit exécuter 25 vues gravées du parc à Jacques Mérigot, publiées à Paris en 1788, sous le nom Promenade ou Itinéraire des jardins d'Ermenonville.